# Liste der Biografien/Schulz
Liste der Biografien |
Portal Biografien |
Personensuche
# |
A |
B |
C |
D |
E |
F |
G |
H |
I |
J |
K |
L |
M |
N |
O |
P |
Q |
R |
S |
T |
U |
V |
W |
X |
Y |
Z |
?
 
Sa |
Sb |
Sc |
Sd |
Se |
Sf |
Sg |
Sh |
Si |
Sj |
Sk |
Sl |
Sm |
Sn |
So |
Sp |
Sq |
Sr |
Ss |
St |
Su |
Sv |
Sw |
Sy |
Sz
 
Sca–Sce |
Sch |
Sci–Scz
 
Scha |
Schc |
Schd |
Sche |
Schg |
Schi |
Schj |
Schk |
Schl |
Schm |
Schn |
Scho |
Schp |
Schr |
Schs |
Scht |
Schu |
Schv |
Schw |
Schy
 
Schua |
Schub |
Schuc |
Schud |
Schue |
Schuf |
Schug |
Schuh |
Schui |
Schuk |
Schul |
Schum |
Schun |
Schuo |
Schup |
Schuq |
Schur |
Schus |
Schut |
Schuu |
Schuv |
Schuw |
Schuy |
Schuz
 
Schula |
Schulb |
Schuld |
Schule |
Schulg |
Schulh |
Schuli |
Schulj |
Schulk |
Schull |
Schulm |
Schulo |
Schulp |
Schulr |
Schuls |
Schult |
Schulw |
Schuly |
Schulz
Die Liste der Biografien führt alle Personen auf, die in der deutschsprachigen Wikipedia einen Artikel haben. Dieses ist eine Teilliste mit 986 Einträgen von Personen, deren Namen mit den Buchstaben „Schulz“ beginnt.

## Schulz

### Schulz P
- Schulz Paulsson, Bettina, Schweizer Prähistorikerin

### Schulz V
- Schulz van Treeck, Alfred (1903–1958), deutscher Mediziner und Pionier der Otoskopie
- Schulz von Thun, Friedemann (* 1944), deutscher KommunikationswissenschaftlerFriedemann Schulz von Thun (* 1944)

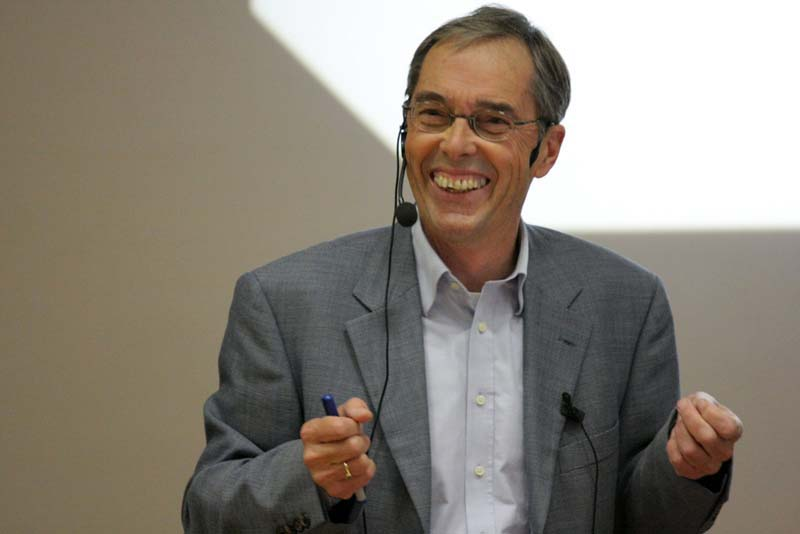
Friedemann Schulz von Thun (* 1944)

### Schulz Z
- Schulz Zinda, Yvonne (* 1965), deutsche Koreanistin und Hochschullehrerin

### Schulz, A – Schulz, W

#### Schulz, A
- Schulz, Adelbert (1903–1944), deutscher Offizier, zuletzt Generalmajor und Divisionskommandeur im Zweiten Weltkrieg
- Schulz, Adelheid (* 1955), deutsche Terroristin der Rote Armee Fraktion (RAF)
- Schulz, Albert (1802–1893), deutscher Verwaltungsjurist, Germanist, Dichter und Literaturhistoriker
- Schulz, Albert (1895–1974), deutscher Politiker (SPD, SED), MdR, MdL, Oberbürgermeister von Rostock
- Schulz, Alexander (* 1966), deutscher Festivalveranstalter
- Schulz, Alexander (* 1991), deutscher Slackliner
- Schulz, Alfons (1871–1947), deutscher katholischer Theologe (Alttestamentler)
- Schulz, Alfred (1890–1947), deutscher Psychiater und NS-Arzt
- Schulz, Alfred (1928–2011), deutscher Politiker (SPD), MdL
- Schulz, Alina (* 1991), deutsche Journalistin
- Schulz, André (* 1959), deutscher Journalist und Autor
- Schulz, André (* 1970), deutscher Kriminalbeamter und Bundesvorsitzender des Bundes Deutscher Kriminalbeamter
- Schulz, Andreas (* 1951), deutscher Weltmeister im Rudern
- Schulz, Andreas (* 1955), deutscher Rallye-Navigator
- Schulz, Andreas (* 1958), deutscher Historiker
- Schulz, Andreas (* 1959), deutscher Ingenieur, Lichtdesigner, Unternehmer und Professor
- Schulz, Andreas (* 1961), deutscher Intendant und KulturmanagerAndreas Schulz (* 1961)

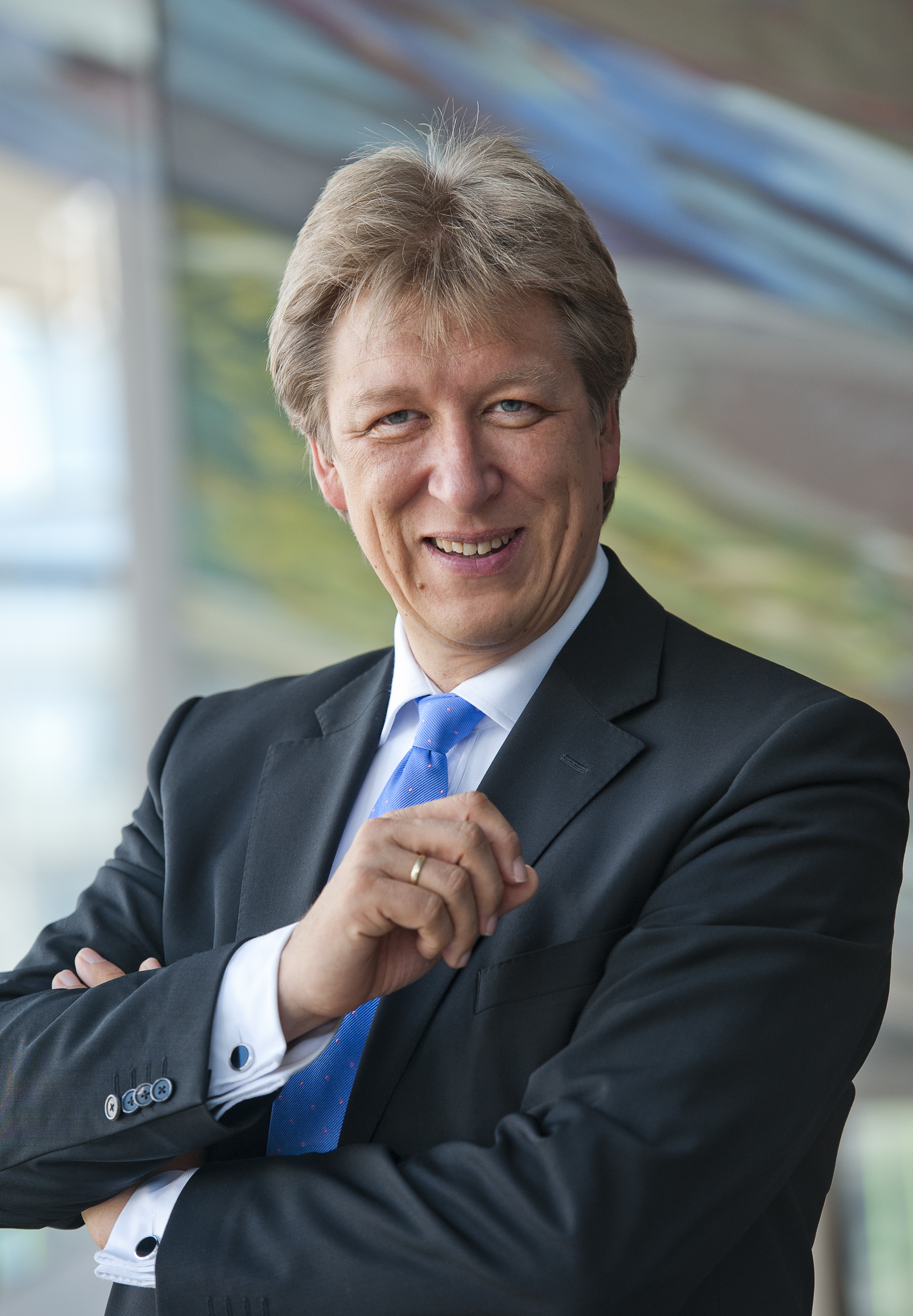
Andreas Schulz (* 1961)

- Schulz, Andreas (* 1969), deutscher Mathematiker und Wirtschaftswissenschaftler
- Schulz, Anika (* 1983), deutsche Volleyballspielerin und -trainerin
- Schulz, Anita (* 1987), deutsche Schauspielerin
- Schulz, Anja (* 1985), deutsche Politikerin (FDP), MdB
- Schulz, Anke (* 1975), deutsche Handballspielerin
- Schulz, Annelies (* 1934), deutsche Schriftstellerin
- Schulz, Annemarie (1897–1979), deutsche Politikerin (KPD) und Widerstandskämpferin gegen den Nationalsozialismus
- Schulz, Annemarie, deutsche Tischtennisspielerin
- Schulz, Anselm (1931–2012), deutscher Benediktinermönch
- Schulz, Ansgar (* 1966), deutscher Architekt
- Schulz, Anton, deutscher Politiker (KPD), MdL
- Schulz, Armin (1966–2010), deutscher Germanist und Schriftsteller
- Schulz, Arno (1924–2008), österreichischer Informatiker
- Schulz, Arnold (1943–2024), deutscher Volleyballspieler
- Schulz, Arthur (1873–1943), deutscher Bildhauer
- Schulz, Arthur (1878–1917), deutscher Jurist und Sozialdemokrat
- Schulz, Arthur (1885–1963), deutscher Lehrer und Winckelmann-Forscher
- Schulz, Arthur (1897–1945), deutscher römisch-katholischer Geistlicher und Märtyrer
- Schulz, Astrid Susanna (* 1972), deutsche Fotografin
- Schulz, Axel, deutscher Marineoffizier, Konteradmiral der Deutschen Marine
- Schulz, Axel (1937–2012), deutscher Bildhauer
- Schulz, Axel (* 1959), deutscher Fußballspieler
- Schulz, Axel (* 1960), deutscher Musikmanager, Veranstalter und Club-Betreiber

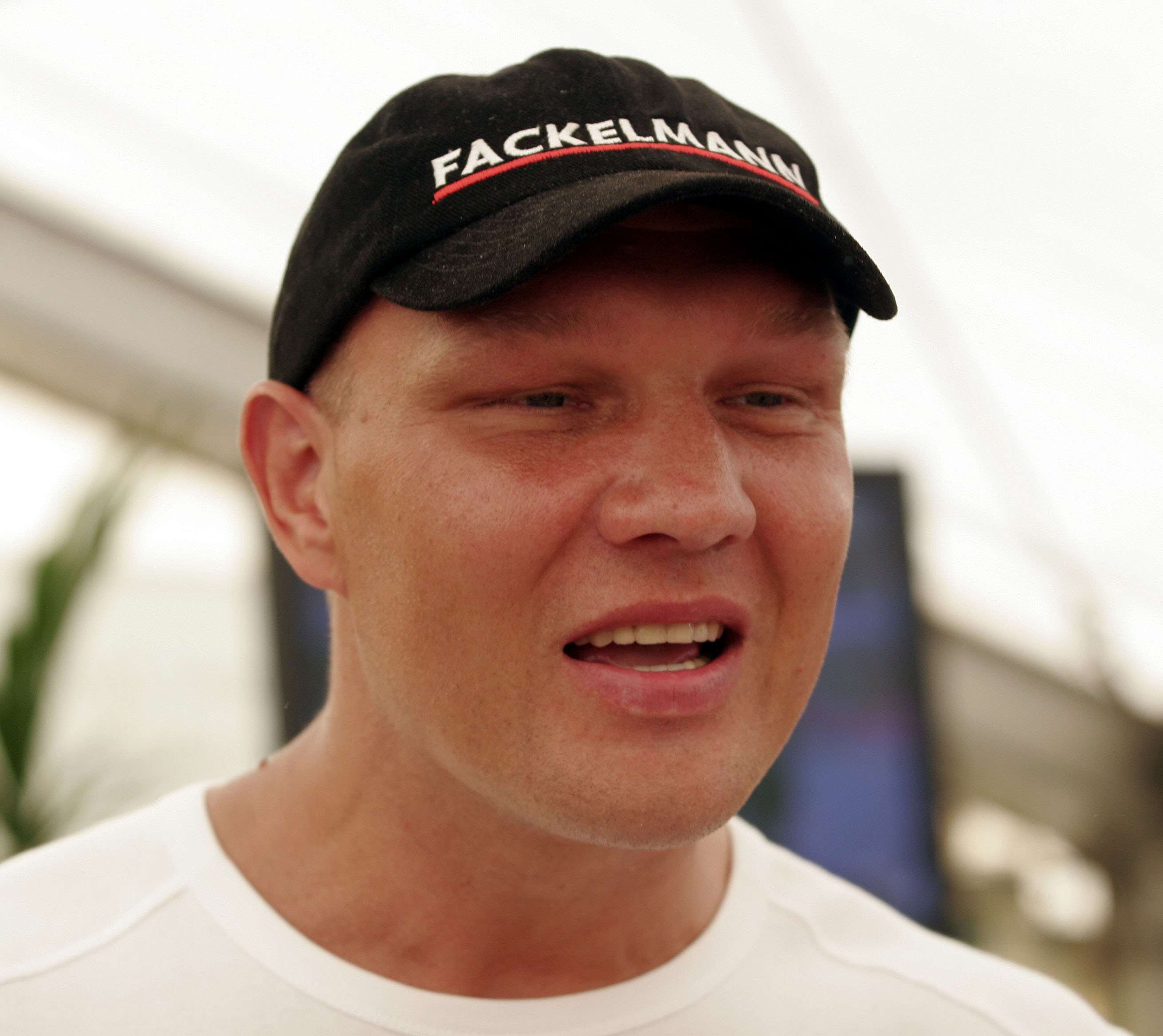
Axel Schulz (* 1968)

- Schulz, Axel (* 1968), deutscher BoxerAxel Schulz (* 1968)

#### Schulz, B
- Schulz, Barbara (* 1972), französische Schauspielerin
- Schulz, Bärbel (1940–2016), deutsche Keramikerin
- Schulz, Bastian (* 1985), deutscher Fußballspieler
- Schulz, Benedikt (1735–1797), letzter Abt von Neuberg
- Schulz, Benedikt (* 1968), deutscher Architekt
- Schulz, Benedikt (* 1993), deutscher Schauspieler
- Schulz, Benjamin (* 1979), deutscher Sachbuchautor
- Schulz, Benjamin (* 1984), deutscher Sportkegler
- Schulz, Benjamin (* 1989), deutscher Handballspieler
- Schulz, Benjamin (* 1990), österreichischer Politiker (SPÖ) und Gewerkschafter
- Schulz, Benno (1935–2005), deutscher Künstler
- Schulz, Bernd (1941–2017), deutscher Journalist, Kurator und Hochschullehrer
- Schulz, Bernd (* 1960), deutscher Fußballspieler
- Schulz, Berndt (* 1942), deutscher Schriftsteller sowie Fernseh- und Filmkritiker
- Schulz, Bernhard (1861–1933), deutscher Architekt, Kommunalpolitiker, Lehrer und Anwalt
- Schulz, Bernhard (1900–1987), deutscher Germanist und Hochschullehrer
- Schulz, Bernhard (1913–2003), deutscher Journalist und Schriftsteller
- Schulz, Berta (1878–1950), deutsche Politikerin (SPD), MdR
- Schulz, Björn (* 1967), deutscher Offizier, Brigadegeneral des Heeres der Bundeswehr
- Schulz, Bodo (1911–1987), deutscher Politiker (SED) und Gewerkschafter
- Schulz, Brigitta (* 1953), deutsche Politikerin (SPD)
- Schulz, Bruno (1865–1932), deutscher Architekt, preußischer Baubeamter, Bauforscher und Hochschullehrer
- Schulz, Bruno (1888–1944), deutscher Meereskundler
- Schulz, Bruno (1890–1958), deutscher Erbbiologe und Psychiater
- Schulz, Bruno (1892–1942), polnischer Schriftsteller, Literaturkritiker, Graphiker und Zeichner
- Schulz, Bruno (* 1940), deutscher Graveurmeister, Medailleur und Unternehmer im Bereich Holzschnitzerei

#### Schulz, C
- Schulz, Carl (1831–1884), deutscher Fotograf, Lithograf und Verleger
- Schulz, Carl Julius (1828–1886), deutscher Kaufmann, Unternehmer und Industrieller
- Schulz, Carsten Reinhold (* 1963), deutscher Künstler (Konzepte, Aktionen, Musik) und Autor
- Schulz, Charles M. (1922–2000), US-amerikanischer Comiczeichner (Die Peanuts)Charles M. Schulz (1922–2000)

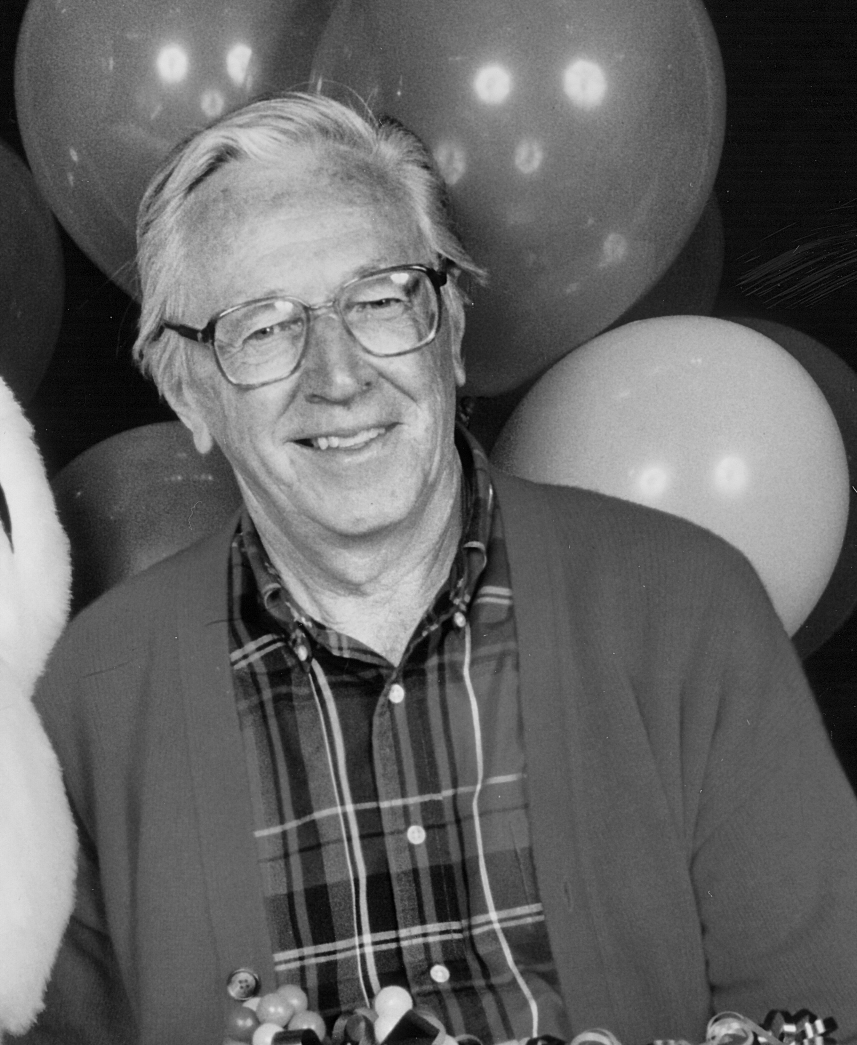
Charles M. Schulz (1922–2000)

- Schulz, Charly (* 1955), deutscher Fußballspieler
- Schulz, Chris (* 1984), deutscher Schauspieler und Musicaldarsteller
- Schulz, Chrissy (* 1972), deutsche Schauspielerin
- Schulz, Christel (1921–2014), deutsche Leichtathletin
- Schulz, Christian (1652–1732), deutscher Kupferschmied und Unternehmer
- Schulz, Christian (* 1961), deutscher Fotograf
- Schulz, Christian (* 1967), österreichischer Cellist und Dirigent
- Schulz, Christian (* 1983), deutscher Fußballspieler und FußballtrainerChristian Schulz (* 1983)

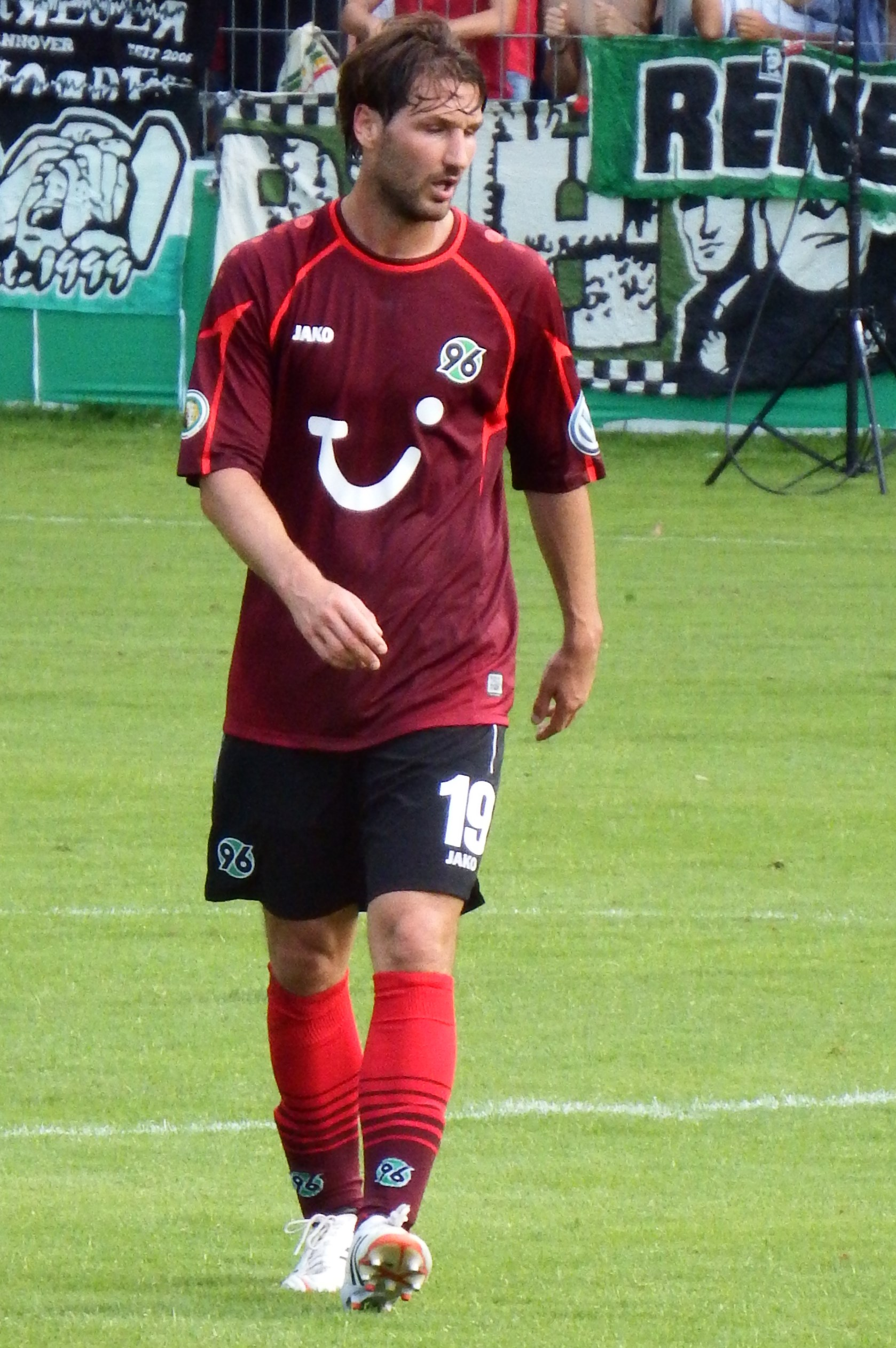
Christian Schulz (* 1983)

- Schulz, Christiane (* 1955), deutsche Lyrikerin
- Schulz, Christine (* 1960), deutsche Tennisspielerin
- Schulz, Christine (* 1961), deutsche Künstlerin (Fotografie, Medienkunst, Videokunst)
- Schulz, Christof (* 1967), deutscher Chemiker und Hochschullehrer
- Schulz, Claudia (* 1977), deutsche Agrarökologin und Politikerin (Bündnis 90/Die Grünen)
- Schulz, Claudia (* 1978), deutsche Fußballspielerin
- Schulz, Claus (1934–2024), deutscher Tänzer, Choreograph, Ballettmeister

#### Schulz, D
- Schulz, Dagmar, deutsche Miss Germany
- Schulz, Dagmar (* 1963), deutsche Politikerin (parteilos)
- Schulz, Daniel (* 1974), deutscher Sänger
- Schulz, Daniel (* 1979), deutscher Journalist und Buchautor
- Schulz, Daniel (* 1986), deutscher Fußballspieler
- Schulz, Daniela (* 1968), deutsche Autorin, Filmregisseurin und Filmproduzentin
- Schulz, Daniela (* 1982), deutsche Schauspielerin
- Schulz, Davis (* 1996), deutscher Schauspieler, Synchronsprecher, Webvideoproduzent und MusikerDavis Schulz (* 1996)

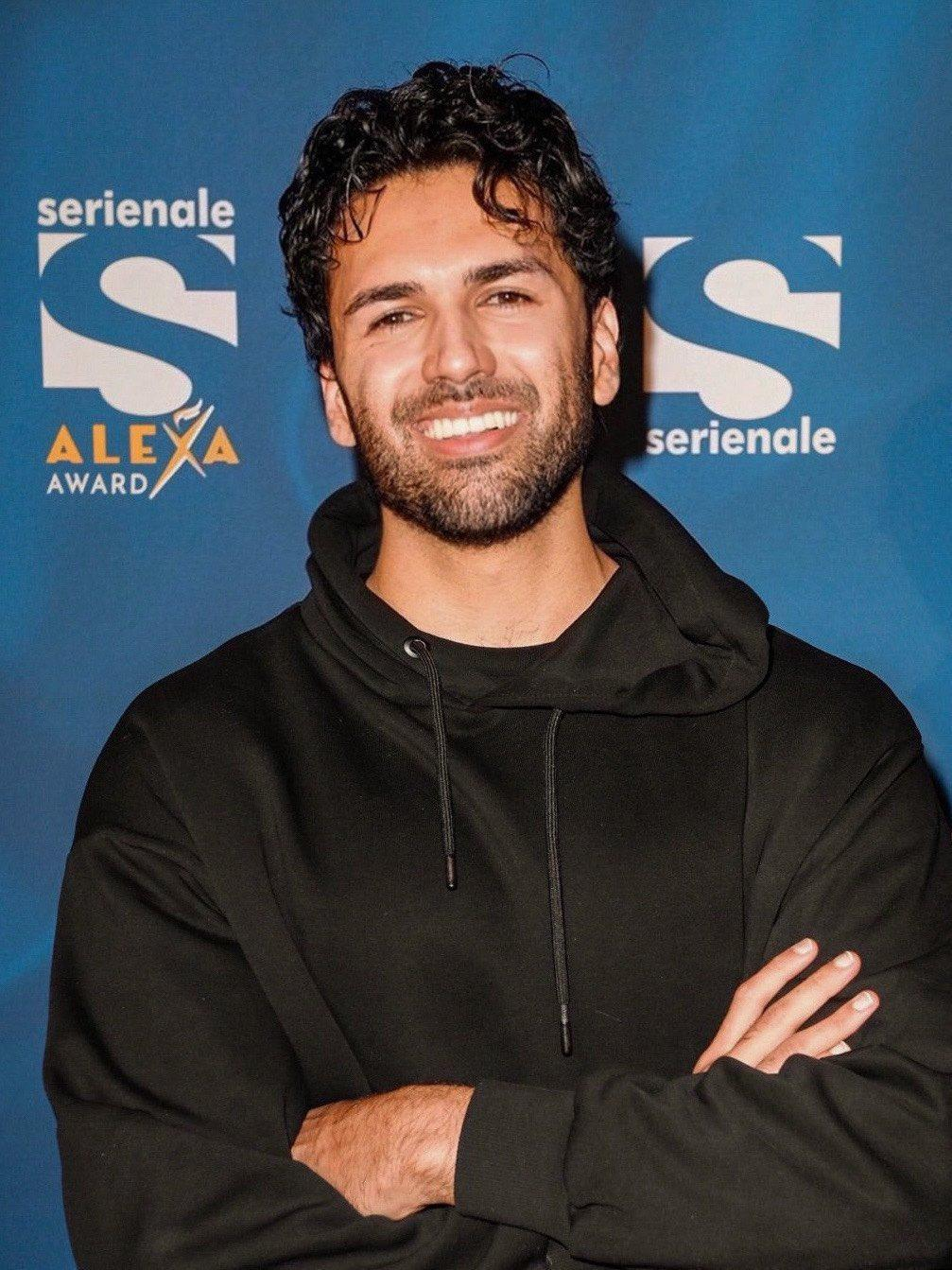
Davis Schulz (* 1996)

- Schulz, Dennis (* 1968), österreichischer Westernreiter
- Schulz, Detlef (* 1951), deutscher Fußballspieler
- Schulz, Dieter (* 1938), deutscher Mediziner
- Schulz, Dieter (1939–2018), deutscher Fußballspieler
- Schulz, Dieter (1941–2019), deutscher Fußballspieler
- Schulz, Dieter (* 1942), deutscher Erziehungswissenschaftler
- Schulz, Dieter (* 1943), deutscher Anglist
- Schulz, Dietmar (1939–1963), deutsches Todesopfer der Berliner Mauer
- Schulz, Dietmar (* 1942), deutscher Ministerialbeamter und Staatssekretär
- Schulz, Dietmar (* 1960), deutscher Rechtsanwalt und Politiker (PIRATEN), MdL
- Schulz, Dietrich (1932–2013), deutscher Unternehmer und Mäzen
- Schulz, Dimitri (* 1987), deutscher Ingenieur und Politiker (AfD)Dimitri Schulz (* 1987)

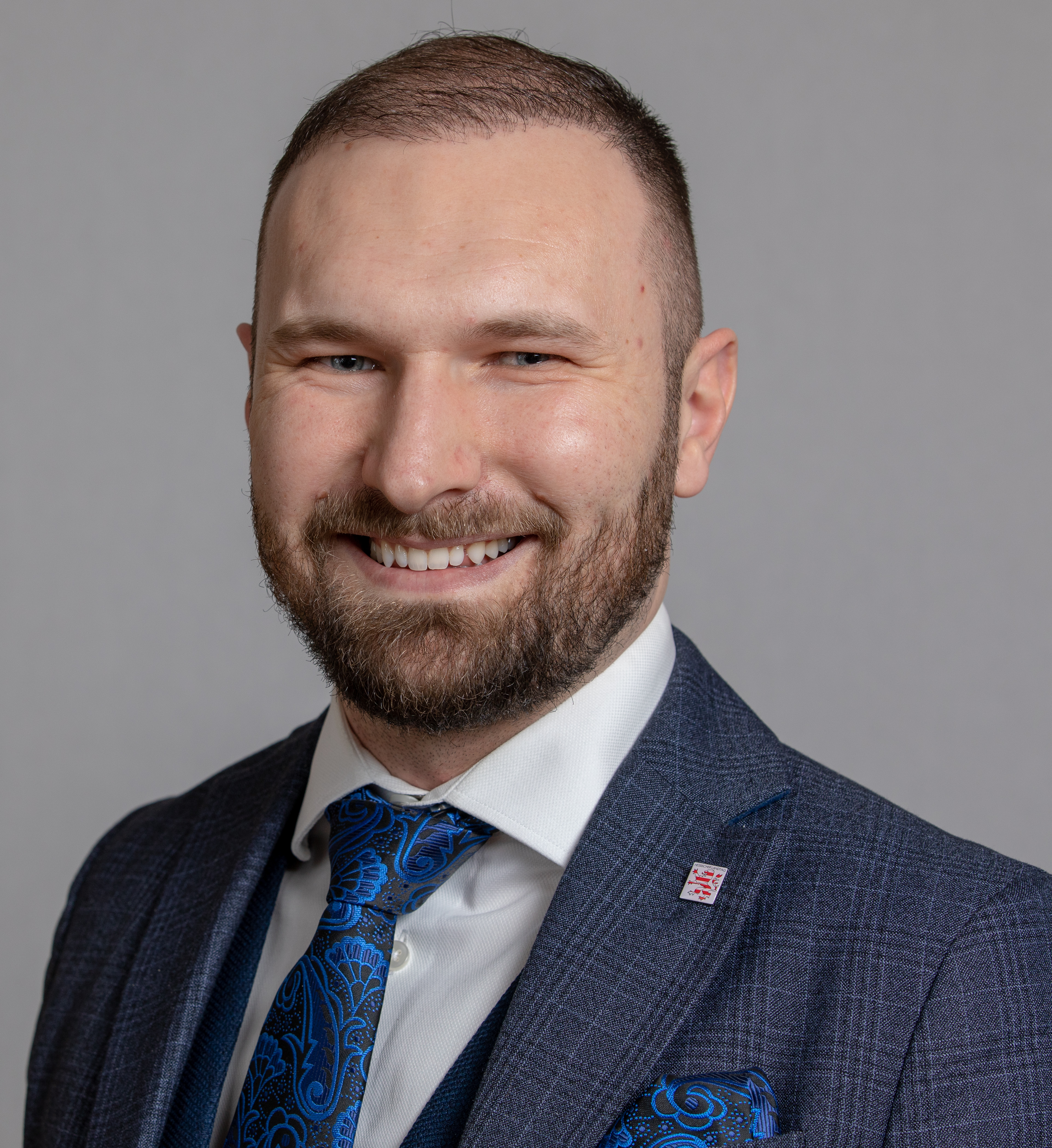
Dimitri Schulz (* 1987)

- Schulz, Dirk (* 1965), deutscher Zeichner und Comicillustrator
- Schulz, Dominik (* 1992), deutscher Tennisspieler
- Schulz, Dora (1906–1974), deutsche, leitende Mitarbeiterin des Goethe-Instituts und Lehrbuchautorin
- Schulz, Doris (* 1963), österreichische Politikerin (ÖVP), Landtagsabgeordnete
- Schulz, Dorothea, deutsche Ethnologin

#### Schulz, E
- Schulz, Eberhard (* 1940), deutscher Autodesigner
- Schulz, Eberhard (1946–1966), deutsches Todesopfer der Berliner Mauer
- Schulz, Eberhard Günter (1929–2010), deutscher Philosoph, Schriftsteller und Kulturpolitiker
- Schulz, Eckehard (* 1952), deutscher Arabist und Sprachwissenschaftler
- Schulz, Eckhard (* 1940), deutscher Ringer
- Schulz, Edmund (1877–1961), deutscher Konteradmiral der Reichsmarine
- Schulz, Eduard (1812–1876), österreichisch-britischer Pianist und Lyriker
- Schulz, Eduard Wilhelm (1796–1880), evangelischer Pfarrer und Krankenhausgründer
- Schulz, Egon (1935–2004), deutscher Opernsänger (Bariton)
- Schulz, Ehrenfried (1939–2016), deutscher römisch-katholischer Theologe und Hochschullehrer
- Schulz, Ekkehard (* 1941), deutscher ManagerEkkehard Schulz (* 1941)

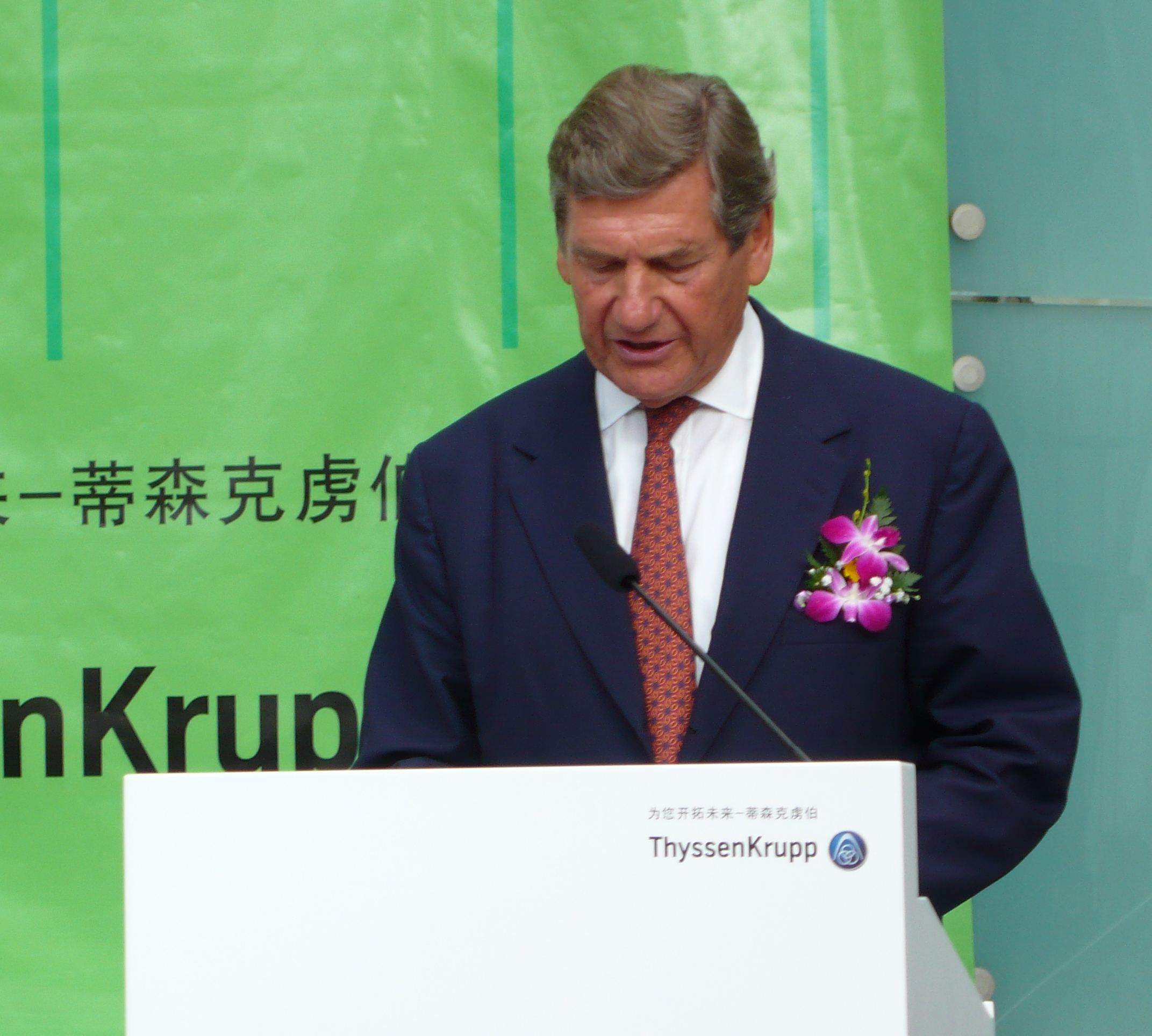
Ekkehard Schulz (* 1941)

- Schulz, Elisabeth (1903–1957), deutsche Oberschulrätin
- Schulz, Ellen (* 1957), deutsche Schauspielerin, Regisseurin und Sprecherin
- Schulz, Emanuel (* 1975), österreichischer Komponist und Dirigent
- Schulz, Emil, deutscher Fußballspieler
- Schulz, Emil (1822–1912), deutscher Porträtmaler, Lithograf und Fotograf
- Schulz, Emil (1938–2010), deutscher Boxer
- Schulz, Emil Oskar (1846–1927), Stadtrat und Angehöriger des Magistrats von Cottbus
- Schulz, Emma von (1844–1882), baltendeutsche Genre- und Porträtmalerin
- Schulz, Eric (* 1979), deutscher Filmemacher und Opernregisseur
- Schulz, Erich (1898–1925), deutscher Reichsbanneraktivist
- Schulz, Erich (1902–1977), deutscher Politiker (SPD), MdL
- Schulz, Erich (1909–1999), deutscher Holzbildhauer
- Schulz, Erich (1914–1956), deutscher Radrennfahrer
- Schulz, Erik O. (* 1965), deutscher Politiker (parteilos), Oberbürgermeister der kreisfreien Stadt Hagen
- Schulz, Ernst Bernhard (1896–1985), US-amerikanischer Politikwissenschaftler
- Schulz, Ernst Hermann (1886–1962), deutscher Eisenhüttenmann und Forschungsorganisator
- Schulz, Erwin (1900–1981), deutscher SS-Brigadeführer und Generalmajor der Polizei
- Schulz, Eva (* 1990), deutsche Journalistin und WebvideoproduzentinEva Schulz (* 1990)

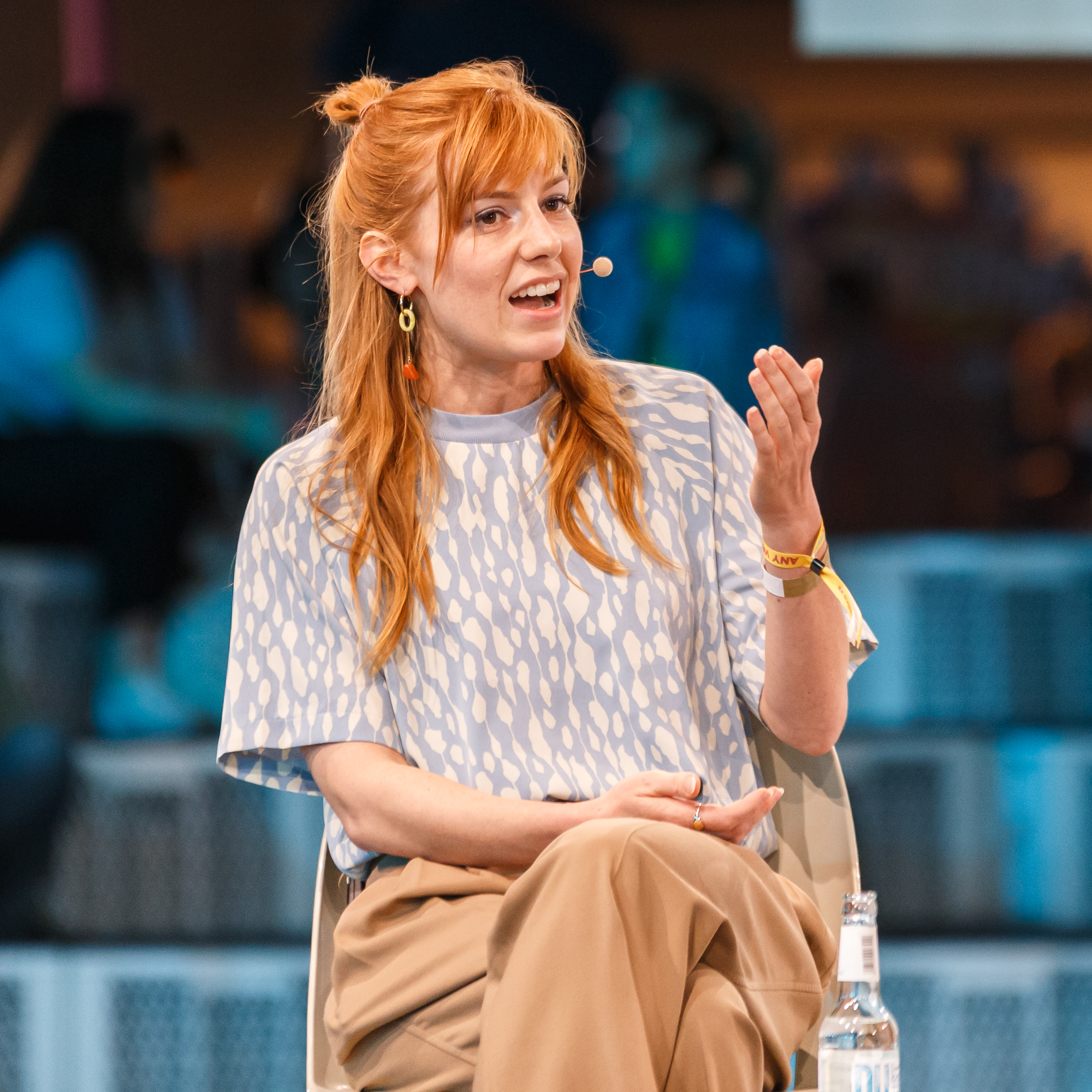
Eva Schulz (* 1990)

- Schulz, Eva Marianne (* 1983), deutsche Theater- und Filmschauspielerin
- Schulz, Evelyn (* 1963), deutsche Japanologin und Hochschullehrerin
- Schulz, Evelyn (* 1988), deutsche Handballspielerin
- Schulz, Ewald (1850–1906), deutscher Architekt und Bauunternehmer, Stadtrat und Magistratsmitglied in Cottbus
- Schulz, Ewald (1856–1942), deutscher Musikdirektor
- Schulz, Ewald (1896–1967), deutscher Politiker (NSDAP), MdR

#### Schulz, F
- Schulz, Fabian (* 1967), deutscher Sänger, Gitarrist, Schlagzeuger und Songwriter
- Schulz, Ferdinand (1892–1929), Pionier des Segelflugs in Ostpreußen, Inhaber zahlreicher Weltrekorde
- Schulz, Florian (* 1873), russlanddeutscher römisch-katholischer Geistlicher und Märtyrer
- Schulz, Florian (* 1975), deutscher Tier- und Naturfotograf
- Schulz, Florian (* 1994), deutscher Boxer
- Schulz, Frank (* 1952), deutscher Hochschullehrer, Professor für Kunstpädagogik
- Schulz, Frank (* 1957), deutscher SchriftstellerFrank Schulz (* 1957)

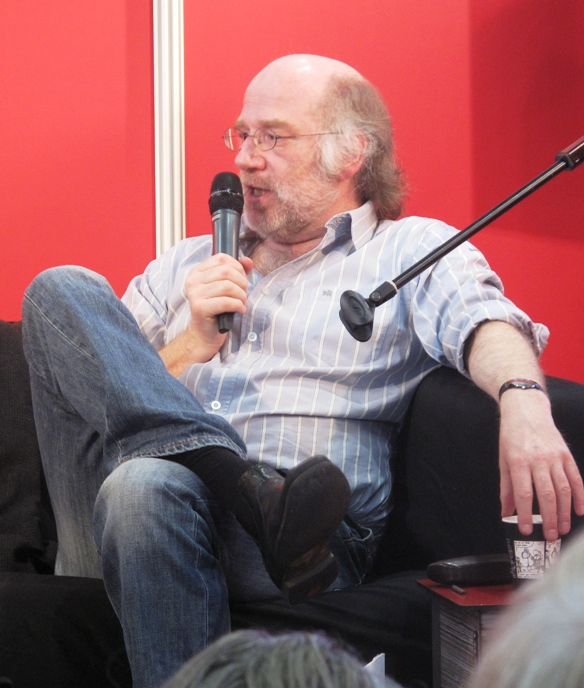
Frank Schulz (* 1957)

- Schulz, Frank (* 1961), deutscher Fußballspieler
- Schulz, Franz (1891–1956), österreichischer Politiker (SPÖ), Mitglied des Bundesrates
- Schulz, Franz (1894–1970), deutscher Polizeibeamter (NSDAP)
- Schulz, Franz (1897–1971), österreichisch-amerikanischer Schriftsteller und Drehbuchautor
- Schulz, Franz (* 1948), deutscher Politiker (Bündnis 90/Die Grünen)
- Schulz, Fred (1903–1990), deutscher Fußballspieler und -trainer
- Schulz, Fred (1938–2004), deutscher Brigadegeneral und erster Kommandeur des Kommandos Spezialkräfte der Bundeswehr
- Schulz, Friedemann (1945–2016), deutscher Hörspiel- und Drehbuchautor
- Schulz, Frieder (1917–2005), deutscher evangelischer Liturgiewissenschaftler
- Schulz, Friedrich (1795–1864), deutscher Jurist, Politiker und Staatsminister im Herzogtum Braunschweig
- Schulz, Friedrich (1830–1898), deutscher Schriftsetzer und Gewerkschaftsfunktionär
- Schulz, Friedrich (1897–1976), deutscher General der Infanterie im Zweiten Weltkrieg
- Schulz, Friedrich (1897–1965), deutscher Politiker (NSDAP), MdR
- Schulz, Friedrich (1925–2014), deutscher Publizist, Journalist und Schriftsteller
- Schulz, Friedrich Eduard (1799–1829), deutscher Philosoph und Orientalist
- Schulz, Friedrich Gottlieb (1813–1867), deutscher Politiker
- Schulz, Friedrich Wilhelm (1797–1860), deutscher radikal-demokratischer PublizistFriedrich Wilhelm Schulz (1797–1860)

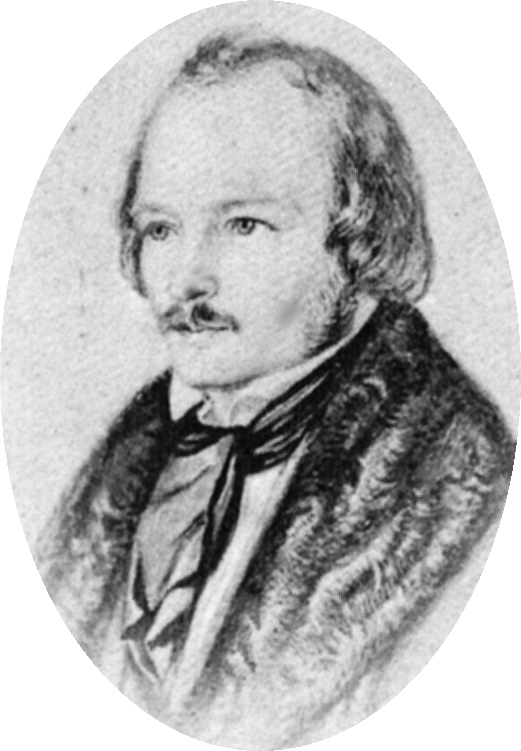
Friedrich Wilhelm Schulz (1797–1860)

- Schulz, Friedrich-Horst (1915–1982), deutscher Internist, Gerontologe und Hochschullehrer
- Schulz, Fritz (1879–1957), deutscher Rechtsgelehrter
- Schulz, Fritz (1886–1918), deutscher Fußballspieler
- Schulz, Fritz (1896–1972), deutscher Schauspieler, Regisseur und Sänger
- Schulz, Fritz (1909–1993), deutscher Bildhauer und Medailleur
- Schulz, Fritz (1910–1991), deutscher Politiker (BHE), MdL
- Schulz, Fritz Otto Hermann (* 1890), deutscher Journalist, Publizist und Schriftsteller
- Schulz, Fritz Traugott (1875–1951), deutscher Kunsthistoriker
- Schulz, Fritz W. (1884–1962), deutscher Marinemaler und Illustrator

#### Schulz, G
- Schulz, Gawriil Alexandrowitsch (1903–1984), russischer Bildhauer und Hochschullehrer
- Schulz, Georg (1882–1937), deutscher Beamter und Offizier, zuletzt Major und Abteilungsleiter Heeresverwaltungsamt
- Schulz, Georg (1896–1956), deutscher Maler und Politiker (FDP/DVP), MdL
- Schulz, Georg (* 1963), österreichischer Akkordeonist und Rektor
- Schulz, Georg E. (* 1939), deutscher Physiker und Strukturbiologe
- Schulz, George J. (1925–1976), US-amerikanischer Physiker
- Schulz, Gerd (* 1947), deutscher Politiker (SED, PDS), MdV, Abteilungsleiter des ZK der SED
- Schulz, Gerhard (1906–1969), deutscher Fußballschiedsrichter
- Schulz, Gerhard (* 1911), deutscher Fußballspieler
- Schulz, Gerhard (1924–2004), deutscher Historiker
- Schulz, Gerhard (1928–2022), deutscher Literaturwissenschaftler
- Schulz, Gerhard (1931–2008), deutscher Vielseitigkeits- und Springreiter
- Schulz, Gerhard (* 1948), deutscher Politiker (CDU), MdV, MdB
- Schulz, Gerhard (* 1950), deutscher Offizier
- Schulz, Gerhard (* 1951), österreichischer Violinist, Dirigent und Hochschullehrer
- Schulz, Gerhard (* 1966), deutscher Staatssekretär
- Schulz, Germany (1883–1951), US-amerikanischer American-Football-Spieler und -Trainer
- Schulz, Gernot (* 1952), deutscher Dirigent und Musikpädagoge
- Schulz, Gesine (* 1952), deutsche Bibliothekarin sowie Kinderbuch- und Kriminalromanautorin
- Schulz, Gian Luca (* 1999), deutscher Fußballspieler
- Schulz, Gottfried (1669–1719), Stadtarzt in Schmölln und Mitglied der Leopoldina
- Schulz, Gottfried (1846–1925), bessarabiendeutscher Großgrundbesitzer und Viehhändler
- Schulz, Gottlieb (1853–1916), bessarabiendeutscher Viehhändler, Landwirt und Großgrundbesitzer
- Schulz, Gottlob Heinrich (1764–1821), deutscher Jurist und Bürgermeister
- Schulz, Günter (1928–2008), deutscher Radsportler
- Schulz, Günter Albert (1921–2004), deutscher Maler und Hochschullehrer
- Schulz, Günter Victor (1905–1999), deutscher Chemiker
- Schulz, Günther (1903–1962), deutscher Mathematiker
- Schulz, Günther (1936–2022), deutscher evangelischer Theologe und Kirchenhistoriker
- Schulz, Günther (* 1950), deutscher Sozial- und Wirtschaftshistoriker
- Schulz, Günther T. (1909–1978), deutscher Werbegrafiker, Illustrator und Maler
- Schulz, Gustav (1807–1874), deutscher Richter und Parlamentarier

#### Schulz, H
- Schulz, Hanfried (1922–2005), deutscher Maler und Grafiker
- Schulz, Hannelore (* 1943), deutsche FDGB-Funktionärin, Vorsitzende der Gewerkschaft HNG
- Schulz, Hans (1898–1945), deutscher Widerstandskämpfer gegen das NS-Regime
- Schulz, Hans (* 1922), deutscher Fußballspieler
- Schulz, Hans (* 1940), deutscher Dermatologe
- Schulz, Hans (* 1942), deutscher Fußballspieler
- Schulz, Hans Gerhard (* 1946), deutscher Sportfunktionär und Leichtathlet
- Schulz, Hans Wolfgang (1910–1967), deutscher Maler und Grafiker
- Schulz, Hans-Herbert (* 1945), deutscher Offizier
- Schulz, Hans-Joachim (1932–2023), deutscher römisch-katholischer Priester, Liturgiewissenschaftler und Ostkirchenkundler
- Schulz, Hans-Jörg, deutscher Basketballspieler
- Schulz, Hans-Ulrich (1939–2012), deutscher Sprinter
- Schulz, Hans-Ulrich (* 1945), deutscher evangelischer Theologe und Generalsuperintendent des Sprengels Neuruppin
- Schulz, Harald (1933–2010), deutscher Generalleutnant
- Schulz, Heiko (* 1959), deutscher evangelischer Theologe
- Schulz, Heinrich (1797–1886), deutscher Porträt- und Historienmaler, Zeichenlehrer und Restaurator
- Schulz, Heinrich (1868–1953), deutscher Lehrer, Organist und Heimatforscher
- Schulz, Heinrich (1872–1932), deutscher Politiker (SPD), MdR
- Schulz, Heinrich (1893–1979), deutscher Attentäter, Beteiligter am Attentat auf Matthias ErzbergerHeinrich Schulz (1893–1979)

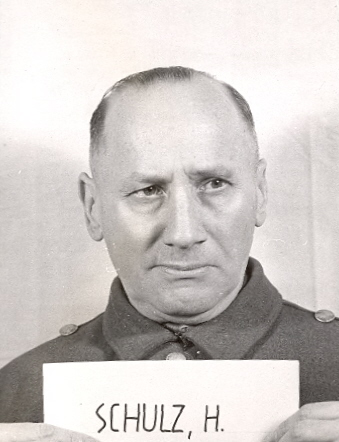
Heinrich Schulz (1893–1979)

- Schulz, Heinrich E. M. (1859–1918), deutscher Entomologe und Naturalienhändler
- Schulz, Heinrich Wilhelm (1808–1855), deutscher Kunsthistoriker und Museumsleiter
- Schulz, Heinz (1920–1998), deutscher Komponist und Musiker
- Schulz, Heinz (1929–2019), deutscher Geologe und Historiker
- Schulz, Heinz (1935–2015), deutscher Boxer
- Schulz, Helga (1939–2021), deutsche Finanzbeamtin, Verbands- und Gewerkschaftsfunktionärin
- Schulz, Helmut H. (1931–2022), deutscher Schriftsteller
- Schulz, Helmut Wilhelm (1912–2006), US-amerikanischer Physiker, Chemiker und Umweltwissenschaftler
- Schulz, Henning (* 1972), deutscher Politiker (CDU), Bürgermeister von Gütersloh
- Schulz, Herbert K. (1926–1985), deutscher Puppentrickfilmer
- Schulz, Heribert (1908–1945), deutscher römisch-katholischer Geistlicher, Jesuit und Märtyrer
- Schulz, Hermann (1872–1929), deutscher Politiker (SPD), MdR
- Schulz, Hermann (1874–1926), österreichischer Politiker (SdP), Abgeordneter zum Nationalrat
- Schulz, Hermann (* 1888), deutscher Ringer
- Schulz, Hermann (1896–1980), deutscher Fußballspieler
- Schulz, Hermann (* 1938), deutscher Schriftsteller und VerlegerHermann Schulz (* 1938)

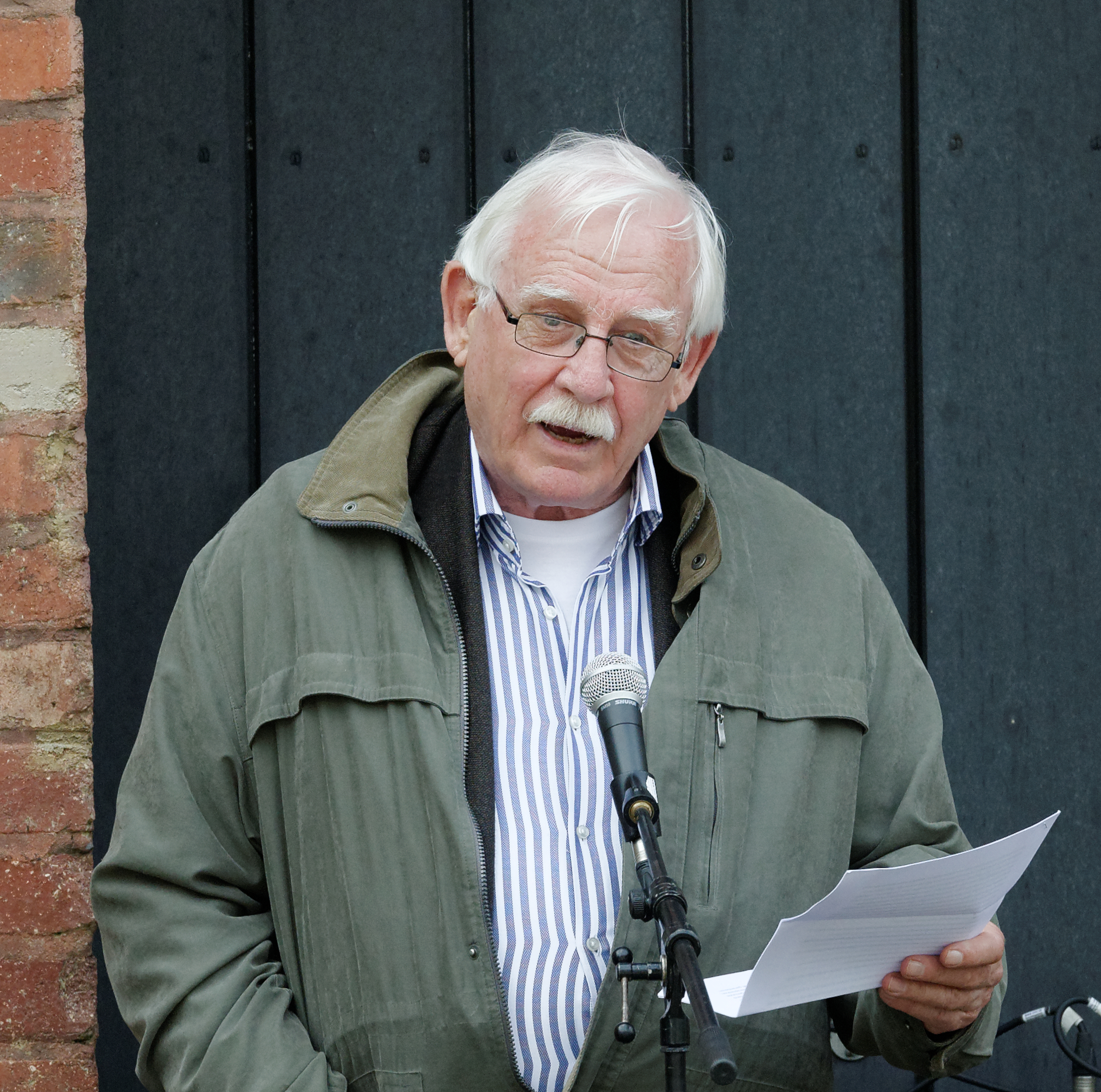
Hermann Schulz (* 1938)

- Schulz, Hermann (* 1961), deutscher Eiskunstläufer
- Schulz, Hieronymus († 1522), Bischof von Brandenburg und Havelberg
- Schulz, Holger (* 1954), deutscher Zoologe
- Schulz, Horst (* 1938), deutscher Politiker (CDU), MdV, MdL
- Schulz, Horst D. (* 1942), deutscher Geochemiker und Hochschullehrer
- Schulz, Hugo (1853–1932), deutscher Pharmakologe
- Schulz, Hugo (1898–1968), deutscher Politiker (Zentrum), MdL
- Schulz, Hugo Max (1870–1933), österreichischer sozialdemokratischer Journalist, Schriftsteller und Militärexperte

#### Schulz, I
- Schulz, Ilona (* 1955), deutsche Schauspielerin, Sängerin und Synchronsprecherin
- Schulz, Ilona Christina (* 1961), deutsche Sängerin und Schauspielerin
- Schulz, Ilse (1924–2009), deutsche Krankenschwester, Pflegewissenschaftlerin und Frauenforscherin
- Schulz, Inge (1923–2014), deutsche Synchronsprecherin
- Schulz, Ingo (* 1962), deutscher Kirchenmusiker, Organist und Komponist

#### Schulz, J
- Schulz, Jacques (* 1967), deutscher Sportjournalist
- Schulz, Jan (* 1974), deutscher Biologe, Meeresforscher, Technologieentwickler und Hochschullehrer
- Schulz, Jana (* 1977), deutsche Theater- und Filmschauspielerin
- Schulz, Jenny (* 1983), deutsche TriathletinJenny Schulz (* 1983)

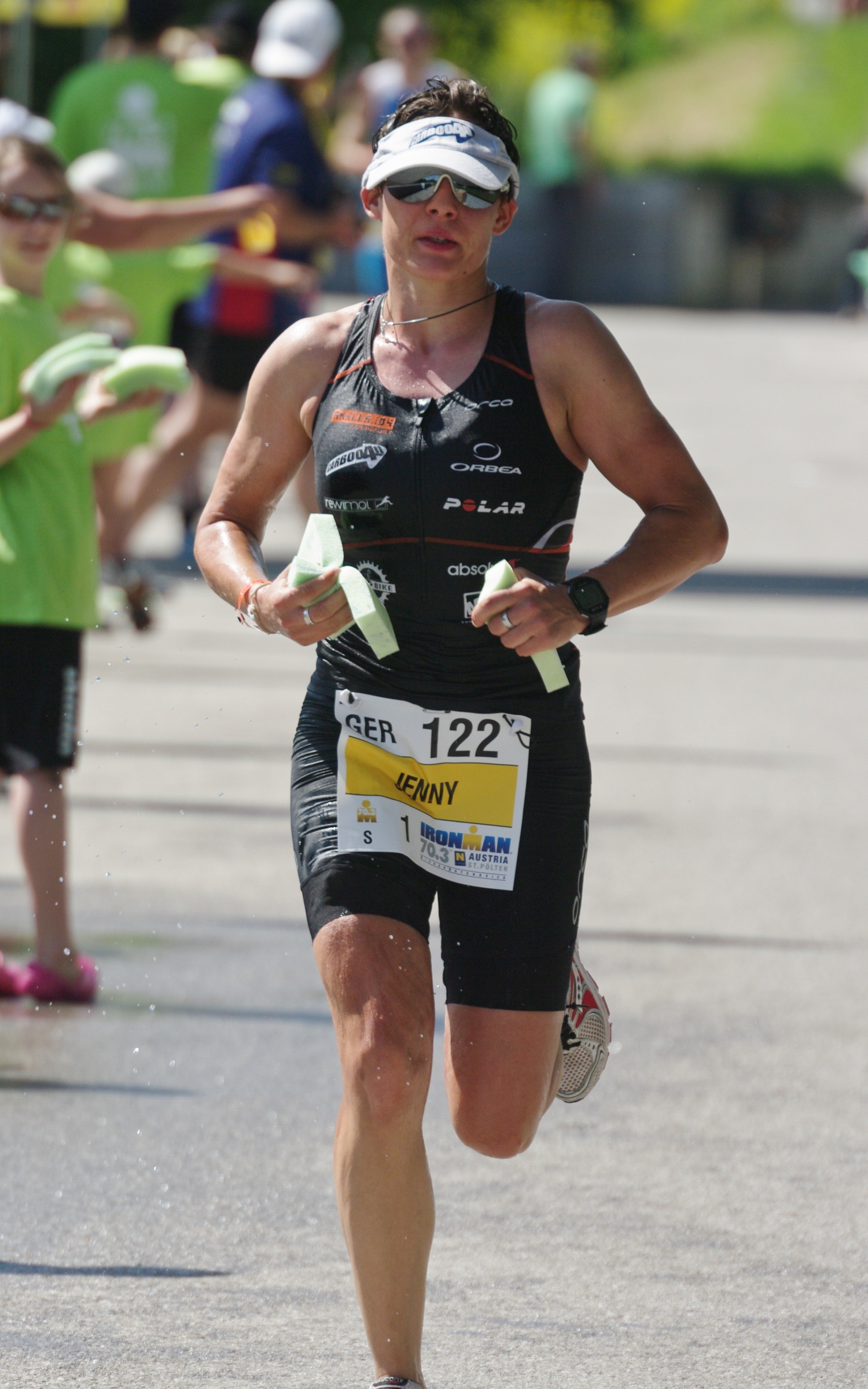
Jenny Schulz (* 1983)

- Schulz, Jeremy (* 1998), deutscher Sportschütze
- Schulz, Jimmy (1968–2019), deutscher Unternehmer und Politiker (FDP), MdB
- Schulz, Jo (1920–2007), deutscher Schriftsteller, Bühnen- und Drehbuchautor und Kabarettist
- Schulz, Joachim (1901–1983), deutscher Jurist, Bürgermeister von Itzehoe
- Schulz, Joachim, deutscher Badmintonspieler
- Schulz, Joachim (* 1955), deutscher Architekt
- Schulz, Johann († 1942), deutscher Schwimmer
- Schulz, Johann Abraham Peter (1747–1800), deutscher Musiker und KomponistJohann Abraham Peter Schulz (1747–1800)

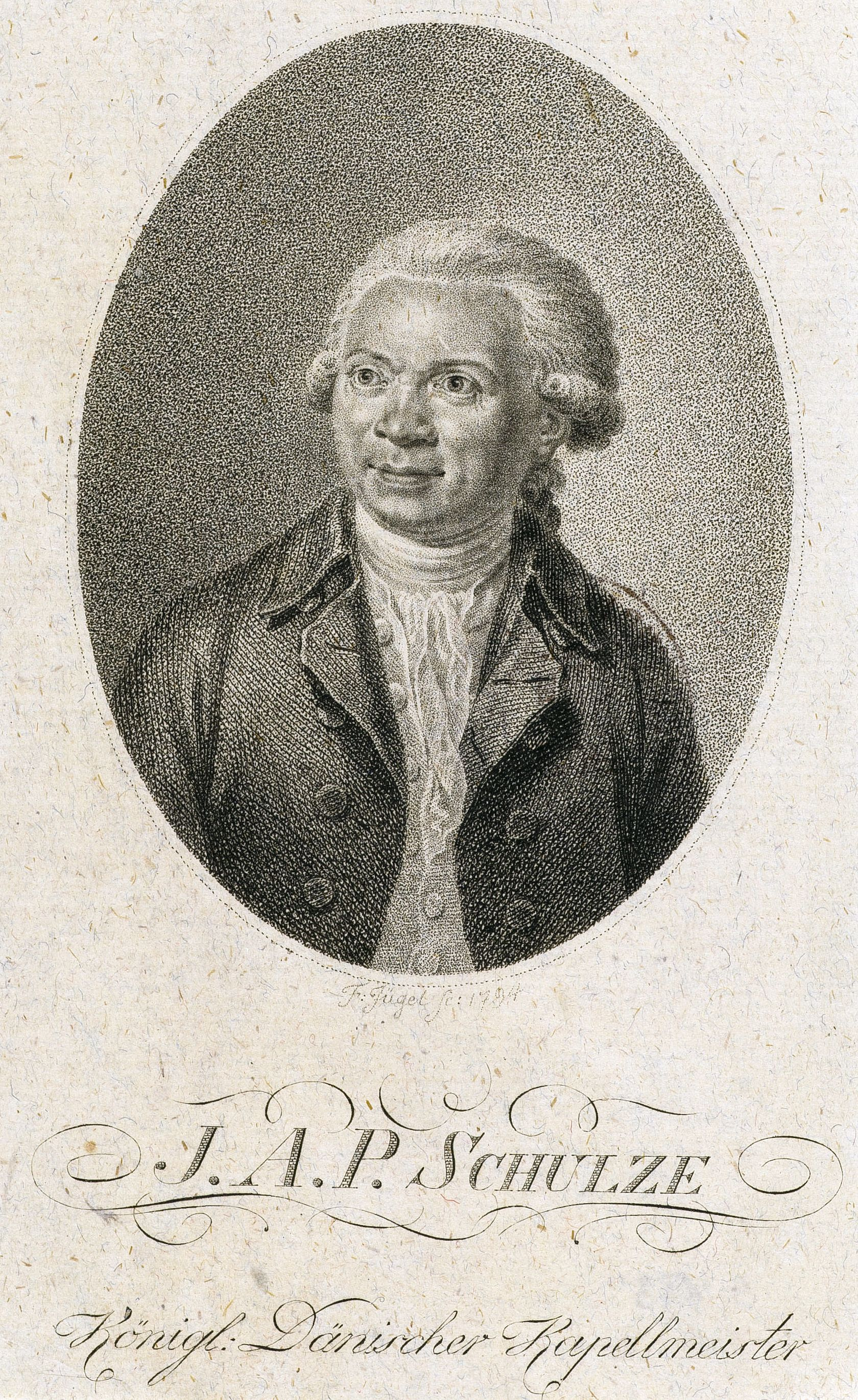
Johann Abraham Peter Schulz (1747–1800)

- Schulz, Johann Anton Ludwig (1850–1937), deutscher Parlamentarier und Rittergutsbesitzer im Fürstentum Reuß älterer Linie
- Schulz, Johann Christian (* 1962), deutscher Komponist und Musikproduzent
- Schulz, Johann Christoph Friedrich (1747–1806), deutscher evangelischer Theologe
- Schulz, Johann Ernst (1742–1806), deutscher evangelischer Theologe
- Schulz, Johann Heinrich (1739–1823), deutscher lutherischer Pfarrer
- Schulz, Johann Philipp Christian (1773–1827), deutscher Komponist und Gewandhauskapellmeister (1810–1827)
- Schulz, Johannes (1884–1942), deutscher katholischer Geistlicher, NS-Opfer und KZ-Häftling
- Schulz, Johannes David Wilhelm (1841–1900), deutscher Bergbeamter und Hochschullehrer
- Schulz, Jörg (* 1953), deutscher Jurist und Politiker (SPD)
- Schulz, José (* 1968), deutscher Diplomat
- Schulz, Josef (1840–1917), tschechischer Architekt
- Schulz, Josef (1893–1973), österreichischer Volksschullehrer und Maler
- Schulz, Josef (* 1966), deutscher Fotokünstler der Nachfolgegeneration von Bernd Becher und Thomas Ruff
- Schulz, Juergen (1943–2020), deutscher Rundfunkmoderator
- Schulz, Julius (1805–1874), deutscher Maler und Lithograf
- Schulz, Julius (1805–1875), königlich preußischer Generalmajor und zuletzt Inspekteur der 6. Festungsinspektion
- Schulz, Julius (1889–1975), deutscher Offizier, zuletzt General der Flieger im Zweiten Weltkrieg
- Schulz, Julius von (1817–1895), sächsischer Generalleutnant
- Schulz, Jürgen (* 1952), deutscher Fußballspieler
- Schulz, Jürgen (* 1964), deutscher DiplomatJürgen Schulz (* 1964)

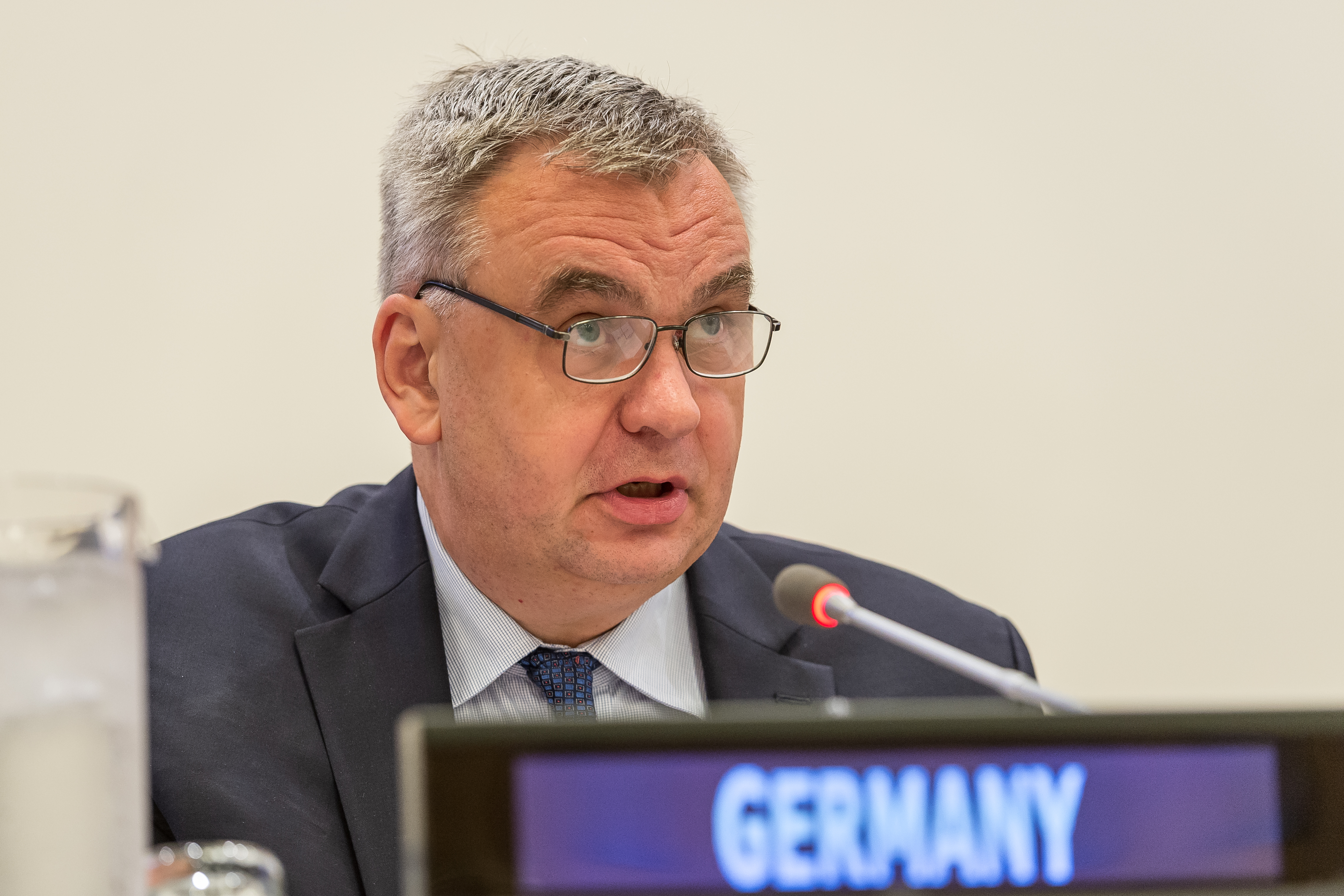
Jürgen Schulz (* 1964)

- Schulz, Jürgen (* 1970), deutscher Eishockeyspieler

#### Schulz, K
- Schulz, Kai-Fabian (* 1990), deutscher Fußballspieler
- Schulz, Karel (1899–1943), tschechischer Schriftsteller
- Schulz, Karl (1807–1866), k.k. Generalmajor
- Schulz, Karl (1820–1909), preußischer Generalmajor
- Schulz, Karl (* 1838), deutscher Landrat im Kreis Stallupönen
- Schulz, Karl (1844–1929), deutscher Jurist und Bibliothekar
- Schulz, Karl (1884–1933), deutscher Politiker (SPD, KPD)
- Schulz, Karl (1895–1983), deutscher Filmproduzent und Regisseur
- Schulz, Karl (* 1901), deutscher Fußballspieler
- Schulz, Karl (1901–1971), deutscher Fußballspieler
- Schulz, Karl (1902–1984), deutscher SS-Hauptsturmführer und Chef der politischen Abteilung im KZ Mauthausen
- Schulz, Karl (1905–1989), deutscher Politiker (NSDAP), MdR
- Schulz, Karl (1908–1988), deutscher Kriminalbeamter
- Schulz, Karl (* 1945), deutscher Schauspieler und Synchronsprecher
- Schulz, Karl Adolf (1870–1937), Parteisekretär der SPD und Abgeordneter des Oldenburger Landtags
- Schulz, Karl Ferdinand (1782–1871), Richter und Landtagsabgeordneter Großherzogtum Hessen
- Schulz, Karl Friedrich (1784–1850), deutscher evangelischer Kirchenliedkomponist und Musiklehrer
- Schulz, Karl Friedrich (1796–1866), deutscher Genre- und Landschaftsmaler
- Schulz, Karl-Heinrich (1906–1986), deutscher Offizier, zuletzt Generalmajor im Zweiten Weltkrieg
- Schulz, Karl-Lothar (1907–1972), deutscher Offizier, zuletzt Generalmajor im Zweiten Weltkrieg
- Schulz, Karla (1932–2018), deutsche Tischtennisspielerin und Seglerin
- Schulz, Karoline (* 1973), deutsche Flötistin und Komponistin
- Schulz, Karsten (* 1962), deutscher Schachspieler
- Schulz, Karsten (* 1965), deutscher Fußballspieler
- Schulz, Kerstin (* 1967), deutsche Installationskünstlerin
- Schulz, Kevin (* 1988), deutscher Fußballspieler
- Schulz, Klaus (* 1936), deutscher Basketballnationalspieler
- Schulz, Klaus (* 1948), deutscher lutherischer Theologe und Naturwissenschaftler (Biologie)
- Schulz, Klaus-Dieter (* 1961), deutscher Handballspieler
- Schulz, Klaus-Jürgen (* 1960), deutscher Schachspieler
- Schulz, Klaus-Peter (1915–2000), deutscher Politiker (SPD, CDU), MdL, MdA, MdB, MdEP
- Schulz, Klaus-Peter (1942–2013), deutscher Heimatforscher, Museumsleiter
- Schulz, Knut (* 1937), deutscher Historiker und Hochschullehrer
- Schulz, Kofi (* 1989), deutscher Fußballspieler
- Schulz, Konrad (* 1827), Kaufmann und Mitglied des preußischen Abgeordnetenhauses
- Schulz, Konrad (1940–2001), deutscher Maler, Graphiker, Bildhauer und Objektkünstler
- Schulz, Kristin (* 1975), deutsche Germanistin, Übersetzerin und Autorin
- Schulz, Kristina (* 1971), deutsch-schweizerische Historikerin
- Schulz, Kurd (1900–1974), deutscher Bibliothekar, Schriftsteller und Nationalsozialist
- Schulz, Kurt (1912–1957), deutscher Kameramann
- Schulz, Kurt (* 1922), deutscher Politiker (SPD), MdL
- Schulz, Kurt (1927–1999), deutscher Maler und Grafiker
- Schulz, Kurt (* 1937), deutscher Fußballspieler
- Schulz, Kurt-Werner (1953–1989), deutscher Architekt und letzter Toter des Kalten Krieges
- Schulz, Kwabe (* 1998), deutscher Fußballspieler

#### Schulz, L
- Schulz, Lavinia (1896–1924), deutsche expressionistische Schauspielerin und MaskentänzerinLavinia Schulz (1896–1924)

Lavinia Schulz (1896–1924)

- Schulz, Lebrecht Wilhelm (1774–1863), deutscher Elfenbeinschnitzer
- Schulz, Leo (1908–1970), deutscher Meteorologe und Hochschullehrer
- Schulz, Leonhard (1813–1860), österreichischer Gitarrist und Komponist
- Schulz, Leopold (1804–1873), österreichischer Porträt- und Kirchenmaler
- Schulz, Leopold (1883–1945), österreichischer Architekt
- Schulz, Lore (* 1938), deutsche Schauspielerin
- Schulz, Lothar (1904–1976), deutscher Politiker (CDU), Mitglied des Abgeordnetenhauses von Berlin
- Schulz, Lothar (1947–2009), deutscher Fußballspieler
- Schulz, Louis (1806–1885), deutscher Rechtsanwalt und Politiker (Zentrum), MdR
- Schulz, Lucia, deutsche Schauspielerin
- Schulz, Ludwig (1896–1966), deutscher Generalmajor im Zweiten Weltkrieg
- Schulz, Luisa Charlotte (* 1991), deutsche Schauspielerin, Sängerin, Comedienne
- Schulz, Lukas (* 1981), deutscher Boxer
- Schulz, Luke (* 1984), US-amerikanischer Skeletonsportler

#### Schulz, M
- Schulz, Maik (* 1968), deutscher Fußballspieler
- Schulz, Manfred (1930–2013), deutscher Chemiker und Universitätsprofessor
- Schulz, Manfred (1938–2022), deutscher Soziologe
- Schulz, Manfred (* 1963), österreichischer Landwirt und Politiker (ÖVP), Landtagsabgeordneter
- Schulz, Marco (* 1993), deutscher Offizier und Politiker (AfD)
- Schulz, Margarete (1916–2003), deutsche Politikerin (SED), MdV
- Schulz, Margrit, deutsche Filmeditorin
- Schulz, Marie (1882–1935), deutsche Politikerin (DDP), Historikerin, Pädagogin, Lehrerin, Frauenrechtlerin
- Schulz, Mario (* 1966), deutscher Politiker (NPD)
- Schulz, Markus (* 1975), deutschamerikanischer DJ und Musikproduzent
- Schulz, Martin, deutscher Eishockeyspieler
- Schulz, Martin (* 1955), deutscher Politiker (SPD), MdEPMartin Schulz (* 1955)

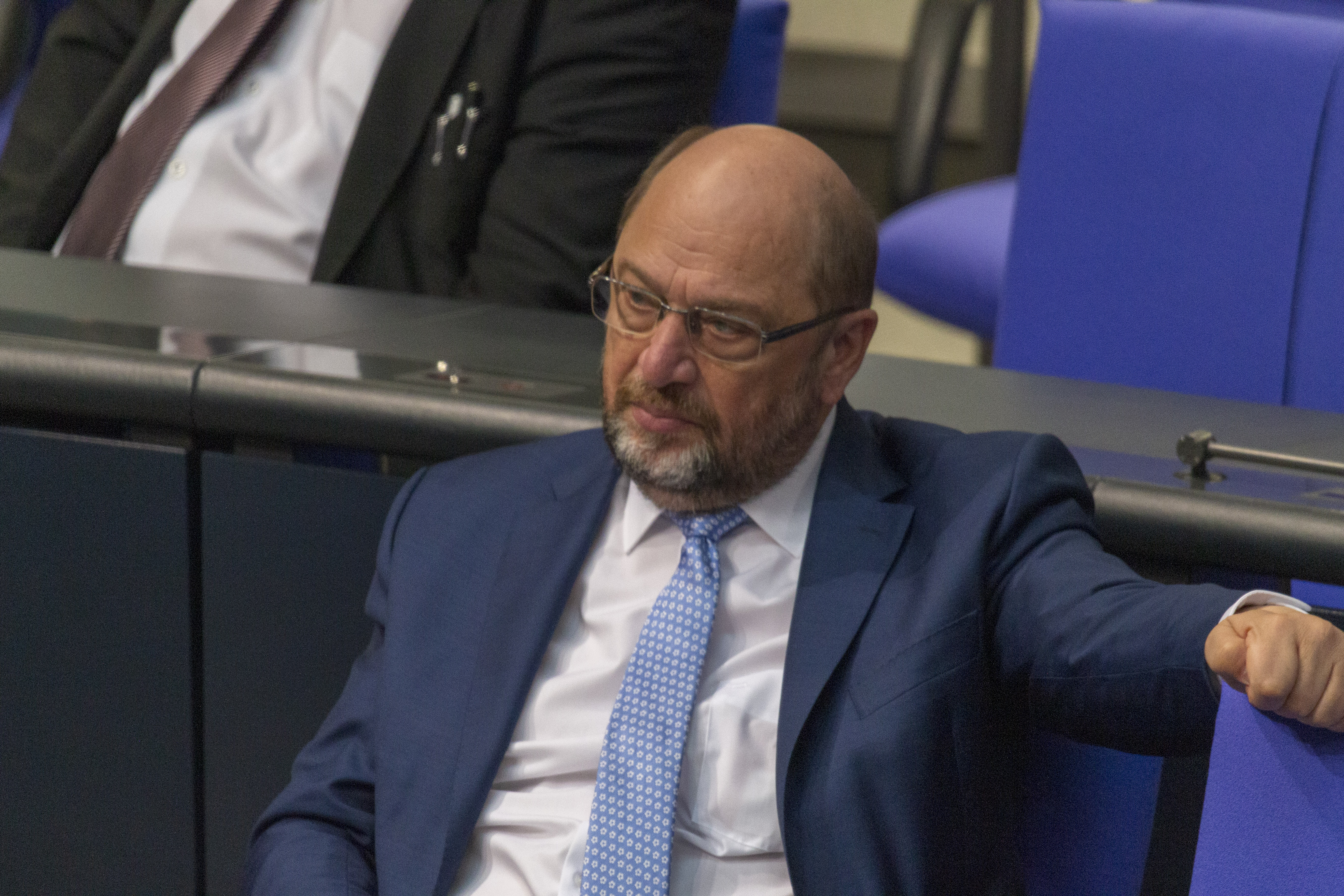
Martin Schulz (* 1955)

- Schulz, Martin (* 1959), deutscher Pharmazeut und Pharmakologe
- Schulz, Martin (* 1964), deutscher Rechtsanwalt und Professor
- Schulz, Martin (* 1990), deutscher Triathlet
- Schulz, Marvin (* 1994), deutscher Politiker (CDU), Mitglied des Bundestages
- Schulz, Marvin (* 1995), deutscher Fußballspieler
- Schulz, Mathias (* 1985), deutscher Jurist und Politiker (SPD), MdA
- Schulz, Mathias, deutscher Opernsänger (Tenor)
- Schulz, Matías Carlos (* 1982), argentinischer Handballspieler
- Schulz, Matthias (1900–1981), deutscher lutherischer Theologe und Kirchenrat
- Schulz, Matthias (* 1963), deutscher Fußballspieler und -trainer
- Schulz, Matthias (* 1964), deutscher Historiker
- Schulz, Matthias (* 1967), deutscher Musiker, Komponist und Produzent
- Schulz, Matthias (* 1969), deutscher Germanist
- Schulz, Matthias (* 1977), deutscher Pianist, Theater- und Opernintendant
- Schulz, Max (1851–1928), deutscher Kaufmann und Politiker (FVp), MdR
- Schulz, Max (* 2002), deutscher Volleyballspieler
- Schulz, Max Walter (1921–1991), deutscher Schriftsteller und Redakteur
- Schulz, Max-Gotthard (1940–2000), deutscher Geologe und Paläontologe
- Schulz, Melanie (* 1979), deutsche Langstrecken- und Hindernisläuferin
- Schulz, Michael (* 1958), deutscher Fußballspieler
- Schulz, Michael (* 1960), deutscher katholischer Theologe
- Schulz, Michael (* 1961), deutscher FußballspielerMichael Schulz (* 1961)

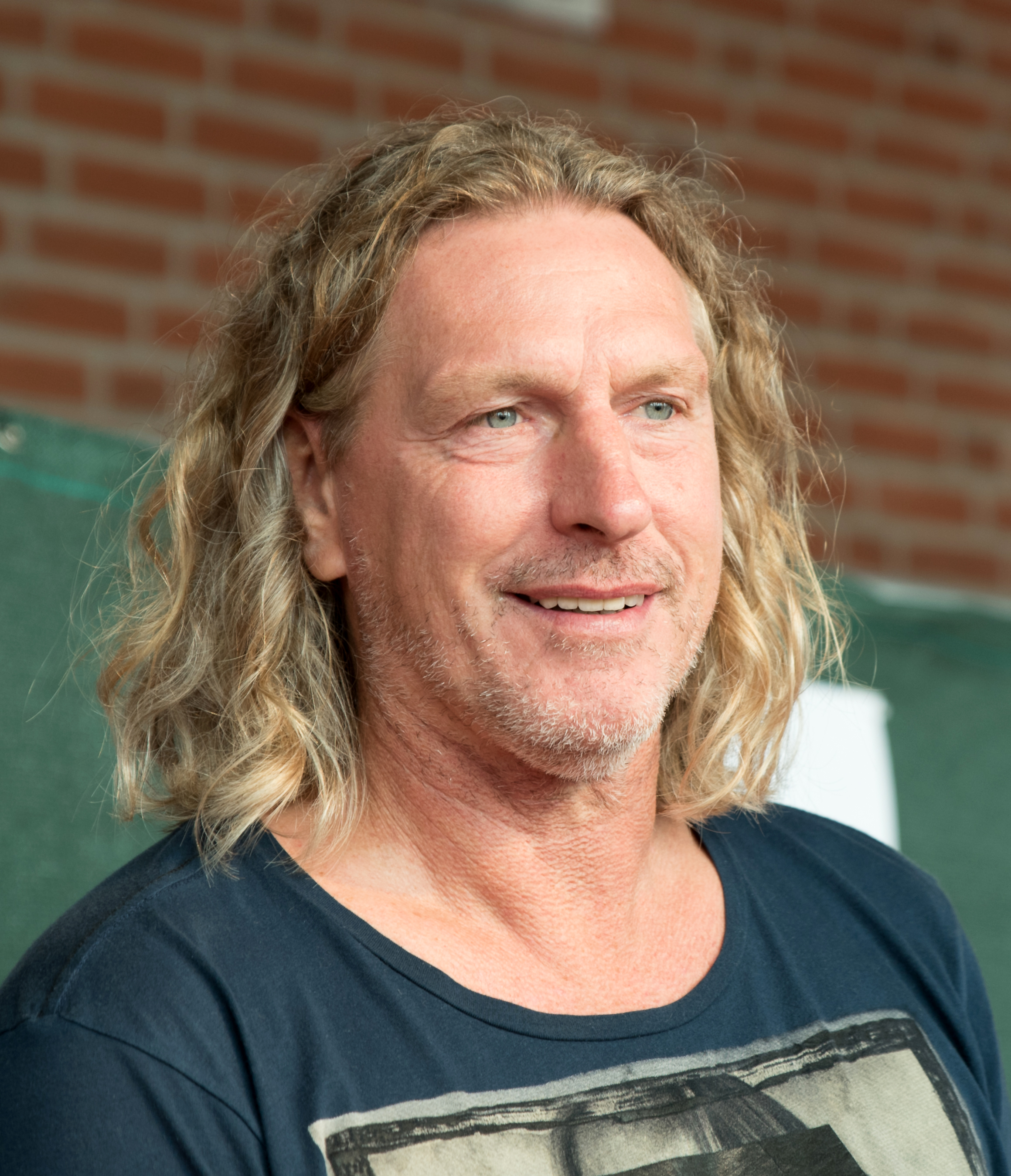
Michael Schulz (* 1961)

- Schulz, Michael (* 1963), deutscher Musiker und Komponist
- Schulz, Michael (* 1969), deutscher Pflegewissenschaftler
- Schulz, Michail Fjodorowitsch von (1862–1919), russischer Vizeadmiral
- Schulz, Michail Michailowitsch (1919–2006), russischer Physikochemiker und Hochschullehrer
- Schulz, Michel (* 1990), deutscher Schauspieler und Musiker
- Schulz, Miguel E. (1851–1922), mexikanischer Architekt, Bildhauer und Rektor der Universidad Nacional de México
- Schulz, Mike (* 1991), deutscher Handballspieler
- Schulz, Mini (* 1966), deutscher Musiker
- Schulz, Moritz (1825–1904), deutscher Bildhauer
- Schulz, Moritz (* 1979), deutscher Philosoph und Hochschullehrer

#### Schulz, N
- Schulz, Nico (* 1973), deutscher Politiker (CDU), MdL
- Schulz, Nico (* 1993), deutscher Fußballspieler
- Schulz, Nils (* 1976), deutscher Schauspieler
- Schulz, Norbert (1961–2012), deutscher Grundschulpädagoge

#### Schulz, O
- Schulz, Olli (* 1973), deutscher Singer-SongwriterOlli Schulz (* 1973)

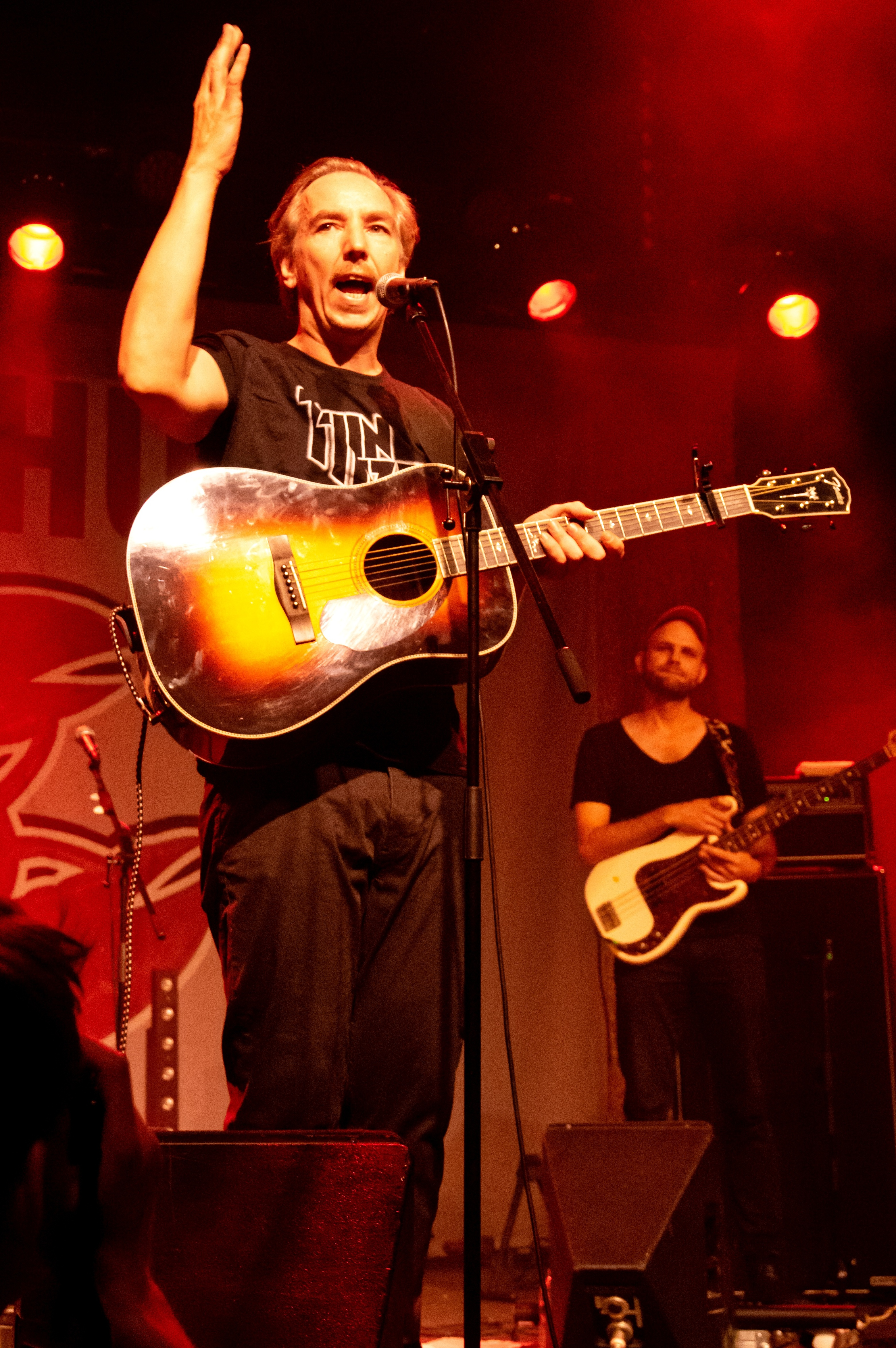
Olli Schulz (* 1973)

- Schulz, Ortrun (* 1960), deutsche Philosophin und freie Schriftstellerin
- Schulz, Oskar (1920–2014), deutscher Jurist und Politiker (SPD)
- Schulz, Oskar (* 1922), SS-Mitglied
- Schulz, Oskar (1923–2017), österreichischer Skilangläufer und Mineraloge
- Schulz, Otmar (1938–2023), deutscher evangelischer Theologe und Publizist sowie Komponist, Dichter und Übersetzer von Kirchenliedern
- Schulz, Otto (1877–1943), deutscher Architekt
- Schulz, Otto (1887–1958), Mitglied des Provinziallandtages der Provinz Hessen-Nassau
- Schulz, Otto (1900–1974), deutscher Konteradmiral der Kriegsmarine
- Schulz, Otto (* 1903), deutscher SS-Untersturmführer im KZ Dachau
- Schulz, Otto Theodor (1879–1954), deutscher Althistoriker

#### Schulz, P
- Schulz, Patrick (* 1988), deutscher Handballspieler
- Schulz, Paul (1860–1919), österreichischer Beamter und Abgeordneter
- Schulz, Paul (1898–1963), deutscher Offizier, Politiker (NSDAP) und SA-FührerPaul Schulz (1898–1963)

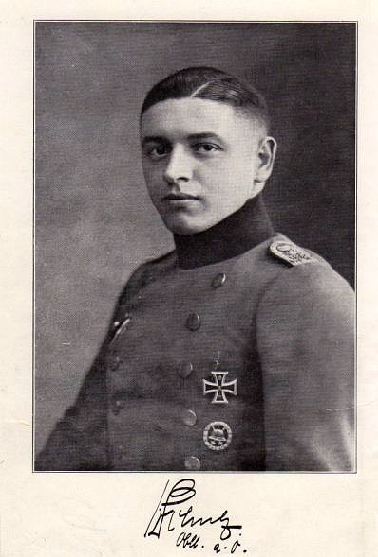
Paul Schulz (1898–1963)

- Schulz, Paul (* 1937), deutscher evangelischer Theologe, Gemeindepastor in Hamburg
- Schulz, Paulina (* 1973), deutsche Schriftstellerin und Übersetzerin
- Schulz, Peter (1929–2025), Schweizer Theologe, Autor und Verleger
- Schulz, Peter (1930–2013), deutscher Jurist und Politiker (SPD), MdHB, Bürgermeister
- Schulz, Peter (* 1960), deutscher Fußballspieler
- Schulz, Peter Johannes (* 1958), deutscher Philosoph
- Schulz, Peter-Torsten (* 1944), deutscher Künstler
- Schulz, Petra (* 1956), deutsche evangelische Theologin und Hochschullehrerin
- Schulz, Petrus (1808–1871), deutscher Geigenbauer
- Schulz, Philip (* 1979), deutscher Radrennfahrer
- Schulz, Philip (* 1994), deutscher Baseballspieler
- Schulz, Purple (* 1956), deutscher Popsänger, Songschreiber, Multiinstrumentalist und RadiomoderatorPurple Schulz (* 1956)

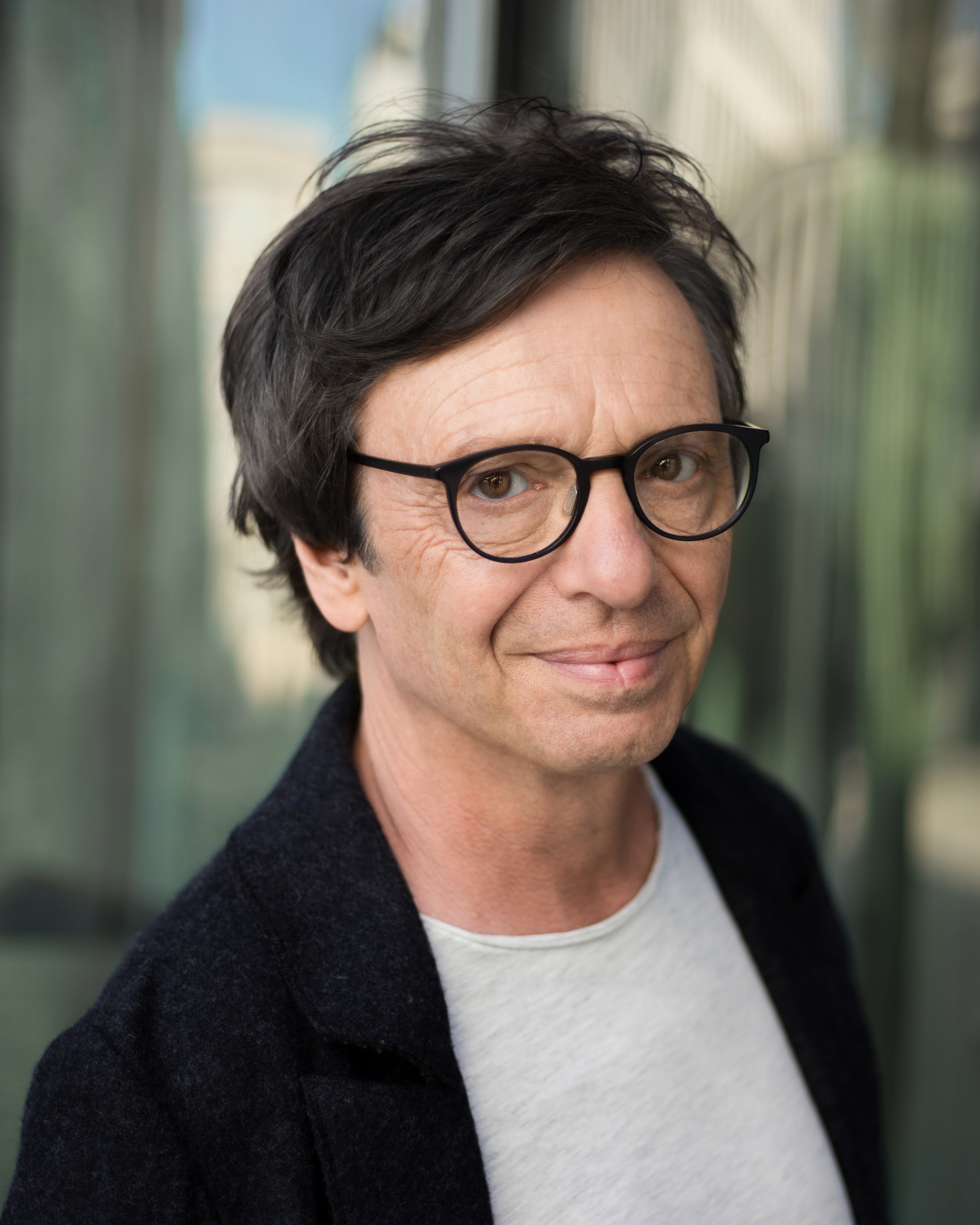
Purple Schulz (* 1956)

#### Schulz, R
- Schulz, Raimund (* 1962), deutscher Althistoriker
- Schulz, Rainer (* 1958), deutscher politischer Beamter (SPD), Staatsrat in Hamburg
- Schulz, Rainer M. (* 1946), deutscher Kameramann
- Schulz, Ralph (* 1973), deutscher Unternehmer und Model, Mister Germany (2003)
- Schulz, Regina (* 1948), deutsche Politikerin (Die Linke), MdL
- Schulz, Regine (* 1944), deutsche Gebrauchsgrafikerin und Illustratorin
- Schulz, Regine (* 1953), deutsche Ägyptologin
- Schulz, Reinhard (1950–2009), deutscher Musikwissenschaftler und Musikkritiker
- Schulz, Reinhard (* 1951), deutscher Philosoph
- Schulz, Reinhard D. (1935–2018), deutscher Kinderradiologe und Pionier der pädiatrischen Ultraschalldiagnostik
- Schulz, Richard (1906–1997), deutscher Romanist, Schriftsteller und Esperantologe
- Schulz, Richard (1913–1965), deutscher Politiker (CDU), MdBB
- Schulz, Richard von (1849–1923), sächsischer Generalleutnant
- Schulz, Rita (* 1961), deutsche Astrophysikerin
- Schulz, Robert, deutscher Pokerspieler
- Schulz, Robert (1900–1974), deutscher Politiker (NSDAP), MdR, SS-Brigadeführer
- Schulz, Robert (1900–1969), deutscher Politiker (KPD, SED)
- Schulz, Robert Wilhelm (1914–2000), deutscher Soziologe
- Schulz, Robin (* 1987), deutscher DJ und ProduzentRobin Schulz (* 1987)

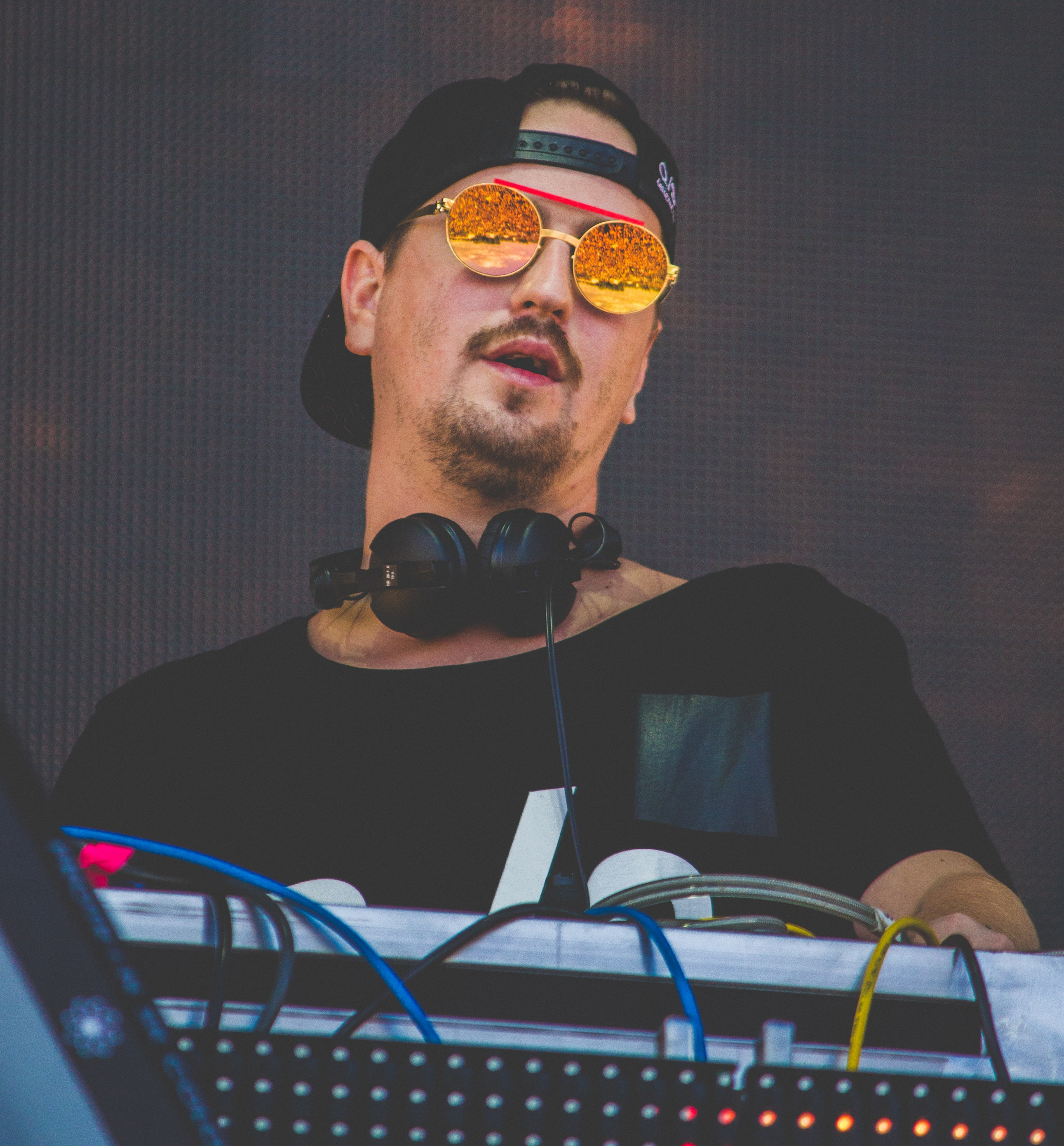
Robin Schulz (* 1987)

- Schulz, Rolf (1921–2017), deutscher Drehbuchautor
- Schulz, Rolf (1942–2018), deutscher Künstler
- Schulz, Rolf Christian (1920–2010), deutscher Chemiker und Hochschullehrer
- Schulz, Rüdiger (* 1946), deutscher Politiker (SPD), MdHB
- Schulz, Rudolf (1807–1866), deutschbaltischer Theologe
- Schulz, Rudolf (1926–2014), deutscher Fußballspieler
- Schulz, Rudolph (1827–1899), deutscher Politiker (NLP), Rittergutsbesitzer, MdR

#### Schulz, S
- Schulz, Sabine (* 1981), deutsche Volleyball- und Beachvolleyballspielerin
- Schulz, Sarah (* 1999), deutsche Beachvolleyballspielerin
- Schulz, Sebastian (* 1977), deutscher Synchronsprecher und DialogregisseurSebastian Schulz (* 1977)

Sebastian Schulz (* 1977)

- Schulz, Sergei Sergejewitsch (1898–1981), russisch-sowjetischer Geologe und Hochschullehrer
- Schulz, Siegfried (1870–1942), deutscher Oberst und Freikorpsführer
- Schulz, Siegfried (* 1910), deutscher Hochspringer
- Schulz, Siegfried (1914–1997), deutscher Generalleutnant der Bundeswehr
- Schulz, Siegfried (1927–2000), deutscher Theologe und Hochschullehrer
- Schulz, Sönke E. (* 1980), deutscher Rechtswissenschaftler und Geschäftsführer des Schleswig-Holsteinischen Landkreistages
- Schulz, Sophie (1905–1975), österreichische Politikerin (ÖVP), Landtagsabgeordnete
- Schulz, Sören (* 1975), deutscher Regisseur und Kameramann
- Schulz, Stefan (* 1957), deutscher Chemiker
- Schulz, Stefan (* 1957), deutscher Politiker (CDU), MdHB, Staatsrat in Hamburg, Präsident des Landesrechnungshofes
- Schulz, Stefan (* 1963), deutscher Brigadegeneral der Bundeswehr
- Schulz, Stefan (* 1971), deutscher Posaunist
- Schulz, Stefan (* 1983), deutscher Soziologe, Blogger, Journalist, Podcaster und PublizistStefan Schulz (* 1983)

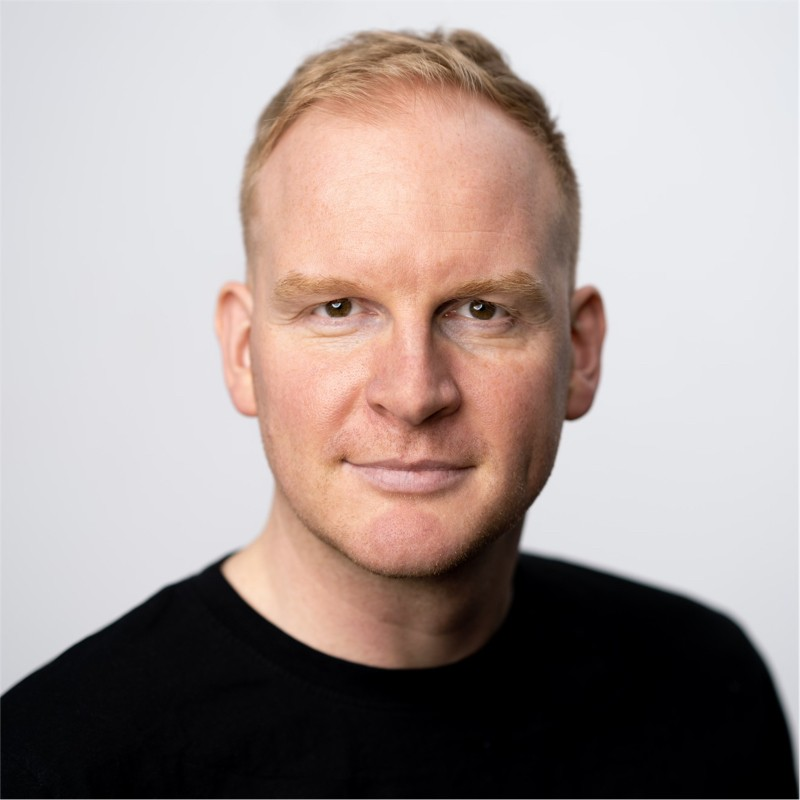
Stefan Schulz (* 1983)

- Schulz, Susanne (* 1963), deutsche Regisseurin, Dramaturgin, Autorin und Intendantin
- Schulz, Swen (* 1968), deutscher Politiker (SPD), MdB

#### Schulz, T
- Schulz, Theodor (1902–1953), deutsches Todesopfer an der Sektorengrenze in Berlin vor dem Bau der Berliner Mauer
- Schulz, Thomas (1950–2021), deutscher Künstler
- Schulz, Thorsten (* 1979), deutscher Basketballtrainer
- Schulz, Thorsten (* 1984), deutscher Fußballspieler
- Schulz, Tillman (* 1989), deutscher Unternehmer
- Schulz, Tilo (* 1972), deutscher Künstler und Kurator
- Schulz, Tim (* 1998), deutscher American-Football-Spieler
- Schulz, Tim J. (* 1979), deutscher Biochemiker und Ernährungswissenschaftler
- Schulz, Tom (* 1970), deutscher Lyriker und Übersetzer
- Schulz, Torsten (* 1959), deutscher Drehbuchautor
- Schulz, Torsten (* 1969), deutscher Volleyball- und Beachvolleyballspieler

#### Schulz, U
- Schulz, Ulrich (* 1937), deutscher Ingenieur und Hochschullehrer
- Schulz, Ulrich (* 1942), deutscher Physiker und Immunologe
- Schulz, Ulrich (1946–2019), deutscher Fußballspieler und -trainer
- Schulz, Ulrich Karl Traugott (1897–1983), deutscher Zoologe
- Schulz, Uwe (* 1952), deutscher Informatiker, Professor für Audiovisuelle Medien
- Schulz, Uwe (* 1960), deutscher Fußballspieler
- Schulz, Uwe (* 1961), deutscher Politiker (AfD), MdB

#### Schulz, V
- Schulz, Verena (* 1982), deutsche Altphilologin
- Schulz, Victoria (* 1990), deutsche Schauspielerin
- Schulz, Volker (1940–2020), deutscher Anglist

#### Schulz, W
- Schulz, Walter (1872–1934), preußischer Oberstleutnant
- Schulz, Walter (1893–1968), deutscher Cellist, Gambist und Hochschullehrer
- Schulz, Walter (* 1895), deutscher evangelischer Theologe
- Schulz, Walter (1897–1934), deutscher SA-Führer
- Schulz, Walter (* 1908), deutscher Fußballspieler
- Schulz, Walter (1912–2000), deutscher Philosoph
- Schulz, Walter (1925–2009), deutscher lutherischer Theologe und Kirchenlieddichter
- Schulz, Walter (* 1925), deutscher Fußballspieler
- Schulz, Walter (1955–2019), deutscher evangelisch-reformierter Theologe und Bibliotheksdirektor
- Schulz, Walther (1887–1982), deutscher Prähistoriker
- Schulz, Walther (1944–2025), österreichischer Cellist
- Schulz, Waltraut (1930–2017), deutsche Interpretin volkstümlicher Musik
- Schulz, Werner (1909–1984), deutscher Mathematiker und Kryptologe
- Schulz, Werner (1913–1947), deutscher Fußballspieler
- Schulz, Werner (1932–2018), deutscher Geologe
- Schulz, Werner (1950–2022), deutscher Politiker (Bündnis 90/Die Grünen), MdV, MdB, MdEPWerner Schulz (1950–2022)

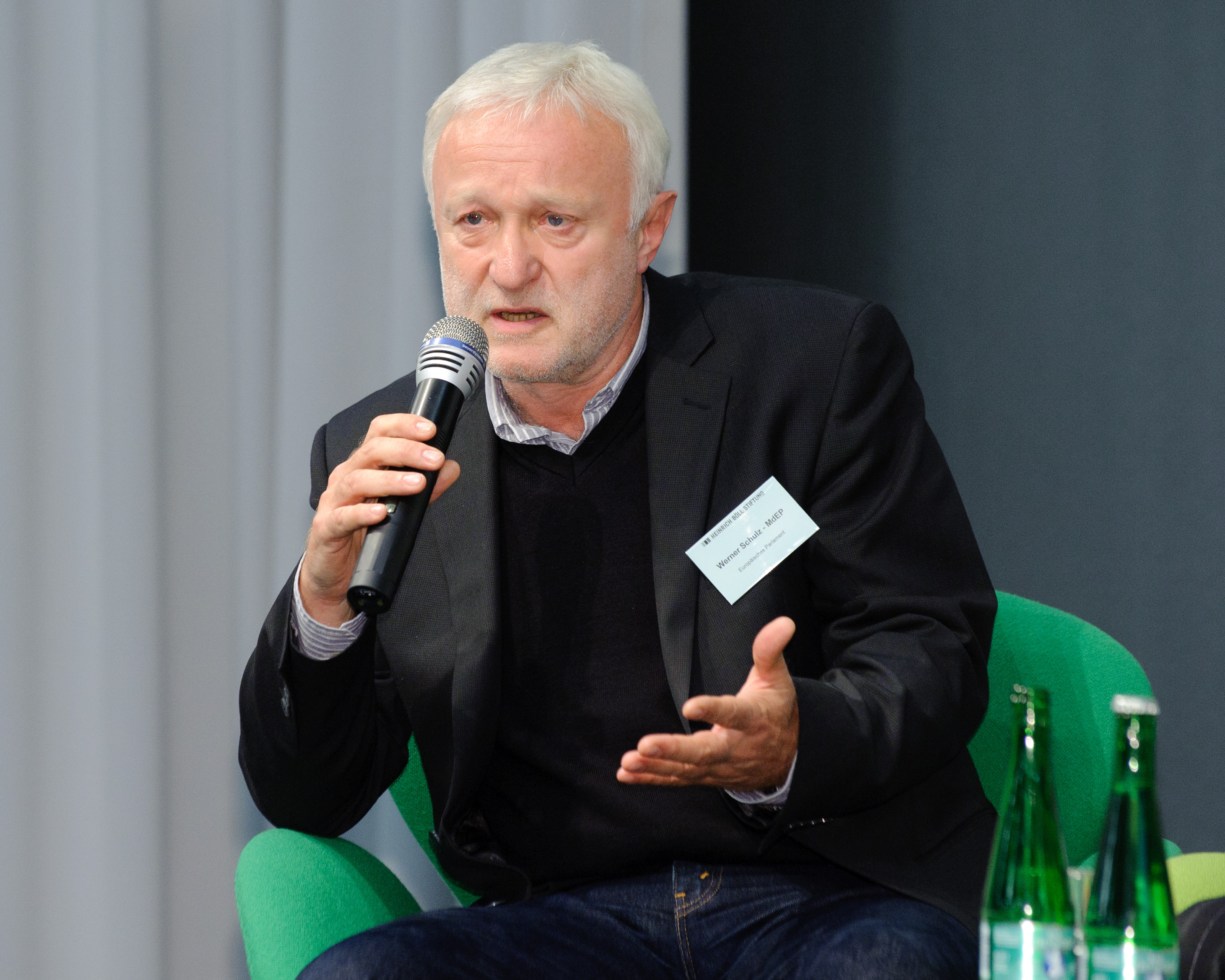
Werner Schulz (1950–2022)

- Schulz, Wilfrid (1928–1992), deutscher Unternehmer, Boxveranstalter
- Schulz, Wilfried (* 1952), deutscher Dramaturg und Theaterintendant
- Schulz, Wilhelm (1805–1877), deutsch-spanischer Geologe und Bergbauingenieur
- Schulz, Wilhelm (1806–1888), deutscher Jurist; Staatsminister im Herzogtum Braunschweig
- Schulz, Wilhelm (1865–1952), deutscher Grafiker der Zeitschrift Simplicissimus
- Schulz, Wilhelm (1870–1945), deutscher Politiker (SPD)
- Schulz, Wilhelm (1887–1947), deutscher Politiker (NSDAP) und Lehrer
- Schulz, Wilhelm (* 1890), Mitglied des Provinziallandtages der Provinz Hessen-Nassau
- Schulz, Wilhelm (1906–1986), deutscher Offizier, zuletzt Korvettenkapitän
- Schulz, Wilhelm (1909–1984), deutscher SS-Hauptsturmführer und verurteilter Kriegsverbrecher
- Schulz, Wilhelm Friedrich von (1829–1899), preußischer Generalleutnant und zuletzt Vertreter des Chefs des Ingenieur- und Pionierkorps und der Festungen
- Schulz, Wilhelm Hugo Ferdinand von (1811–1891), königlich preußischer Generalleutnant und zuletzt Chefs des Ingenieur- und Pionierkorps
- Schulz, Willem (* 1950), deutscher Komponist, Musiker und Performer
- Schulz, Willi (1911–1955), deutscher Maler und Zeichner
- Schulz, Willi (* 1938), deutscher FußballspielerWilli Schulz (* 1938)

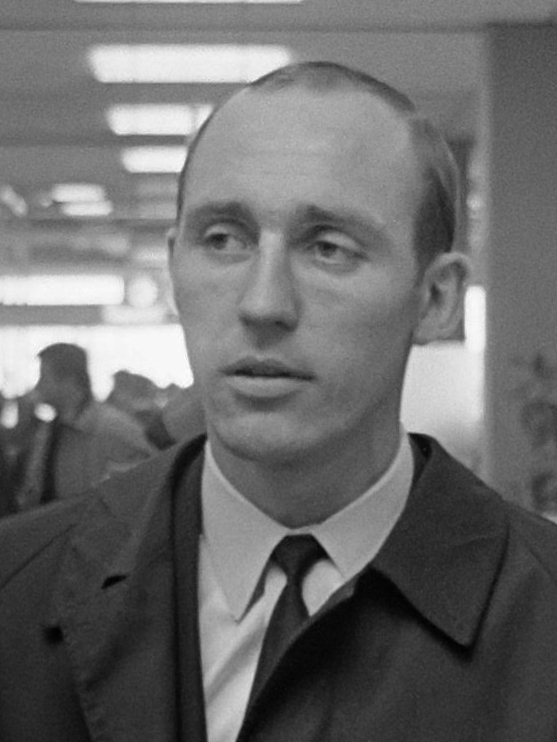
Willi Schulz (* 1938)

- Schulz, William (* 1949), US-amerikanischer Pastor und Autor
- Schulz, William Johannes (1874–1931), deutscher Unternehmer
- Schulz, Winfried (1938–1995), deutscher römisch-katholischer Theologe und Kirchenrechtler
- Schulz, Winfried (* 1938), deutscher Kommunikationswissenschaftler
- Schulz, Wladimir Leopoldowitsch (* 1948), sowjetisch-russischer KGB- und FSB-Offizier
- Schulz, Wolf (* 1942), deutscher Politiker (SPD), MdA
- Schulz, Wolf-Rüdiger (* 1940), deutscher Wasserballer und Teilnehmer der Olympischen Spiele 1968
- Schulz, Wolfgang (1929–1993), deutscher Didaktiker, Hochschullehrer und Politiker (SPD), MdHB
- Schulz, Wolfgang (* 1934), deutscher Politiker (SPD, CDU), MdL
- Schulz, Wolfgang (1941–1992), deutscher Liedermacher, Komponist und Musikproduzent
- Schulz, Wolfgang (* 1943), deutscher Mathematikdidaktiker und Hochschullehrer
- Schulz, Wolfgang (1943–2015), deutscher Kunsthistoriker
- Schulz, Wolfgang (1946–2013), österreichischer Flötist und Hochschullehrer
- Schulz, Wolfgang (* 1963), deutscher Jurist und Hochschullehrer

### Schulz-

#### Schulz-A
- Schulz-Albrecht, August Julius (1897–1952), deutscher Kunsthistoriker
- Schulz-Asche, Kordula (* 1956), deutsche Politikerin (Bündnis 90/Die Grünen), MdL, MdBKordula Schulz-Asche (* 1956)

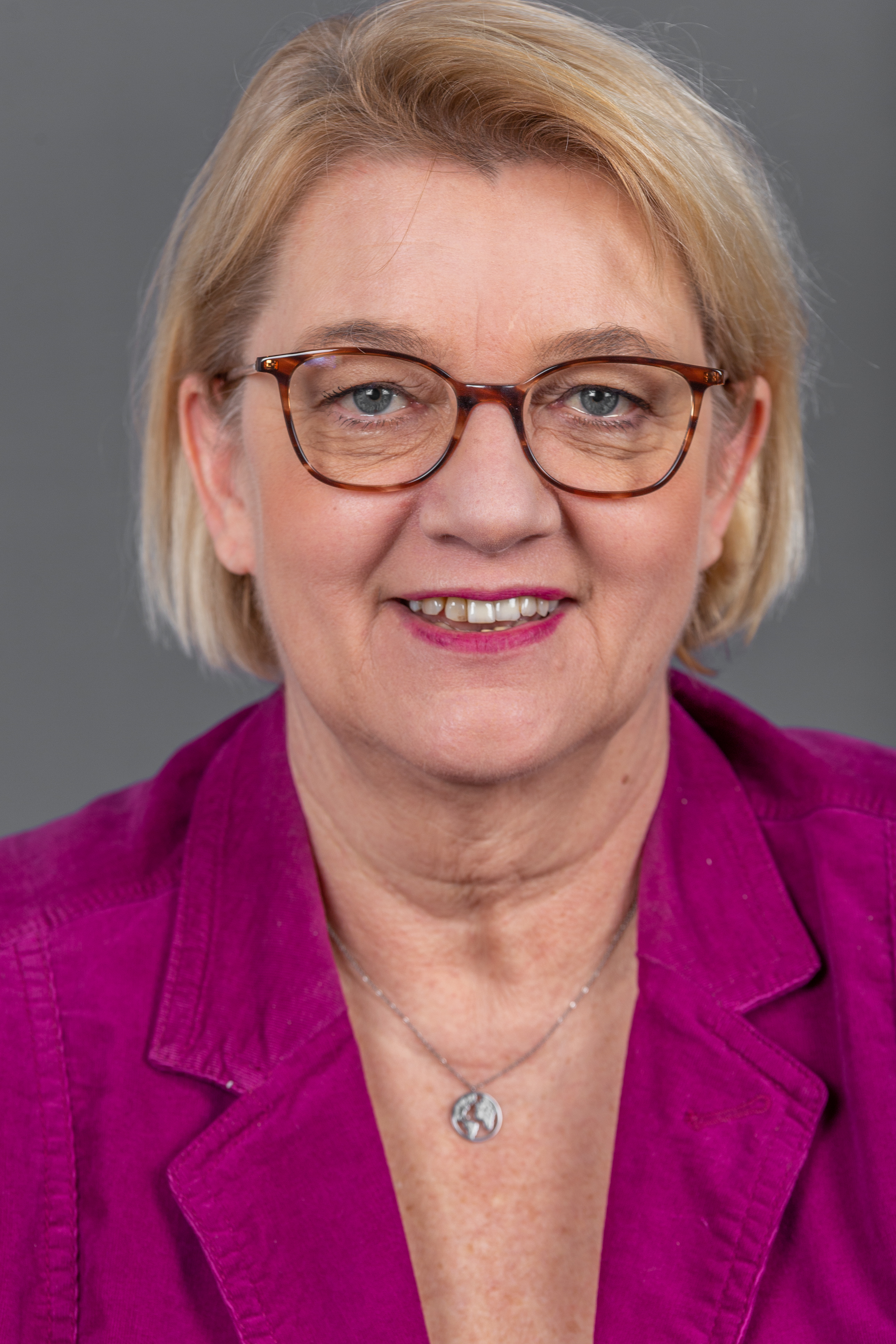
Kordula Schulz-Asche (* 1956)

#### Schulz-B
- Schulz-Beuthen, Heinrich (1838–1915), deutscher Komponist
- Schulz-Blochwitz, Hans (1888–1967), deutscher Kirchenrat, Domkapitular, Genealoge und Heraldiker
- Schulz-Breiden, Eugen (1902–1951), deutscher Schauspieler, Regisseur und Dramaturg
- Schulz-Briesen, Eduard (1831–1891), deutscher Maler
- Schulz-Brize, Thekla (* 1960), deutsche Bauforscherin
- Schulz-Buschhaus, Ulrich (1941–2000), deutscher Romanist

#### Schulz-D
- Schulz-Demmin, Willy (1892–1974), deutscher Landschafts- und Bildnismaler, Restaurator
- Schulz-Deyle, Philip (* 1972), deutscher Filmproduzent
- Schulz-Dornburg, Hanns (1890–1950), deutscher Theaterintendant
- Schulz-Dornburg, Nikolaus (* 1983), deutscher Drehbuchautor
- Schulz-Dornburg, Rudolf (1891–1949), deutscher Dirigent
- Schulz-Dornburg, Ursula (* 1938), deutsche Fotografin und Künstlerin

#### Schulz-E
- Schulz-Endert, Eva (1912–2006), deutsche Keramikerin
- Schulz-Euler, Sophie Luise (1847–1926), deutsche Schriftstellerin
- Schulz-Evler, Adolf († 1905), polnischer Pianist und Komponist

#### Schulz-F
- Schulz-Falkenthal, Heinz (1922–2010), deutscher Althistoriker
- Schulz-Fieguth, Monika (* 1949), deutsche Fotografin
- Schulz-Fielbrandt, Hans (1912–1991), deutscher Gymnasiallehrer und Literat
- Schulz-Flügel, Eva (* 1939), deutsche evangelische Theologin

#### Schulz-G
- Schulz-Gahmen, Paul (1867–1941), deutscher Landwirt und Politiker (Zentrum), MdR

#### Schulz-H
- Schulz-Hardt, Stefan (* 1967), deutscher Psychologe
- Schulz-Hausmann, Heinrich von (1866–1929), deutscher Verwaltungsjurist im preußischen Staatsdienst
- Schulz-Hendel, Detlev (* 1962), deutscher Politiker (Bündnis 90/Die Grünen), MdL Niedersachsen
- Schulz-Hoffmann, Carla (* 1946), deutsche Kunsthistorikerin
- Schulz-Höpfner, Monika (* 1955), deutsche Politikerin (CDU), MdL

#### Schulz-J
- Schulz-Jaros, Peter (* 1963), deutscher Schauspieler und Opernsänger mit der Stimmlage Bass

#### Schulz-K
- Schulz-Kampfhenkel, Otto (1910–1989), deutscher Geograph, Forschungsreisender, Schriftsteller und Filmer
- Schulz-Keil, Wieland (* 1945), deutscher Filmproduzent
- Schulz-Kiesow, Paul (1894–1964), deutscher Nationalökonom
- Schulz-Köhn, Dietrich (1912–1999), deutscher Jazz-Experte und Radiomoderator

#### Schulz-M
- Schulz-Matan, Walter (1889–1965), deutscher Maler
- Schulz-Mehrin, Otto (* 1879), deutscher Ingenieur und Autor
- Schulz-Merkel, Hans-Joachim (1913–2000), deutscher Arzt, Sanitätsoffizier und Medizinalbeamter

#### Schulz-N
- Schulz-Neudamm, Heinz (1899–1969), deutscher Grafiker und Illustrator
- Schulz-Nieswandt, Frank (* 1958), deutscher Sozialwissenschaftler

#### Schulz-R
- Schulz-Rehberg, Rose Marie (* 1945), Schweizer Kunsthistorikerin und Restauratorin
- Schulz-Reichel, Fritz (1912–1990), deutscher Pianist und KomponistFritz Schulz-Reichel (1912–1990)

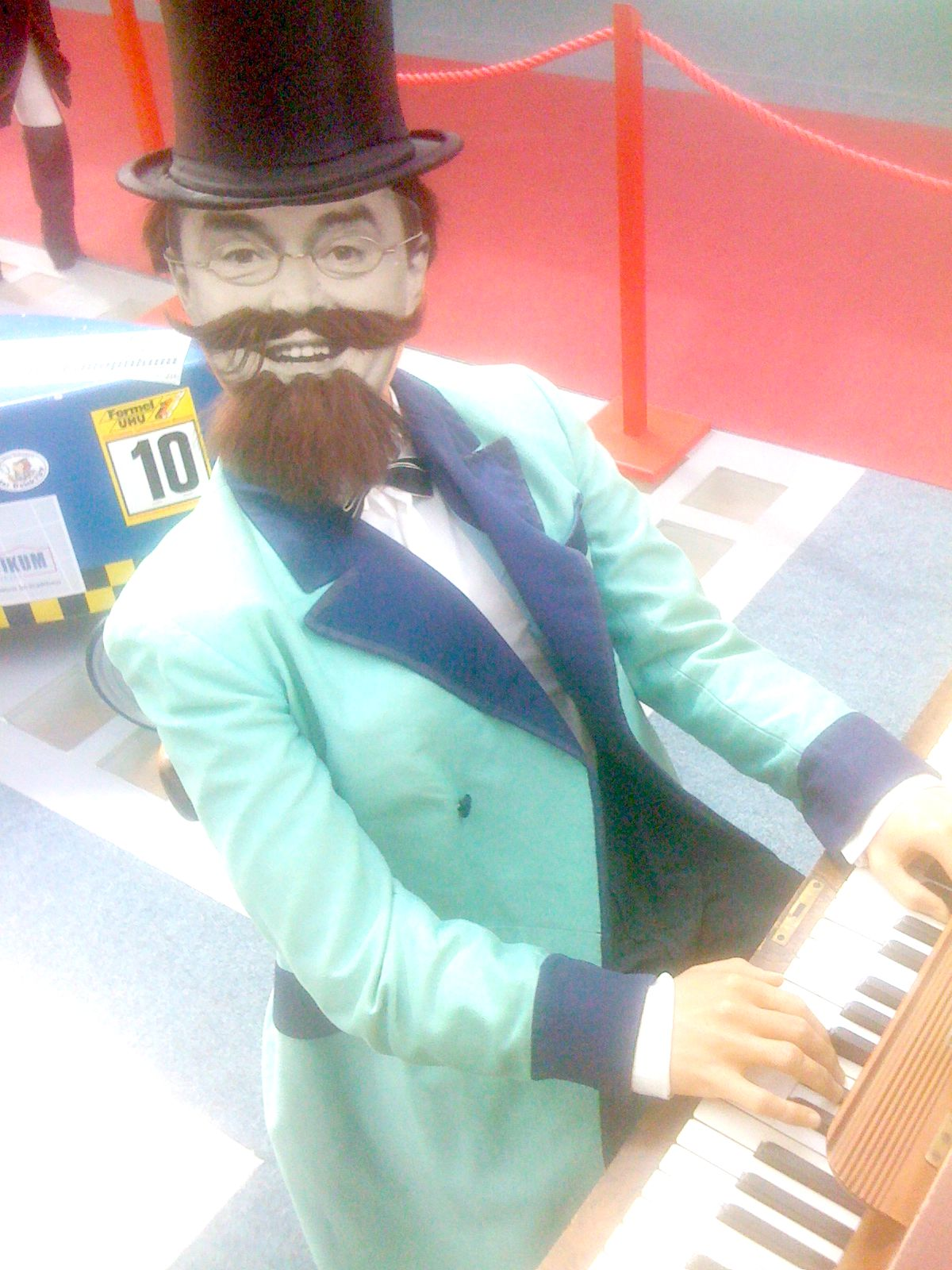
Fritz Schulz-Reichel (1912–1990)

- Schulz-Reiss, Christine (* 1956), deutsche Kinder- und Jugendbuchautorin

#### Schulz-S
- Schulz-Schaeffer, Rudolf (1885–1966), deutscher Jurist und Hochschullehrer an der Philipps-Universität Marburg
- Schulz-Schomburgk, Eckbert (1921–2016), deutscher Agrikulturchemiker
- Schulz-Schönhausen, Kurt Max (1922–1999), deutscher Maler und Graphiker
- Schulz-Semrau, Elisabeth (1931–2015), deutsche Schriftstellerin
- Schulz-Sorau, Emil (1901–1989), deutscher Künstler und Grafiker
- Schulz-Steglitz, Curt (1875–1945), deutscher Maler, Zeichner, Grafiker und Illustrator
- Schulz-Strelow, Monika (* 1949), deutsche Unternehmensberaterin und Lobbyistin
- Schulz-Stutz, Wilhelm (1807–1879), Schweizer Buchdrucker

#### Schulz-W
- Schulz-Winge, Stephan (* 1974), deutscher Fußballspieler
- Schulz-Wittan, Werner (1907–1969), deutscher Schauspieler und Regisseur

### Schulze E – Schulzer

#### Schulze E
- Schulze Eldowy, Gundula (* 1954), deutsche Fotografin

#### Schulze F
- Schulze Föcking, Christina (* 1976), deutsche Politikerin (CDU), MdL

#### Schulze G
- Schulze Gronover, Sabine (* 1969), deutsche Autorin

#### Schulze H
- Schulze Hessing, Mechtild (* 1960), deutsche Kommunalpolitikerin (CDU)

#### Schulze N
- Schulze Niehues, Maximilian (* 1988), deutscher Fußballtorhüter

#### Schulze P
- Schulze Pellengahr, Caspar Hubert Gustav (1825–1896), deutscher Politiker der Zentrumspartei
- Schulze Pellengahr, Christian (* 1975), deutscher Landrat und AutorChristian Schulze Pellengahr (* 1975)

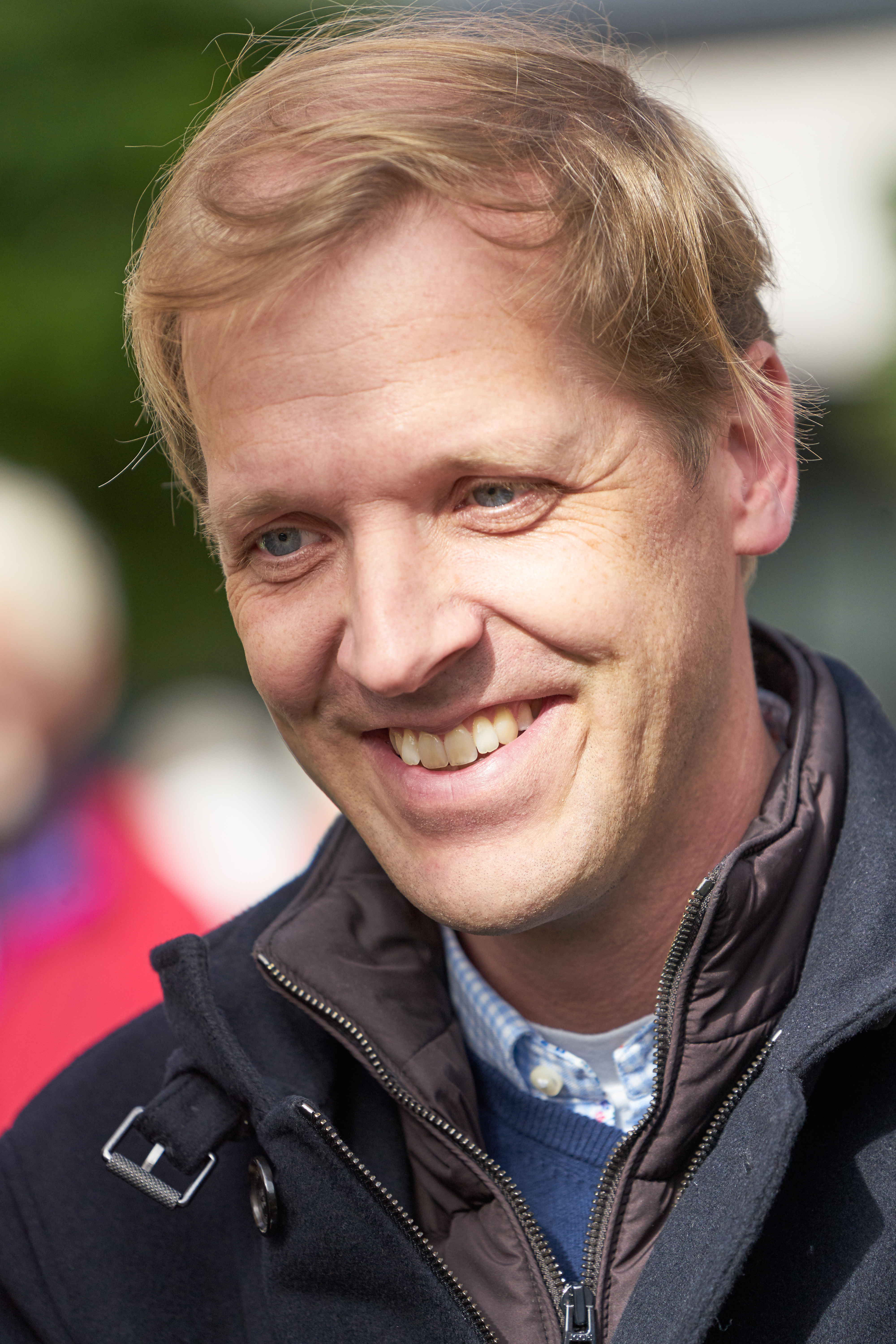
Christian Schulze Pellengahr (* 1975)

- Schulze Pellengahr, Franz Joseph Adolph Heinrich (1796–1829), deutscher Politiker und Landtagsabgeordneter
- Schulze Pellengahr, Hubert (1899–1985), deutscher Politiker (Zentrum, CDU), MdB und Landrat

#### Schulze S
- Schulze Solano, Bibiane (* 1998), deutschspanische Fußballspielerin

#### Schulze W
- Schulze Welberg, Klaus (* 1961), deutscher Musiker, Komponist, Texter, Bassist, Comedy-Autor und Autor
- Schulze Wessel, Martin (* 1962), deutscher Historiker

#### Schulze, A – Schulze, W

##### Schulze, A
- Schulze, Adolf (1835–1920), deutscher Sänger (Bariton) und Musikpädagoge
- Schulze, Adolf (1880–1971), deutscher Alpinist und Bergbauingenieur
- Schulze, Adolf Moritz (1808–1881), deutscher evangelischer Theologe und Pädagoge
- Schulze, Adolf Paul (1840–1891), deutscher Kaufmann und Mikroskopiker
- Schulze, Alexander (* 1972), deutscher Politiker (parteilos)
- Schulze, Alexander (* 1997), deutscher Handballspieler
- Schulze, Alfred (1878–1929), deutscher Verwaltungsjurist und Politiker
- Schulze, Alfred (1886–1964), deutscher Architekt
- Schulze, Alfred (1892–1972), deutscher Konteradmiral (Ing.) der Kriegsmarine
- Schulze, Alfred (1904–1934), deutscher Politiker (KPD), MdL
- Schulze, André (* 1974), deutscher Radrennfahrer und Sportlicher LeiterAndré Schulze (* 1974)

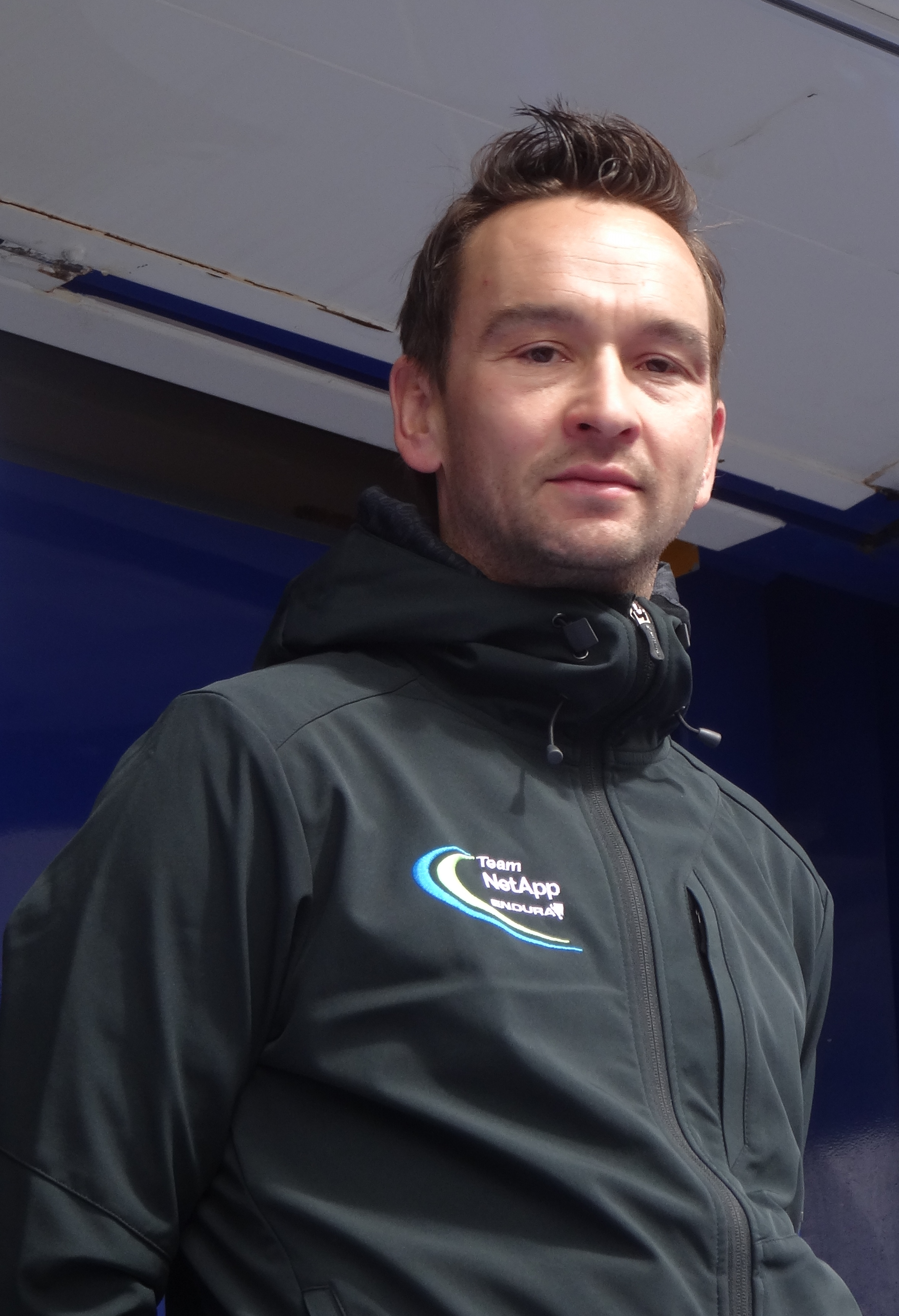
André Schulze (* 1974)

- Schulze, André (* 1987), deutscher Politiker (Bündnis 90/Die Grünen)
- Schulze, Andrea (* 1988), deutsche Phantastik-Autorin und Journalistin
- Schulze, Andreas (* 1955), deutscher Maler
- Schulze, Andreas (* 1965), deutscher bildender Künstler
- Schulze, Andreas (1965–2010), deutscher Tierfilmer und Biologe
- Schulze, Andreas (* 1972), deutscher Schriftsteller
- Schulze, Armin (1906–1987), deutscher Maler und Grafiker
- Schulze, Arthur Heinrich (* 1945), deutscher Puppenspieler
- Schulze, Axel (1943–1994), deutscher Lyriker und Schriftsteller

##### Schulze, B
- Schulze, Benjamin Wilhelm Daniel (1715–1790), deutscher Pädagoge und Philologe
- Schulze, Benno (1836–1882), deutscher Jurist und Politiker (NLP), MdR
- Schulze, Bernhard (* 1938), deutscher Kanute
- Schulze, Bertha (1889–1967), deutsche Politikerin (KPD), MdL
- Schulze, Berthold (1929–1988), deutscher Schauspieler
- Schulze, Bondina (* 1963), deutsche Politikerin (Bündnis 90/Die Grünen), Bürgermeister von Rösrath (2020–)
- Schulze, Bruno, deutscher Radrennfahrer

##### Schulze, C
- Schulze, Carl (1893–1960), deutscher Politiker (CDU der DDR), MdL Sachsen-Anhalt
- Schulze, Carola (* 1949), deutsche Juristin
- Schulze, Charlotte (* 1953), deutsche Verwaltungsjuristin
- Schulze, Chethrin (* 1992), deutsche Reality-TV-Darstellerin und Influencerin
- Schulze, Christel (* 1936), deutsche Sängerin
- Schulze, Christian (* 1946), deutscher Bildhauer
- Schulze, Christian (* 1970), deutscher Altphilologe, Biologe und Medizinhistoriker
- Schulze, Christian August († 1826), kurfürstlich-sächsischer und königlich-preußischer Beamter
- Schulze, Christian Ferdinand (1774–1850), deutscher klassischer Philologe und Historiker
- Schulze, Christian Friedrich (1730–1775), deutscher Wissenschaftler
- Schulze, Christian Gottfried (1749–1819), deutscher Kupferstecher
- Schulze, Christoph (* 1965), deutscher Politiker (SPD, BVB Freie Wähler), MdL
- Schulze, Claudius (* 1984), deutscher Forscher und Künstler
- Schulze, Cordula (* 1959), deutsche Leichtathletin (Kugelstoßen)
- Schulze, Curt (1881–1966), deutscher Tierarzt, Generaloberstabsveterinär, Veterinärinspekteur des Heeres, Leiter des Kriegsveterinärdienstes, Gestütsleiter

##### Schulze, D
- Schulze, David M. (* 1985), deutscher Schauspieler, Synchronsprecher und Musiker
- Schulze, Dieter, deutscher Basketballspieler
- Schulze, Dieter (* 1958), deutscher Schriftsteller
- Schulze, Dietmar (* 1952), deutscher Fußballspieler
- Schulze, Dietmar (1953–2023), deutscher Beamter und Politiker (SPD)
- Schulze, Dietrich (1864–1938), deutscher Architekt
- Schulze, Dietrich (1940–2008), deutscher Pferdezüchter und Reitsportmäzen

##### Schulze, E
- Schulze, Eberhard (* 1940), deutscher Agrarwissenschaftler und Hochschullehrer
- Schulze, Eberhard (1951–2019), deutscher Kulturwissenschaftler und Autor insbesondere von Lyrik und zur Regionalgeschichte
- Schulze, Edmund (1824–1878), deutscher Orgelbauer in Thüringen
- Schulze, Eduard (1830–1880), deutscher Orgelbauer in Thüringen
- Schulze, Eduard (1852–1885), deutscher Afrikareisender
- Schulze, Eduard Otto (1856–1933), Wirtschaftswissenschaftler, Historiker und Hochschuldirektor
- Schulze, Elias († 1762), deutscher Orgelbauer in Thüringen
- Schulze, Erhard (* 1947), deutscher Mittelstreckenläufer
- Schulze, Erich (1913–2017), deutscher Verbandsfunktionär, Vorstand der GEMA
- Schulze, Erich (1915–1991), deutscher Politiker (CDU), MdL
- Schulze, Erich (1949–2023), deutscher Politiker (CDU)
- Schulze, Erich Edgar (1880–1974), deutscher Marineoffizier und Manager
- Schulze, Ernst (1789–1817), deutscher Dichter der Romantik
- Schulze, Ernst (1840–1912), deutscher Chemiker
- Schulze, Ernst (1842–1911), deutscher Historiker, Klassischer Philologe und Gymnasialdirektor
- Schulze, Ernst (1855–1932), deutscher Tischlermeister und Politiker (SPD), MdR
- Schulze, Ernst August (1721–1786), deutscher reformierter Theologe
- Schulze, Ernst Friedrich Wilhelm (1759–1820), deutscher Jurist, Bürgermeister von Celle
- Schulze, Ernst-Detlef (* 1941), deutscher Pflanzenökologe
- Schulze, Ernst-Werner (1927–2005), deutscher Grafiker und Hochschullehrer

##### Schulze, F
- Schulze, Fabian (1984–2024), deutscher Stabhochspringer
- Schulze, Felix (* 1980), deutscher Curler und Jurist
- Schulze, Fiete (1894–1935), deutscher WiderstandskämpferFiete Schulze (1894–1935)

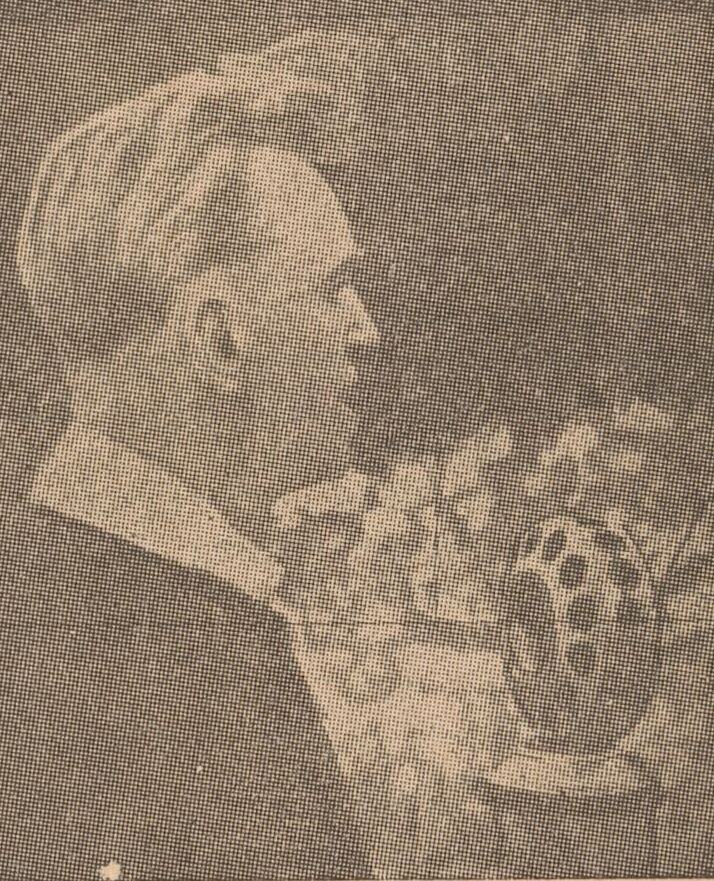
Fiete Schulze (1894–1935)

- Schulze, Frank (* 1970), deutscher Fußballtorwart
- Schulze, Franz (* 1870), deutscher Jurist
- Schulze, Franz Arthur (1872–1942), deutscher Physiker
- Schulze, Franz Eilhard (1840–1921), deutscher Zoologe und Anatom
- Schulze, Franz Ferdinand (1815–1873), deutscher Chemiker
- Schulze, Franz Luis Karl (1856–1924), deutscher Kapitän und Schriftsteller
- Schulze, Franz-Joseph (1918–2005), deutscher General
- Schulze, Frederick (* 1949), deutscher Politiker (CDU), MdB
- Schulze, Friedrich, deutscher Chirurg, Bürgermeister, Landtagsabgeordneter Waldeck
- Schulze, Friedrich (1690–1766), deutscher lutherischer Geistlicher und Theologe, Stiftssuperintendent in Zeitz
- Schulze, Friedrich (1843–1912), deutscher Architekt und preußischer Baubeamter
- Schulze, Friedrich (1863–1931), deutscher Bergingenieur und Bergrat
- Schulze, Friedrich (1881–1960), deutscher Historiker und Museumsdirektor
- Schulze, Friedrich (1888–1963), deutscher Politiker (BDV, CDU), MdBB
- Schulze, Friedrich (1896–1976), deutscher Politiker (SPD), MdA
- Schulze, Friedrich August (1770–1849), deutscher Unterhaltungsschriftsteller
- Schulze, Friedrich Gottlob (1795–1860), deutscher Nationalökonom und Landwirt
- Schulze, Friedrich Wilhelm (1838–1893), deutscher Genossenschaftler und Kommunalpolitiker
- Schulze, Fritz (1838–1914), deutscher Bildhauer und Silhouettenschneider
- Schulze, Fritz (1893–1963), deutscher Religionspädagoge und Hochschullehrer
- Schulze, Fritz (1903–1942), deutscher Maler und Widerstandskämpfer gegen den Nationalsozialismus
- Schulze, Fritz (1905–1966), deutscher Internist und Hochschullehrer
- Schulze, Fritz (1928–2017), deutscher Politiker (SPD), MdL
- Schulze, Fritz W. (1921–2011), deutscher Anglist und Hochschullehrer

##### Schulze, G
- Schulze, Gabriele (* 1950), deutsche SchauspielerinGabriele Schulze (* 1950)

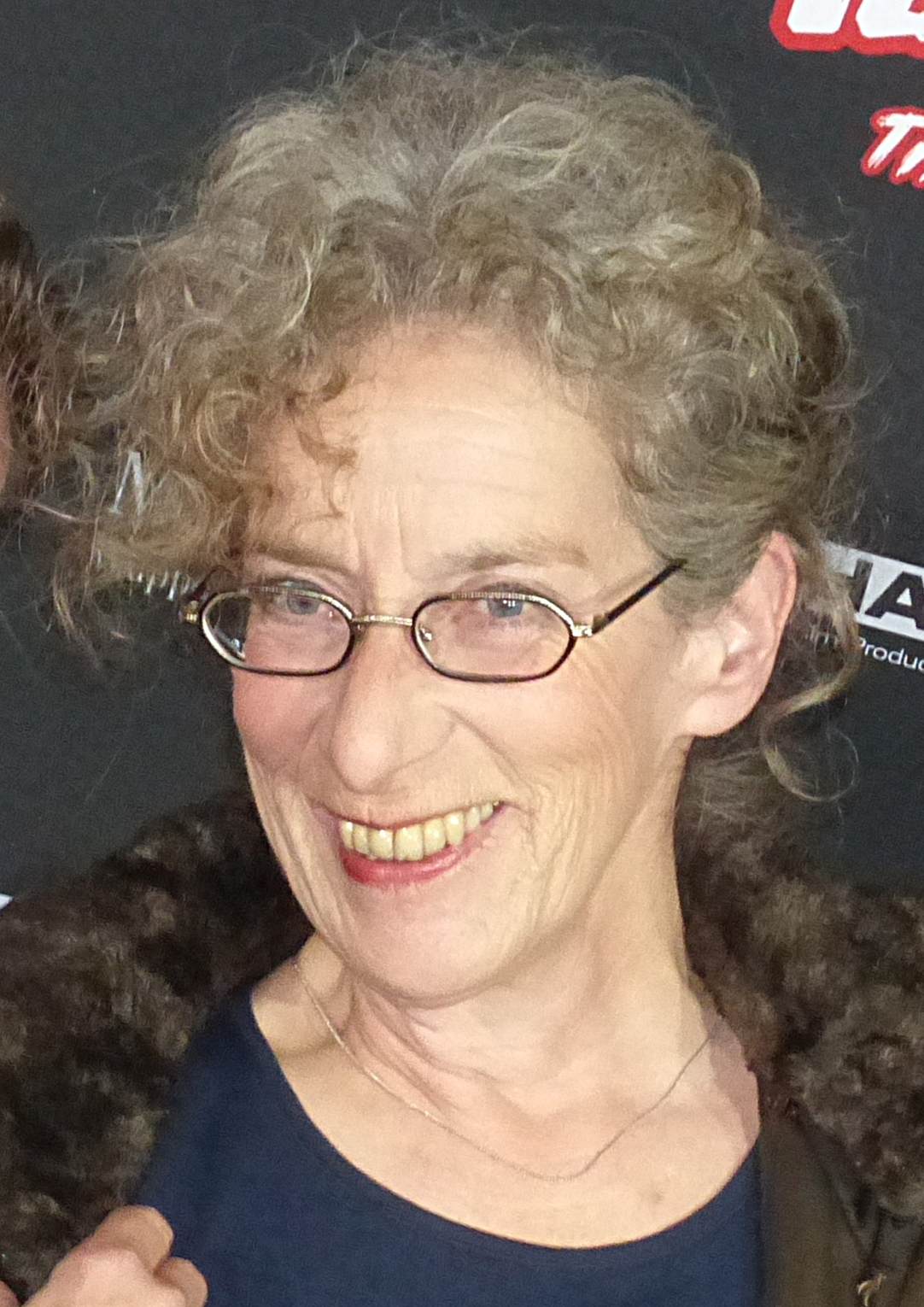
Gabriele Schulze (* 1950)

- Schulze, Georg (1807–1866), deutscher Theologe und Germanist, sammelte Gedichte der Oberharzer Mundart
- Schulze, Georg (1846–1932), deutscher Lehrer und Schulleiter, Philologe, Germanist und Sanskritforscher
- Schulze, Georg Wilhelm (1829–1901), deutscher Pfarrer, Missionar, Schriftsteller und Liedtextdichter
- Schulze, Gerd (1945–2006), deutscher Politiker (SPD), MdA
- Schulze, Gerhard (1899–1976), deutscher Radsportfunktionär und Präsident des Bundes Deutscher Radfahrer
- Schulze, Gerhard (1919–2006), deutscher Politiker (CDU), MdA, MdB
- Schulze, Gerhard (* 1926), deutscher Staats- und Verwaltungsrechtler und ehemaliger Hochschullehrer
- Schulze, Gerhard (1938–2019), deutscher Meeresbiologe und Walforscher
- Schulze, Gerhard (1939–2015), deutscher Kommunalpolitiker (CDU)
- Schulze, Gerhard (* 1944), deutscher Soziologe
- Schulze, Gerlind (* 1941), deutsche Schauspielerin
- Schulze, Gert (* 1935), deutscher Architekt
- Schulze, Gisela (* 1960), deutsche Rehabilitationspädagogin und Hochschullehrerin
- Schulze, Gotthelf (* 1938), deutscher Diplomat, Botschafter der DDR
- Schulze, Gottlob Ernst (1761–1833), deutscher Philosoph und Hochschullehrer
- Schulze, Gottlob Leberecht (1779–1856), deutscher Theologe und Pädagoge
- Schulze, Götz (1964–2018), deutscher Rechtswissenschaftler
- Schulze, Gretel (1948–2019), deutsche Kabarettistin und Regisseurin
- Schulze, Günter (1933–2010), deutscher Unternehmer
- Schulze, Günther (1927–1994), deutscher Landschafts- und Gartenarchitekt
- Schulze, Gustav (1880–1968), deutscher Radrennfahrer
- Schulze, Gustav (1891–1932), deutscher Pilot und Flugpionier
- Schulze, Gustav Ernst Robert (1911–1974), deutscher Physiker
- Schulze, Gustav Hermann (1833–1901), sächsischer Jurist, später Justizrat, Historiker und Heimatforscher der Oberlausitz
- Schulze, Gustav Otto (1814–1886), deutscher Mediziner

##### Schulze, H
- Schulze, H. O. (* 1905), deutscher Kameramann beim Dokumentar- und Spielfilm
- Schulze, Hagen (1943–2014), deutscher Historiker und Hochschullehrer
- Schulze, Hanns (1884–1931), deutscher Kunsthistoriker und Verlagsdirektor
- Schulze, Hans (1903–1962), deutscher Eisenbahningenieur und Konstrukteur bei der Deutschen Reichsbahn
- Schulze, Hans (1904–1982), deutscher Maler, Grafiker und Kunstpädagoge
- Schulze, Hans (1911–1992), deutscher Wasserballspieler
- Schulze, Hans (1930–2023), deutscher Schauspieler
- Schulze, Hans Ferdinand Robert (1792–1874), preußischer Generalmajor
- Schulze, Hans Heinrich, deutscher Orgelbauer in Thüringen
- Schulze, Hans Joachim (1938–2003), deutscher Kolloidchemiker
- Schulze, Hans K. (1932–2013), deutscher Historiker
- Schulze, Hans Rudolf (1870–1951), deutscher Landschaftsmaler und Illustrator
- Schulze, Hans-Eugen (1922–2013), deutscher Jurist, Richter am Bundesgerichtshof
- Schulze, Hans-Joachim († 2008), deutscher Musiker und Komponist
- Schulze, Hans-Joachim (* 1934), deutscher Musikwissenschaftler
- Schulze, Hans-Joachim (1936–2024), deutscher Politiker (CDU), MdL
- Schulze, Hans-Joachim (1951–2017), deutscher Künstler
- Schulze, Hans-Michael (* 1967), deutscher Historiker und Publizist
- Schulze, Harald (* 1963), deutscher Klassischer Archäologe
- Schulze, Harald K. (* 1952), deutscher Maler und Zeichner
- Schulze, Heiko (* 1954), regionalgeschichtlicher Buchautor und Publizist in Osnabrück
- Schulze, Heiko K. L. (1954–2023), deutscher Politiker (Piratenpartei)
- Schulze, Heinrich (1817–1895), deutscher Lehrer und Schulbuch-Autor und -herausgeber
- Schulze, Heinrich (1886–1953), deutscher Jurist und Verwaltungsbeamter
- Schulze, Heinz (1907–1985), deutscher Modedesigner
- Schulze, Heinz (* 1923), deutscher Fußballspieler
- Schulze, Heinz-Ulrich (1949–1995), deutscher Leichtathlet
- Schulze, Heizo (* 1967), deutscher Designer und Medienkünstler
- Schulze, Helmut R. (* 1929), deutscher Fotojournalist
- Schulze, Herbert (1923–1975), deutscher Musikwissenschaftler
- Schulze, Hermann (1870–1962), deutscher Tischler und Bremer Politiker (SPD)
- Schulze, Hermann (1895–1985), deutscher Ingenieur und Hochschullehrer
- Schulze, Hermann (1897–1967), deutscher Politiker (SPD, KPD/KPO, SED) und Widerstandskämpfer, MdL Thüringen
- Schulze, Hermann (1898–1944), deutscher Politiker (KPD, NSDAP), MdR
- Schulze, Hermann Adolf (1883–1934), deutscher Jurist und Bergbau-Manager
- Schulze, Herwart (1836–1908), deutscher Bildhauer
- Schulze, Holger (* 1970), deutscher Kultur- und Musikwissenschaftler
- Schulze, Horst (1921–2018), deutscher Schauspieler und Opernsänger
- Schulze, Horst (1935–2021), deutscher evangelischer Theologe
- Schulze, Horst E. (1925–1971), deutscher Fotograf

##### Schulze, I
- Schulze, Ingo (* 1948), deutscher Ultramarathonläufer und Organisator von Ultramarathon-Veranstaltungen
- Schulze, Ingo (* 1962), deutscher SchriftstellerIngo Schulze (* 1962)

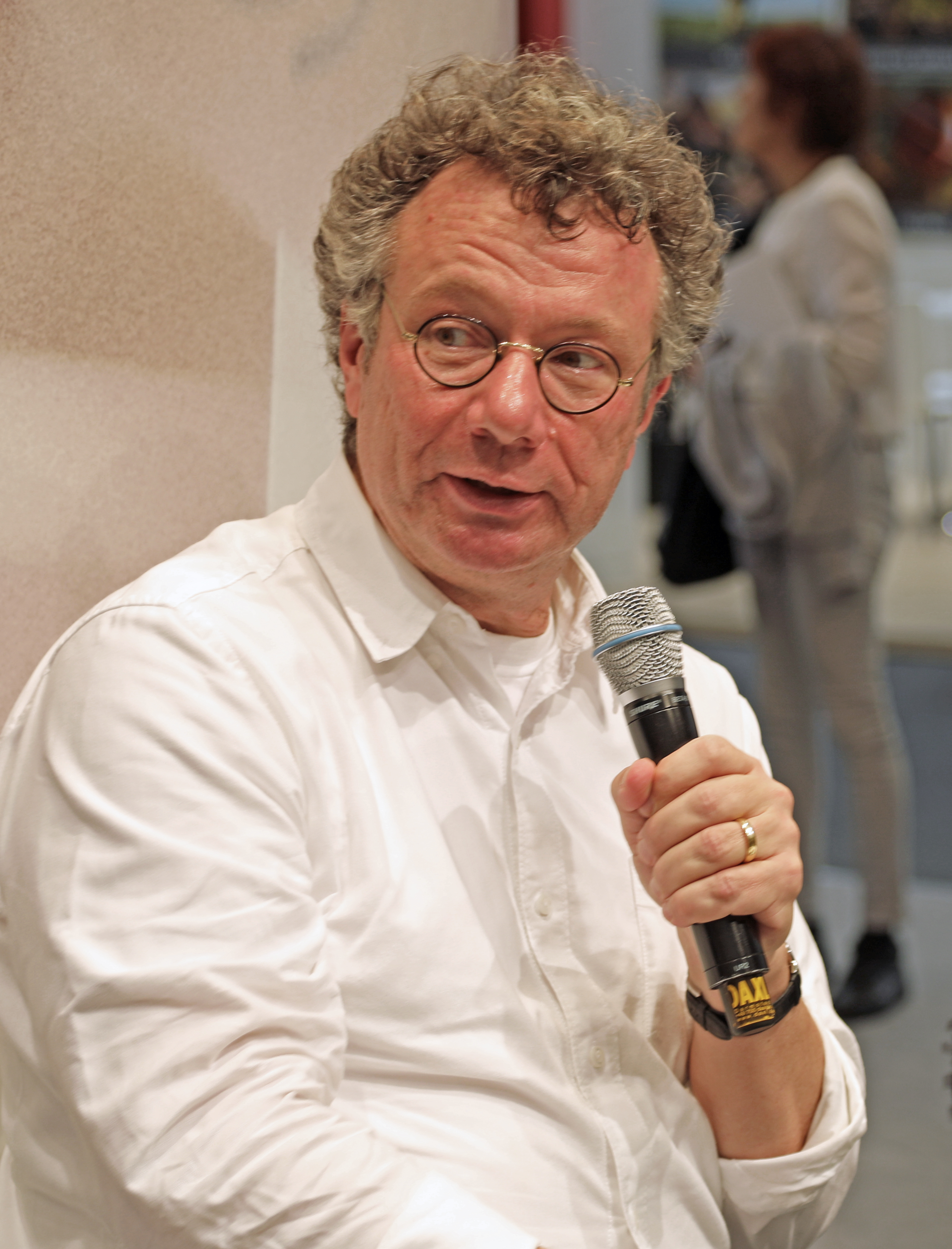
Ingo Schulze (* 1962)

- Schulze, Ingrid (1929–2009), deutsche Kunsthistorikerin
- Schulze, Iris (* 1958), deutsche Skilangläuferin

##### Schulze, J
- Schulze, Jan (* 1942), deutscher Internist, Hochschullehrer und Standespolitiker
- Schulze, Jan Philip, deutscher Pianist
- Schulze, Jan-Andres (* 1969), deutscher Politologe
- Schulze, Jens (* 1956), deutscher Leichtathlet
- Schulze, Joachim (1938–2016), deutscher Romanist
- Schulze, Joachim (* 1956), deutscher Fußballspieler
- Schulze, Joachim-Friedrich (1924–2010), deutscher Klassischer Philologe
- Schulze, Johann Andreas (1753–1806), deutscher Orgelbauer in Thüringen
- Schulze, Johann Carl Gottlieb (1749–1790), deutscher Mathematiker, Astronom, Hochschullehrer und preußischer Oberbaurat
- Schulze, Johann Daniel (1720–1785), deutscher Orgelbauer in Thüringen
- Schulze, Johann Friedrich (1793–1858), deutscher Orgelbauer in Thüringen
- Schulze, Johann Gottfried Heinrich (1809–1875), deutscher Geistlicher und Politiker
- Schulze, Johann Gottlieb († 1870), deutscher Orgelbauer in Crossen in der Neumark
- Schulze, Johann Gottlob (1755–1834), deutscher Architekt und Gartendirektor in Potsdam

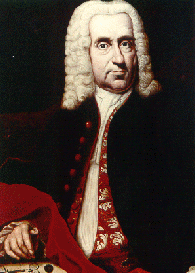
Johann Heinrich Schulze (1687–1744)

- Schulze, Johann Heinrich (1687–1744), deutscher UniversalgelehrterJohann Heinrich Schulze (1687–1744)
- Schulze, Johann Heinrich (1716–1762), deutscher Orgelbauer in Thüringen
- Schulze, Johann Heinrich August (1755–1803), deutscher Pädagoge, Philologe und evangelischer Geistlicher
- Schulze, Johann Justus Peter (1785–1855), preußischer Stadtbaumeister
- Schulze, Johann Ludwig (1734–1799), deutscher Philologe und evangelischer Theologe
- Schulze, Johann Peter (1768–1827), deutscher Buchhändler und Verleger
- Schulze, Johannes (1786–1869), preußischer Pädagoge und Kultusbeamter
- Schulze, Johannes (1901–1980), deutscher evangelisch-lutherischer Theologe
- Schulze, Johannes (1939–2025), deutscher Bildhauer und Restaurator
- Schulze, John DuCasse (1876–1943), US-amerikanischer Szenenbildner beim Film
- Schulze, Jörg (* 1938), deutscher Architekt und Denkmalpfleger
- Schulze, Jörg (1940–1990), deutscher Maler und Graphiker
- Schulze, Jörg (* 1972), deutscher Physiker und Elektrotechnik-Ingenieur
- Schulze, Jörn (* 1960), deutscher Trompeter, Musikerzieher und Hochschullehrer
- Schulze, Julius, deutscher Politiker und hessischer Abgeordneter

##### Schulze, K
- Schulze, Karin (* 1944), deutsche Hochspringerin
- Schulze, Karl (1876–1929), deutscher Architekt
- Schulze, Karl (1907–1935), deutscher Boxer
- Schulze, Karl (1910–1983), deutscher Übersetzer und Esperantist
- Schulze, Karl (* 1988), deutscher RudererKarl Schulze (* 1988)

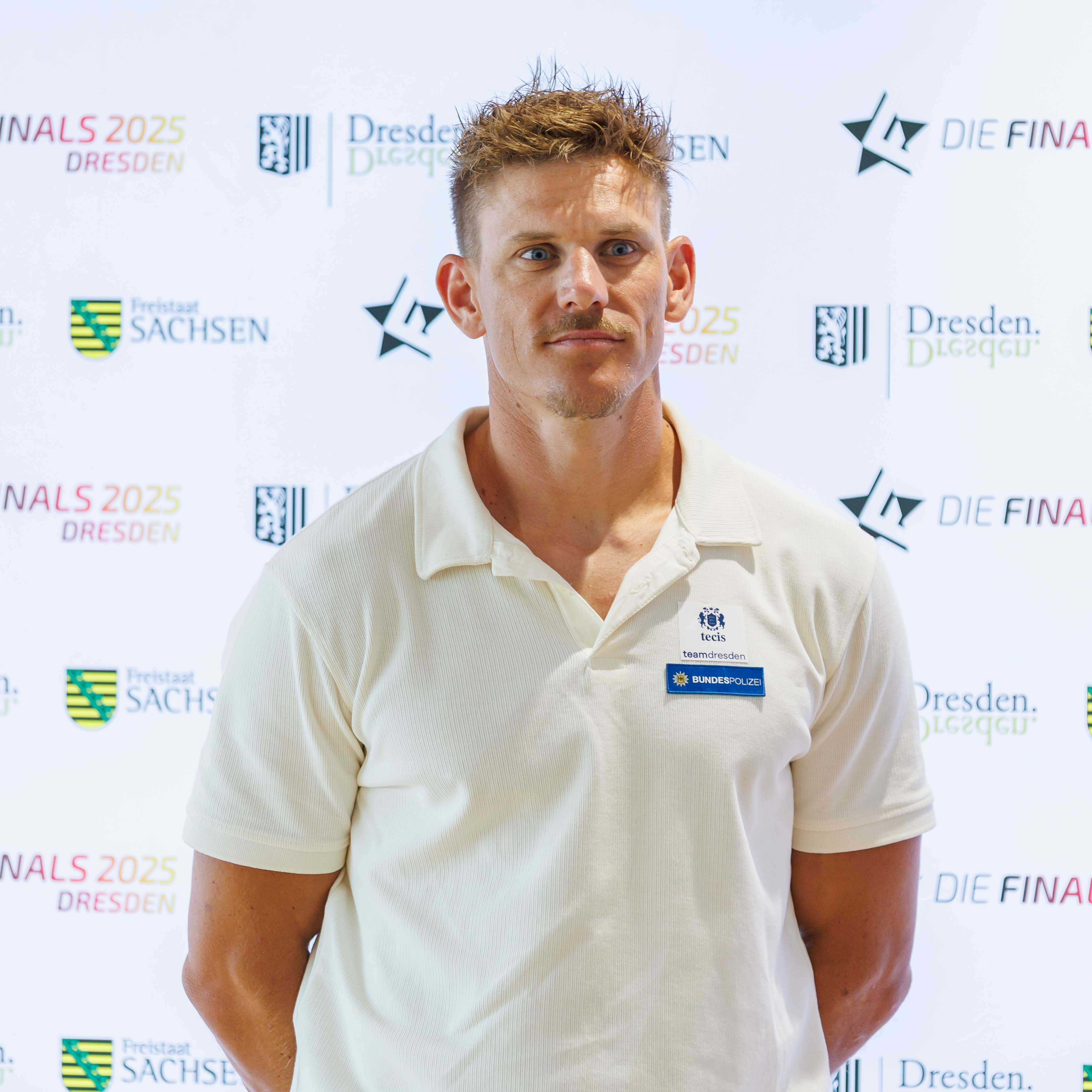
Karl Schulze (* 1988)

- Schulze, Karl-Heinrich (1909–2009), deutscher Maschinenbauingenieur und Hochschullehrer
- Schulze, Karl-Heinz (* 1937), deutscher Schauspieler und Nachtclub-Betreiber
- Schulze, Karla (* 1960), deutsche Politikerin (Grüne), MdL
- Schulze, Katharina (* 1985), deutsche Politikerin (Bündnis 90/Die Grünen)Katharina Schulze (* 1985)

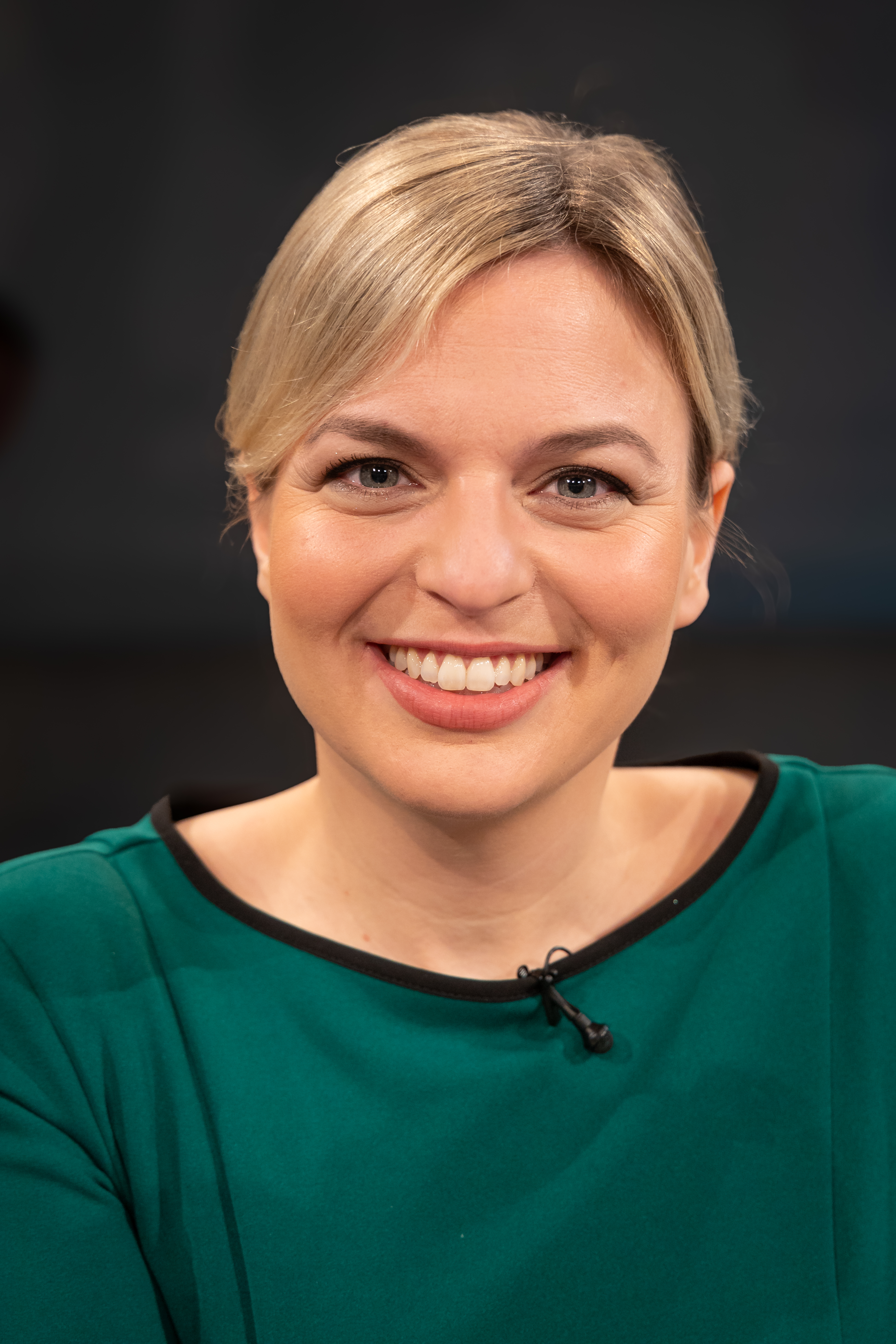
Katharina Schulze (* 1985)

- Schulze, Kathrin (* 1981), deutsch-österreichische Geherin
- Schulze, Kevin (* 1992), deutscher Fußballspieler
- Schulze, Klaus (1928–2013), deutscher Ruderer
- Schulze, Klaus (1947–2022), deutscher Komponist, Musiker, Produzent, Pionier der Elektronischen Musik
- Schulze, Klaus (1952–1972), deutsches Todesopfer der Berliner Mauer
- Schulze, Klaus (* 1954), deutscher Fußballspieler
- Schulze, Klaus-Peter (* 1939), deutscher Ingenieur sowie Professor für Systemtheorie und Prozessanalyse
- Schulze, Klaus-Peter (* 1954), deutscher Politiker (CDU), MdB
- Schulze, Kurt (1894–1942), deutscher Funker und Widerstandskämpfer
- Schulze, Kurt (* 1896), deutscher Statistiker und Hochschullehrer
- Schulze, Kurt (1904–1986), deutscher Lehrer und Museumsdirektor

##### Schulze, L
- Schulze, Lara (* 2002), deutsche Schachspielerin
- Schulze, Ludger (1950–2022), deutscher Sportjournalist und Buchautor
- Schulze, Ludwig Theodor (1833–1918), deutscher evangelischer Theologe und Hochschullehrer
- Schulze, Luisa (* 1990), deutsche HandballspielerinLuisa Schulze (* 1990)

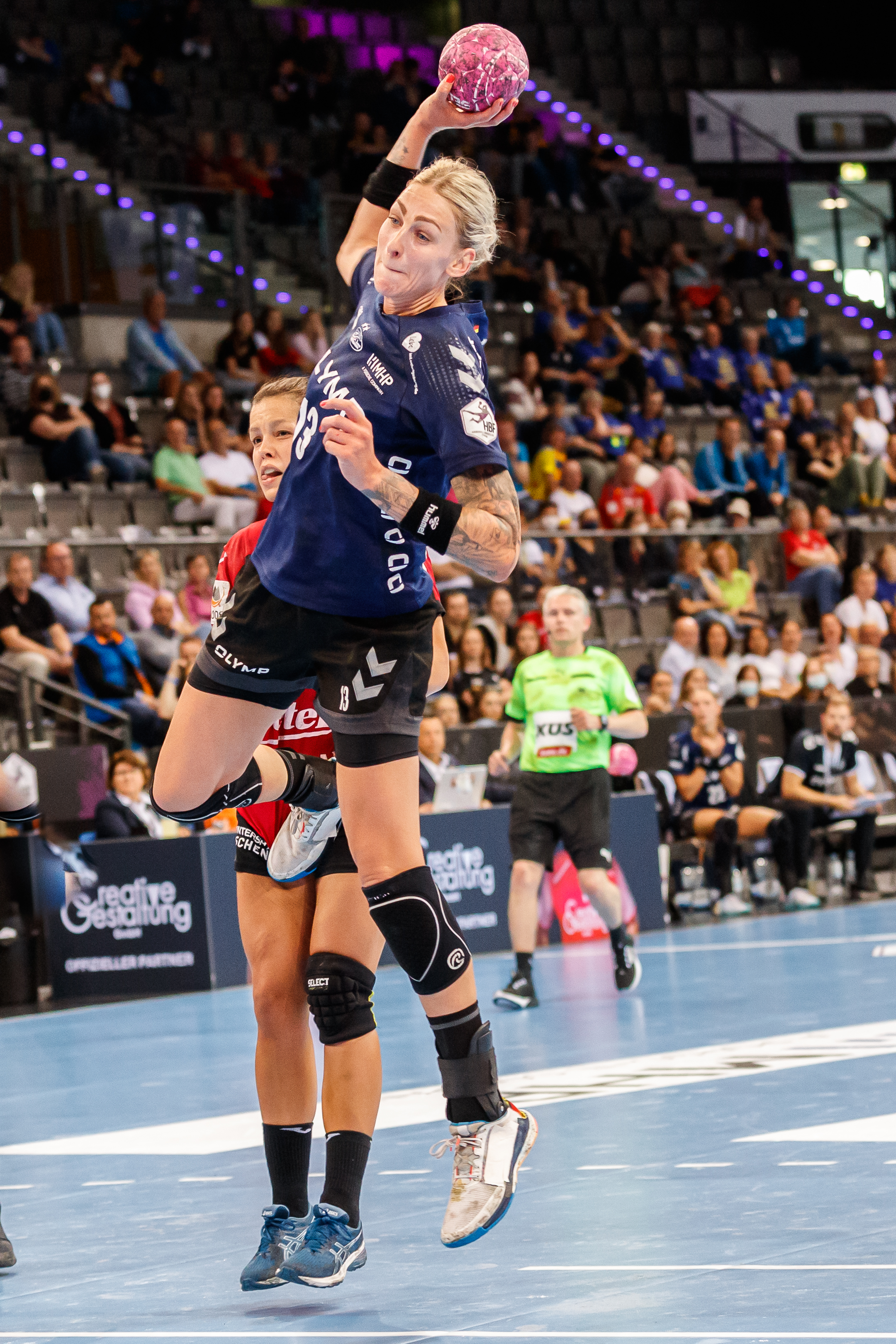
Luisa Schulze (* 1990)

##### Schulze, M
- Schulze, Maja (1932–2019), österreichische Unternehmerin, Trockenanglerin und Bogenschützin
- Schulze, Manfred (1934–2010), deutscher Jazzsaxophonist und Komponist
- Schulze, Manfred (* 1945), deutscher Theologe, Professor für Systematische Theologie
- Schulze, Marc Oliver (* 1973), österreichischer Schauspieler
- Schulze, Marco (* 1977), deutscher Boxer
- Schulze, Marianne (* 1952), deutsche Juristin, ehemalige Richterin und Gerichtspräsidentin
- Schulze, Marina (* 1973), deutsche bildende Künstlerin
- Schulze, Markus (* 1960), Schweizer Theologe
- Schulze, Martin (1866–1943), deutscher evangelischer Theologe und Rektor der Universität Königsberg
- Schulze, Martin (1937–2014), deutscher Fernsehjournalist, Reporter, Moderator und Kommentator
- Schulze, Martin (* 1973), deutscher Theater- und Hörspielregisseur
- Schulze, Marvin (* 1991), deutscher Theater- und Filmschauspieler
- Schulze, Mathias (* 1983), deutscher Sportler
- Schulze, Matt (* 1972), US-amerikanischer Musiker und Schauspieler
- Schulze, Max (1900–1934), deutscher SA-Führer
- Schulze, Max (* 1977), deutscher Künstler
- Schulze, Maxine (* 1989), deutsche Schauspielerin
- Schulze, Memphis (1944–2008), deutscher Künstler
- Schulze, Micha (* 1967), deutscher Autor, LGBT-Aktivist und Journalist
- Schulze, Michael, Polizeipräsident der Polizeidirektion Sachsen-Anhalt Ost in Dessau-Roßlau
- Schulze, Michael (* 1952), deutscher Künstler, Designer, Grafiker, Musiker und Hochschullehrer
- Schulze, Michael (* 1966), deutscher Radrennfahrer
- Schulze, Michael (* 1967), deutscher Pokerspieler
- Schulze, Michael (1971–2025), deutscher Straßenmusiker
- Schulze, Michael (* 1989), deutscher Fußballspieler
- Schulze, Moritz (* 2001), deutscher Fußballtorwart

##### Schulze, N
- Schulze, Nele (* 2004), deutsche Schwimmerin
- Schulze, Norbert (* 1950), deutscher Politiker (DVU), MdL

##### Schulze, O
- Schulze, Olaf (* 1967), deutscher Politiker (SPD), MdL
- Schulze, Oskar (1825–1878), deutscher Mathematiker, Physiker, Chemiker und Philosoph
- Schulze, Oskar (1890–1968), deutscher Gewerkschafter und Politiker (SPD), MdBB
- Schulze, Otto, deutscher Ingenieur und Erfinder
- Schulze, Otto (1868–1941), deutscher Wasserbauingenieur und Hochschullehrer, Senator der Stadt Danzig
- Schulze, Otto (1869–1930), deutscher Gartenarchitekt, Stadtgartendirektor in Stettin
- Schulze, Otto (1880–1934), deutscher Verwaltungsjurist, Landrat in Pommern
- Schulze, Otto (1898–1976), deutscher Maler, Grafiker und Kunstpädagoge

##### Schulze, P
- Schulze, Patrick (* 1973), deutscher Kanute
- Schulze, Paul († 1897), deutschamerikanischer Architekt
- Schulze, Paul (1882–1918), deutscher Radfahrer, Olympiateilnehmer 1908
- Schulze, Paul (1883–1966), deutscher Politiker (DNVP), MdR
- Schulze, Paul (1887–1949), deutscher Zoologe und nationalsozialistischer Funktionär
- Schulze, Paul (1898–1944), deutscher Widerstandskämpfer gegen den Nationalsozialismus
- Schulze, Paul (* 1962), US-amerikanischer Schauspieler
- Schulze, Peter (* 1947), deutscher Musikjournalist und Musikfunktionär
- Schulze, Peter (* 1952), deutscher Historiker, Autor und Mitarbeiter am Stadtarchiv Hannover
- Schulze, Peter W. (1942–2020), deutscher Politikwissenschaftler
- Schulze, Philipp (* 1976), deutscher Filmjournalist, Filmkritiker und Chefredakteur der Filmzeitschrift Cinema und des SerienMagazin
- Schulze, Philipp (* 2003), deutscher Fußballtorwart

##### Schulze, R
- Schulze, Rainer (* 1946), deutscher Buchhändler, Kommunalpolitiker, Sänger und Kabarettist
- Schulze, Rainer (* 1952), deutscher Linguist
- Schulze, Reiner (* 1948), deutscher Jurist
- Schulze, Reinhard (* 1953), deutsch-schweizerischer Islamwissenschaftler
- Schulze, Reinhold (1905–1993), deutscher Ingenieur, Politiker (NSDAP, FDP), MdR, Publizist
- Schulze, Remo (* 1988), deutscher Schauspieler
- Schulze, Richard (* 1892), deutscher Jurist und Kommunalpolitiker der NSDAP
- Schulze, Richard (1898–1969), deutscher Oberregierungsrat
- Schulze, Richard M. (* 1940), US-amerikanischer Unternehmer
- Schulze, Richard T. (* 1929), US-amerikanischer Politiker
- Schulze, Robert (* 1983), deutscher Handballschiedsrichter
- Schulze, Robert (* 1991), deutscher Handballspieler und -trainer
- Schulze, Rolf Peter Gottfried (* 1953), deutscher Diplomat
- Schulze, Rudolf (1906–1974), deutscher Strahlenphysiker und Biometeorologe
- Schulze, Rudolf (1930–2015), deutscher evangelischer Studentenpfarrer und Oberkirchenrat
- Schulze, Rudolph (1918–1996), deutscher Politiker (CDU), MdV, Präsident der Industrie- und Handelskammer und Minister für Post- und Fernmeldewesen der DDR

##### Schulze, S
- Schulze, Sabina (* 1972), deutsche Schwimmerin
- Schulze, Sabine (* 1954), deutsche Kunsthistorikerin und Leiterin des Museums für Kunst und Gewerbe Hamburg
- Schulze, Sebastian (* 1991), deutscher Schauspieler
- Schulze, Siegfried (1925–2013), deutscher Jurist
- Schulze, Simone (* 1963), deutsche Politikerin (CDU); MdL Thüringen
- Schulze, Stephan, deutscher Jazzmusiker (Posaune, Tuba, Komposition, Orchesterleitung)
- Schulze, Sven (* 1971), deutscher Kommunalpolitiker (SPD)
- Schulze, Sven (* 1979), deutscher Politiker (CDU), MdEPSven Schulze (* 1979)

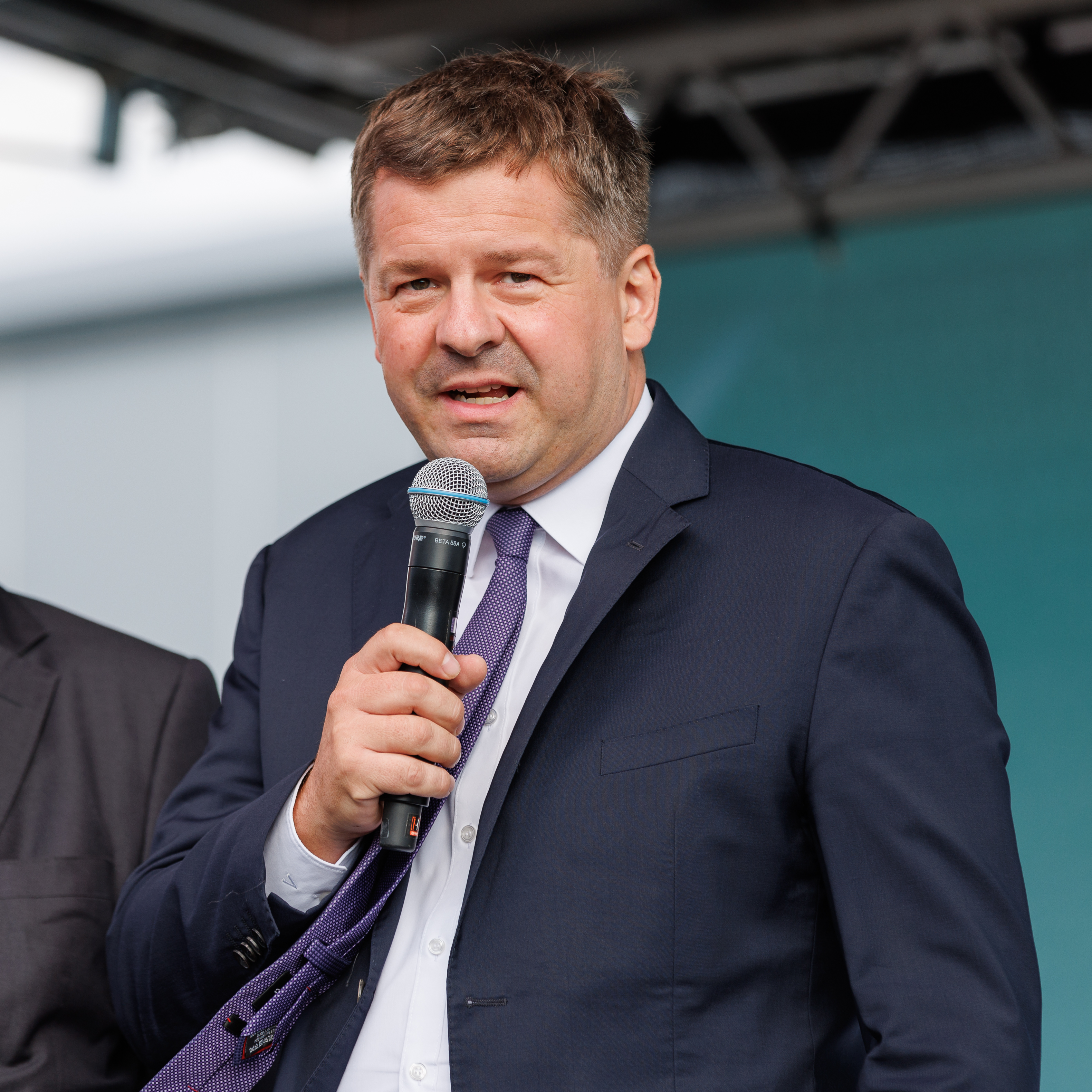
Sven Schulze (* 1979)

- Schulze, Svenja (* 1968), deutsche Politikerin (SPD), MdL

##### Schulze, T
- Schulze, Theodor (1831–1912), deutscher Buchhändler, Verleger, Antiquar und Kunsthändler
- Schulze, Theodor (1926–2025), deutscher Schulpädagoge und Didaktiker
- Schulze, Thies (* 1972), deutscher Historiker
- Schulze, Thomas G. (* 1969), deutscher Psychiater (Facharzt für Psychiatrie und Psychotherapie)
- Schulze, Tobias (* 1973), deutscher Schauspieler und Synchronsprecher
- Schulze, Tobias (* 1976), deutscher Politiker (Die Linke), MdA
- Schulze, Tristan (* 1964), deutscher Musiker und Komponist
- Schulze, Tristan (* 1982), deutscher Künstler, Designer und Professor

##### Schulze, U
- Schulze, Ulrich (* 1947), deutscher FußballtorhüterUlrich Schulze (* 1947)

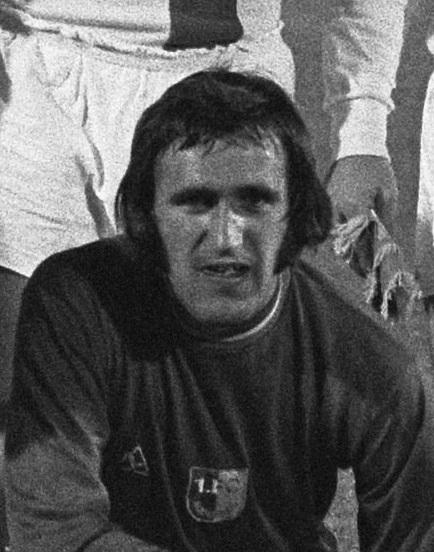
Ulrich Schulze (* 1947)

- Schulze, Ulrich (* 1950), deutscher Schachspieler
- Schulze, Ursula (1936–2020), deutsche Germanistin
- Schulze, Uwe (* 1962), deutscher Politiker (CDU), MdL

##### Schulze, V
- Schulze, Volker (* 1939), deutscher Fachpublizist, Historiker und Buchautor

##### Schulze, W
- Schulze, Waldemar (1930–2018), deutscher Politiker (SPD), MdA, MdB
- Schulze, Walter (* 1880), deutscher Architekt und Kunstmaler
- Schulze, Walter (1903–1980), deutscher Lehrer
- Schulze, Werner (1882–1946), deutscher Reichsgerichtsrat
- Schulze, Werner (1890–1993), deutscher Agrarwissenschaftler
- Schulze, Werner (1895–1966), deutscher Offizier, zuletzt Generalmajor der Reserve in der Wehrmacht
- Schulze, Werner (1903–1978), deutscher Dermatologe
- Schulze, Werner (1934–2004), deutscher Generalmajor der Nationalen Volksarmee der DDR
- Schulze, Werner (* 1952), österreichischer Fagottist
- Schulze, Wilhelm (1863–1935), deutscher Sprachwissenschaftler, Indogermanist und Klassischer Philologe
- Schulze, Wilhelm (1886–1971), deutscher Heimatforscher, Museumsgründer und Kommunalpolitiker
- Schulze, Wilhelm (1920–2002), deutscher Veterinärmediziner
- Schulze, Winfried (* 1942), deutscher Historiker
- Schulze, Wolfgang (* 1940), deutscher Radrennfahrer
- Schulze, Wolfgang (1953–2020), deutscher Sprachwissenschaftler

#### Schulze-

##### Schulze-B
- Schulze-Berghof, Paul (1873–1947), deutscher Schriftsteller
- Schulze-Bergmann, Joachim (* 1947), deutscher Politiker (Grün-Alternative Liste), MdHB
- Schulze-Berndt, Hermann (1958–2020), deutscher Autor
- Schulze-Boysen, Harro (1909–1942), deutscher Offizier, Publizist und Widerstandskämpfer
- Schulze-Boysen, Hartmut (1922–2013), deutscher Diplomat
- Schulze-Boysen, Libertas (1913–1942), deutsche Widerstandskämpferin, Mitglied der Widerstandsgruppe Rote Kapelle
- Schulze-Brück, Louise (1859–1918), deutsche Schriftstellerin
- Schulze-Büttger, Georg (1904–1944), deutscher Widerstandskämpfer gegen den Nationalsozialismus

##### Schulze-D
- Schulze-Delitzsch, Hermann (1808–1883), deutscher Politiker (DFP), MdR
- Schulze-Dörrlamm, Mechthild (* 1944), deutsche Mittelalterarchäologin

##### Schulze-E
- Schulze-Engels, Artur (1910–1995), deutscher Bildhauer und Kirchenmaler
- Schulze-Erdel, Werner (* 1948), deutscher Moderator und SchauspielerWerner Schulze-Erdel (* 1948)

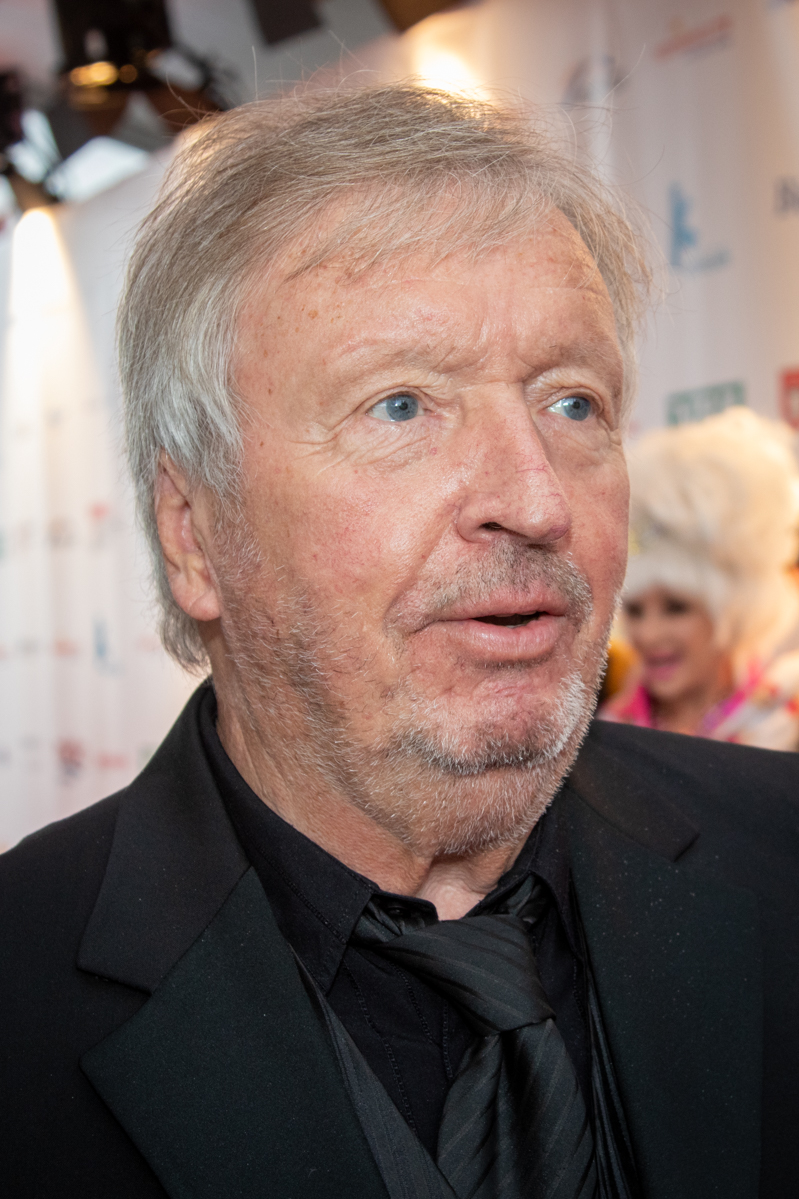
Werner Schulze-Erdel (* 1948)

##### Schulze-F
- Schulze-Fielitz, Eckhard (1929–2021), deutscher Architekt
- Schulze-Fielitz, Günther (1899–1972), deutscher Bauingenieur und Staatssekretär
- Schulze-Fielitz, Helmuth (* 1947), deutscher Hochschullehrer für Kommunikationstechnik

##### Schulze-G
- Schulze-Gaevernitz, Gerhart von (1864–1943), deutscher Politiker (FVg, FVP, DDP), MdR
- Schulze-Gaevernitz, Gero von (1901–1970), deutscher Ökonom
- Schulze-Gävernitz, Hermann von (1824–1888), deutscher Jurist
- Schulze-Gerlach, Hartmut (* 1948), deutscher Sänger und ModeratorHartmut Schulze-Gerlach (* 1948)

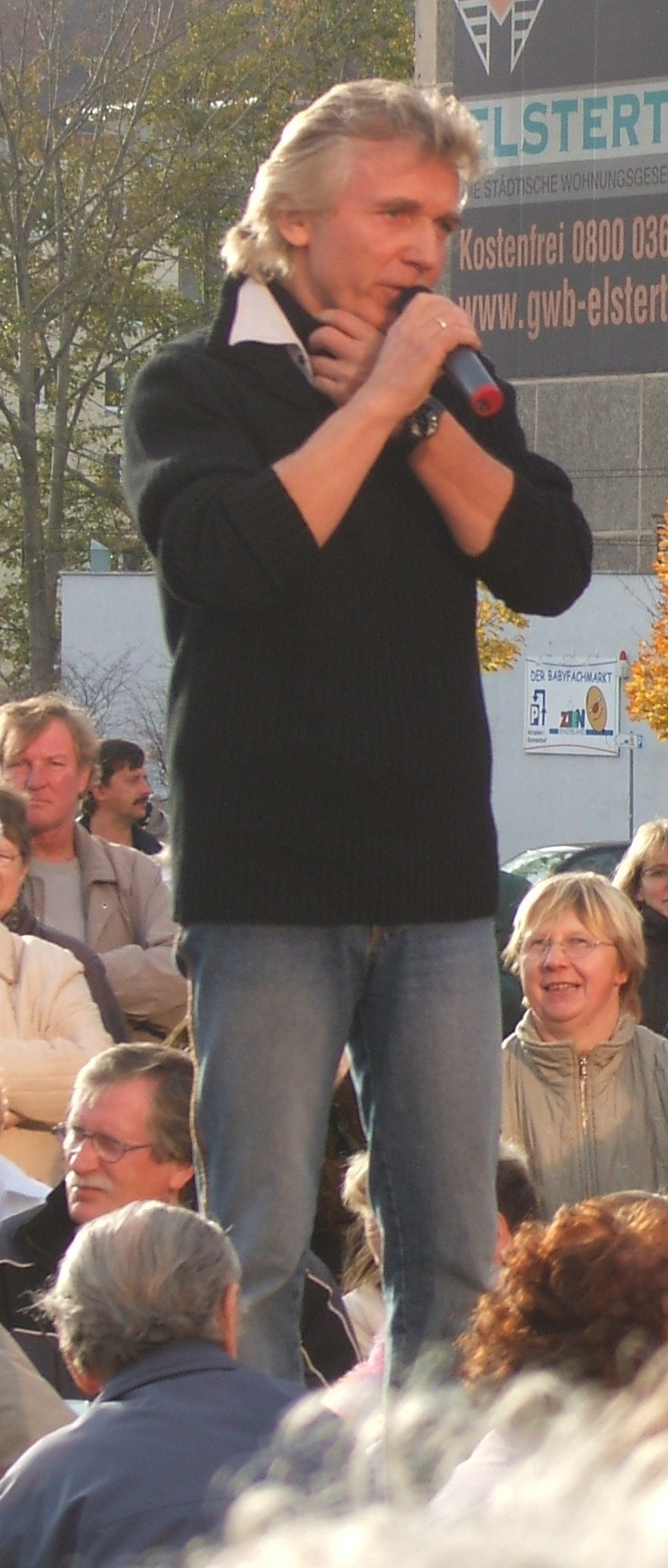
Hartmut Schulze-Gerlach (* 1948)

- Schulze-Gerlach, Tine (1920–2011), deutsche Schriftstellerin und Dichterin

##### Schulze-H
- Schulze-Hausmann, Stefan (* 1960), deutscher Fernsehmoderator und Rechtsanwalt
- Schulze-Henne, Andreas (1841–1916), deutscher Gutsbesitzer und Politiker (NLP), MdR
- Schulze-Hinrichs, Alfred (1899–1972), deutscher Kapitän zur See der Kriegsmarine und Autor

##### Schulze-K
- Schulze-Killitschky, Josephine (1791–1880), österreichische Opernsängerin (Sopran)
- Schulze-Knabe, Eva (1907–1976), deutsche Malerin und Widerstandskämpferin
- Schulze-Köln, Otto (1863–1936), deutscher Kunstkritiker, Architekturkritiker und Hochschullehrer
- Schulze-Kossens, Richard (1914–1988), deutscher SS-Offizier
- Schulze-Kummerfeld, Karoline (1742–1815), deutsche Theaterschauspielerin

##### Schulze-L
- Schulze-Langendorf, Friedrich (1886–1970), deutscher Politiker (NSDAP), MdR

##### Schulze-M
- Schulze-Maizier, Friedrich (1888–1971), deutscher Schriftsteller
- Schulze-Marmeling, Dietrich (* 1956), deutscher Sachbuchautor
- Schulze-Marmeling, Kieran (* 1989), deutscher Fußballspieler und -trainer
- Schulze-Mittendorff, Walter (1893–1976), deutscher Bildhauer, Spezialeffektekünstler und Kostümbildner

##### Schulze-O
- Schulze-Osterloh, Joachim (* 1935), deutscher Rechtswissenschaftler und Hochschullehrer

##### Schulze-P
- Schulze-Pelkum, Karl (1860–1939), deutscher Landrat und Parlamentarier
- Schulze-Pillot, Gerhard (1872–1945), deutscher Maschinenbauingenieur

##### Schulze-R
- Schulze-Reimpell, Werner (1931–2010), deutscher Dramaturg und Autor
- Schulze-Rohr, Jakob (1930–2008), deutscher Architekt und Stadtplaner
- Schulze-Rohr, Peter (1926–2007), deutscher Regisseur und Drehbuchautor
- Schulze-Rose, Wilhelm (1872–1950), deutscher Maler

##### Schulze-S
- Schulze-Smidt, Bernhardine (1846–1920), deutsche Schriftstellerin
- Schulze-Sölde, Max (1887–1967), deutscher Maler und Inflationsheiliger
- Schulze-Stapen, Christoph (1917–2003), deutscher Politiker (CDU), MdL
- Schulze-Stapen, Reinhard (1867–1944), deutscher Landwirt und Politiker (DNVP), MdR
- Schulze-Steinen, Heinrich (1827–1921), deutscher Landwirt und Politiker (NLP), MdR

##### Schulze-T
- Schulze-Thulin, Britta (* 1966), deutsche Sprachwissenschaftlerin und Autorin

##### Schulze-V
- Schulze-Vellinghausen, Albert (1905–1967), deutscher Kritiker, Buchhändler und Übersetzer
- Schulze-Vorberg, Max (1919–2006), deutscher Jurist, Journalist und Politiker (CSU), MdB

##### Schulze-W
- Schulze-Wechsungen, Walther (1902–1944), deutscher Politiker (NSDAP), MdR, MdL
- Schulze-Wegener, Guntram (* 1965), deutscher Journalist und Historiker
- Schulze-Wiehenbrauk, Jens (* 1966), deutscher Politiker (AfD), MdL

#### Schulzen
- Schulzen, Cuno von (1837–1923), deutscher Verwaltungsjurist und Landrat des Kreises Syke
- Schulzen, Johann Christian von († 1750), kur-braunschweig-lüneburgischer Generalleutnant, Chef des Kavallerie-Regiments R4-A und Kommandant von Stade
- Schulzenhof, Regge vom (* 1964), deutscher Autor, Cartoonist, Redakteur und Graphiker

#### Schulzer
- Schulzer von Müggenburg, Stephan (1802–1892), ungarisch-kroatischer Armeeoffizier und Mykologe

### Schulzi
- Schulzig, Franz Joseph von (1787–1864), k.k. Feldmarschall-Lieutenant, Kommandant der Festung Mantua

### Schulzk
- Schulzke, Hans-Peter (* 1957), deutscher Fußballspieler
- Schülzke, Iris (* 1959), deutsche Politikerin (BVB / FREIE WÄHLER), MdL
- Schulzke, Kurt (1950–2017), deutscher Maler, Musiker, Autor und Komponist
- Schulzki, Renate, deutsche Handballspielerin
- Schulzki, Rüdiger (1940–2022), deutscher Schauspieler und Synchronsprecher
- Schulzki, Stefan (* 1970), deutscher Komponist
- Schulzki-Haddouti, Christiane (* 1967), deutsche Publizistin und Journalistin

### Schulzz
- Schulzz, Reverend (* 1965), deutscher Singer-Songwriter